# Descendance de la reine Victoria
Pour un article plus général, voir Victoria (reine).

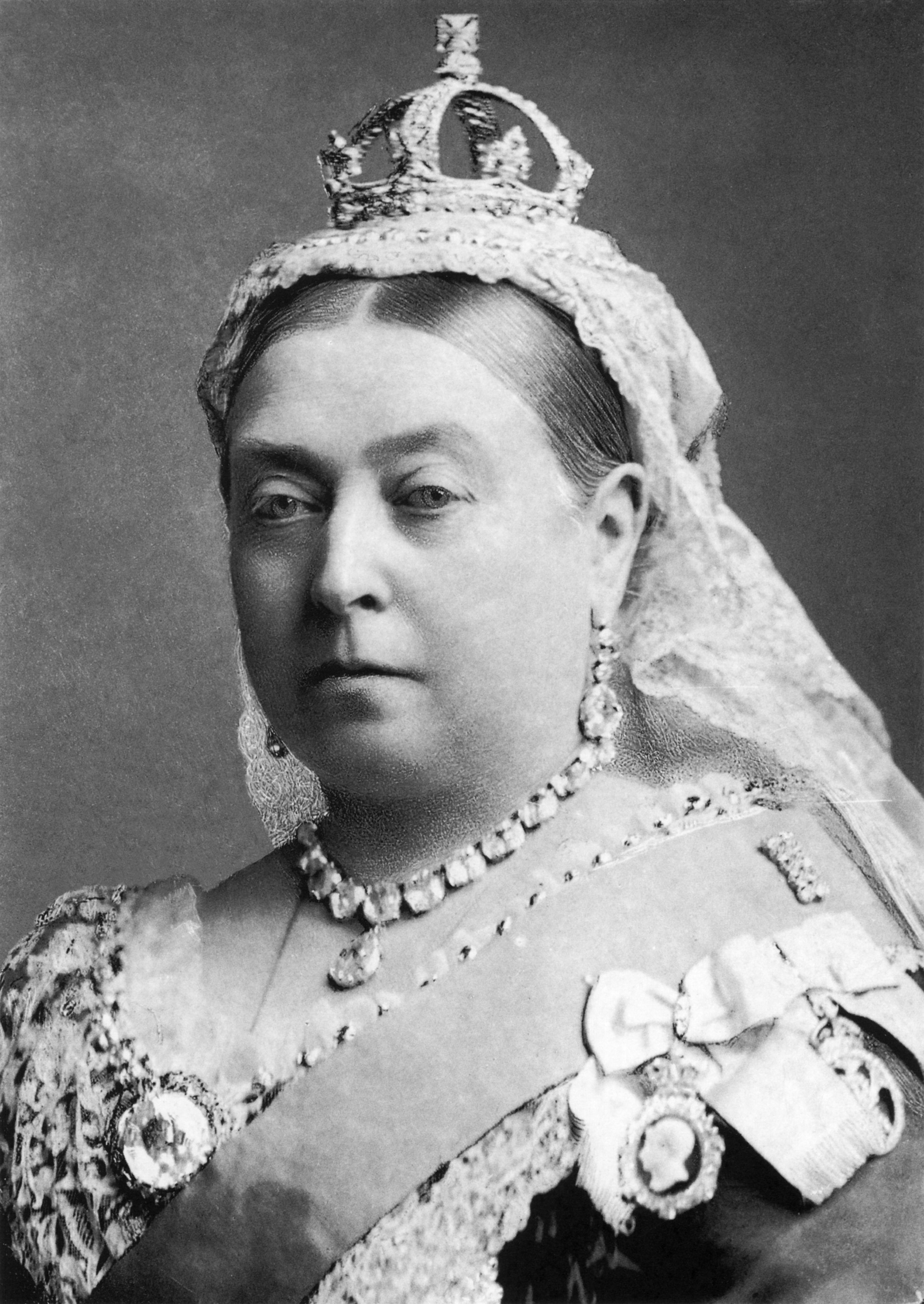
La reine Victoria (1819-1901).

La descendance de la reine Victoria désigne l'ensemble des personnes ayant pour ancêtres Victoria du Royaume-Uni (1819-1901) et son mari le prince consort Albert de Saxe-Cobourg-Gotha (1819-1861).
Leurs descendants, par de nombreux mariages et alliances, ont rejoint plusieurs cours royales européennes, au moins jusqu'à la Première Guerre mondiale, d'où le surnom de « grand-mère de l'Europe » donnée à la reine Victoria : en effet, certains de ses descendants sont aujourd'hui les monarques du Royaume-Uni, de la Norvège, de la Suède, du Danemark et de l'Espagne (en les personnes de Charles III du Royaume-Uni, Harald V de Norvège, Charles XVI Gustave de Suède, Frederik X de Danemark et Felipe VI d'Espagne), ou ont fourni d'anciens monarques en Allemagne, en Grèce, en Russie et en Yougoslavie, et divers autres descendants dans des familles nobles européennes.
La reine Victoria et le prince Albert ont eu 9 enfants, 42 petits-enfants, 87 arrière-petits-enfants, 142 arrière-arrière-petits-enfants, 302 arrière-arrière-arrière-petits-enfants, au moins 445 arrière-arrière-arrière-arrière-petits-enfants, etc.,. En 1997 et 2011, deux décomptes ont dénombré respectivement 816 et 1087 descendants du couple royal, vivants ou décédés,, dont les lignées sont aujourd'hui géographiquement dispersées, non seulement dans toute l'Europe, mais aussi dans le monde entier : Australie, Afrique du Sud, États-Unis, Brésil, etc.[réf. souhaitée]
La reine Victoria a vécu suffisamment longtemps pour connaître 91 descendants, soit tous ses petits-enfants, ainsi que 40 de ses arrière-petits-enfants, dont le dernier est Lord Louis Mountbatten né le 25 juin 1900, soit six mois avant la mort de la souveraine.
Enfin, cette descendance présente aussi une particularité notable en génétique, car elle illustre un cas notoire de transmission du gène responsable de l'hémophilie, et hérité, vraisemblablement par une mutation génétique, de Victoria elle-même.

## La «grand-mère de l'Europe»
Par des mariages et des alliances politiques, certains descendants de la reine Victoria ont rejoint plusieurs cours royales européennes des XIXe et XXe siècles, surtout jusqu'à la Première Guerre mondiale, d'où le surnom de « grand-mère de l'Europe » donné à la reine,. En effet, Victoria est l'ancêtre des anciens monarques :
- Édouard VII (1841-1910), George V (1865-1936), Édouard VIII (1894-1972), George VI (1895-1952) et Élisabeth II du Royaume-Uni (1926-2022),
- Guillaume II d'Allemagne (1859-1941),
- Georges II (1890-1947), Alexandre Ier (1893-1920), Paul Ier (1901-1964) et Constantin II de Grèce (1940-2023),
- Carol II de Roumanie (1893-1953) et Michel Ier de Roumanie (1921-2017),
- Olav V de Norvège (1903-1991),
- Pierre II de Yougoslavie (1923-1970),
- Juan Carlos Ier d'Espagne (1938),
- Margrethe II de Danemark (1940).

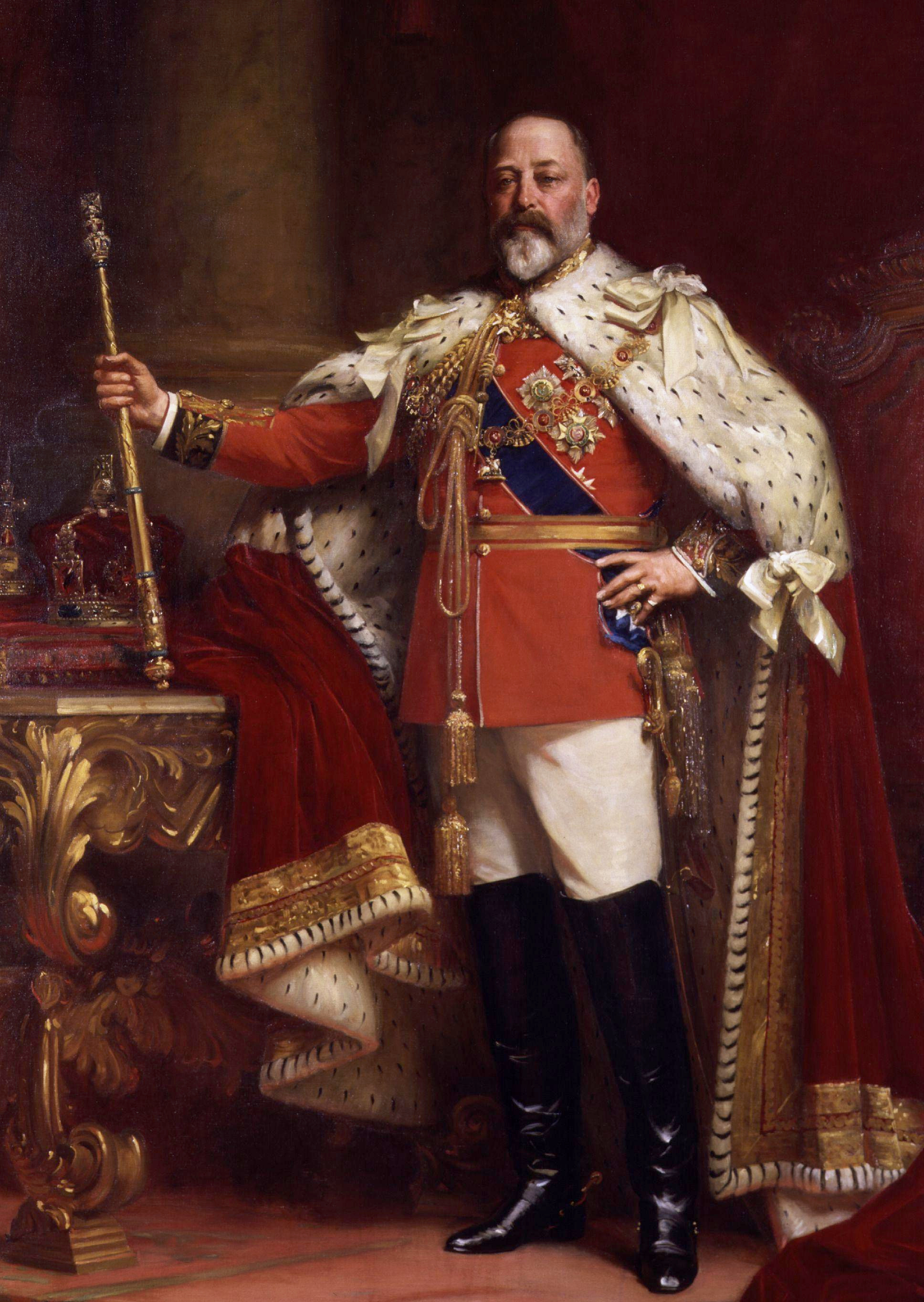
Édouard VII du Royaume-Uni
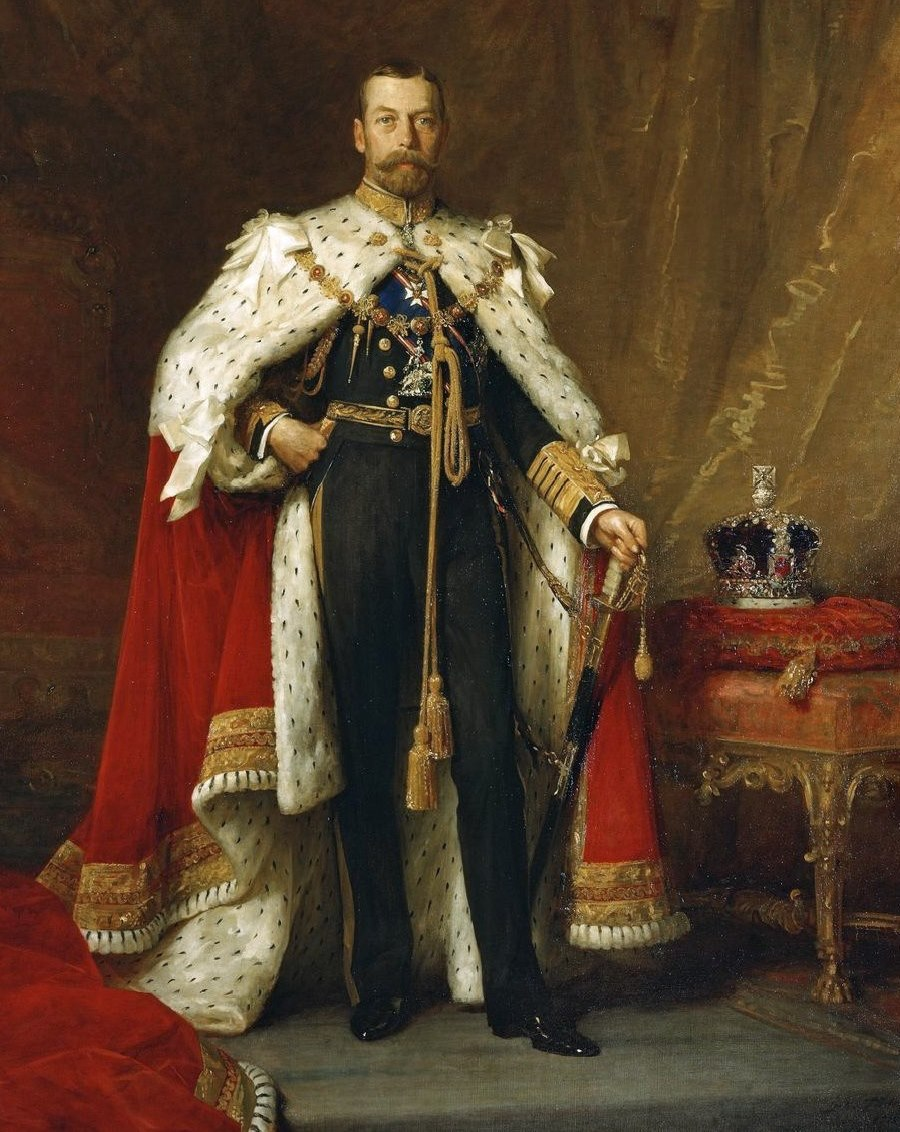
George V du Royaume-Uni
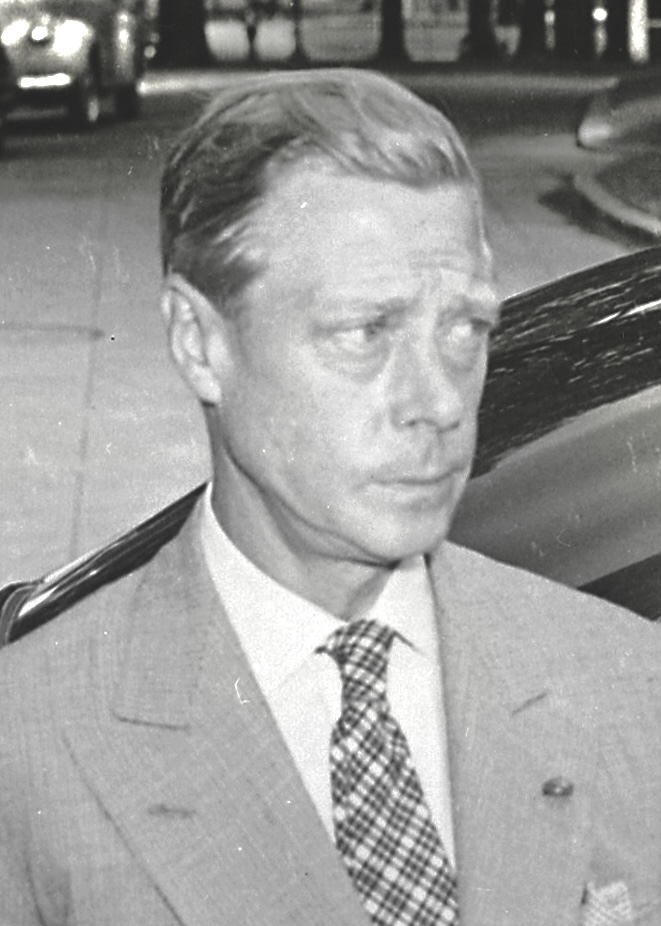
Édouard VIII du Royaume-Uni
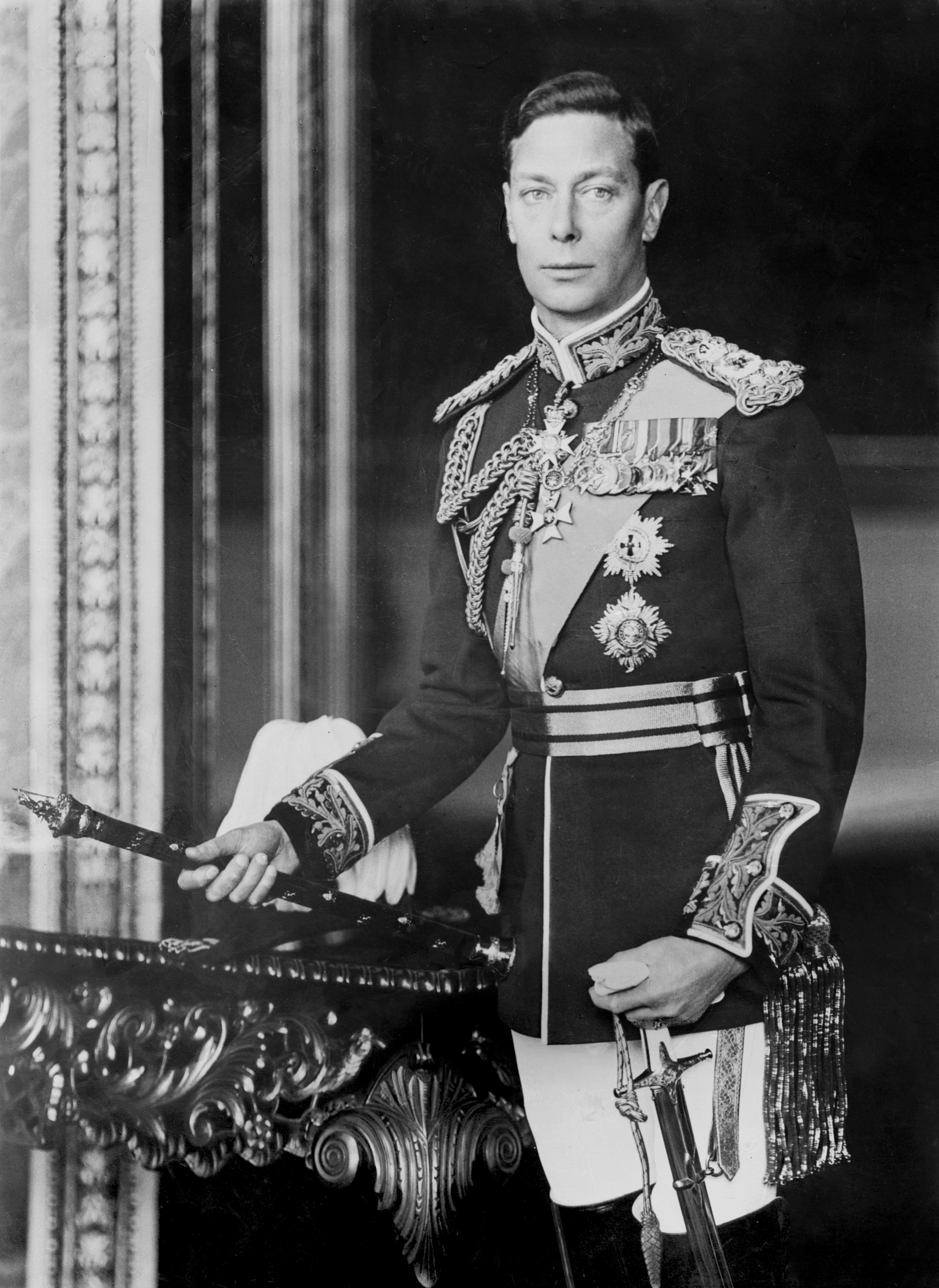
George VI du Royaume-Uni
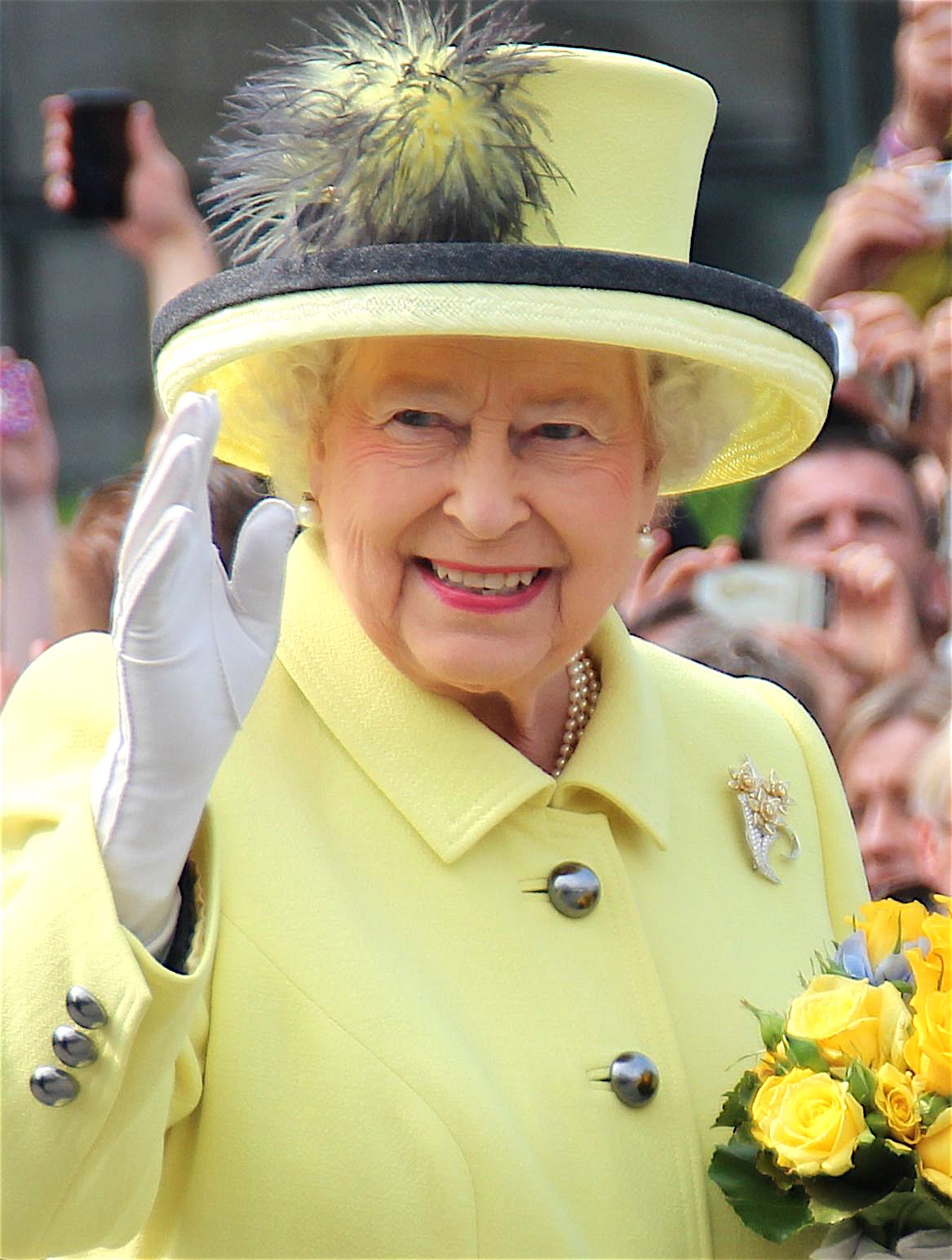
Élisabeth II du Royaume-Uni
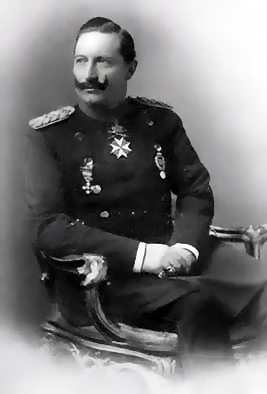
Guillaume II d'Allemagne

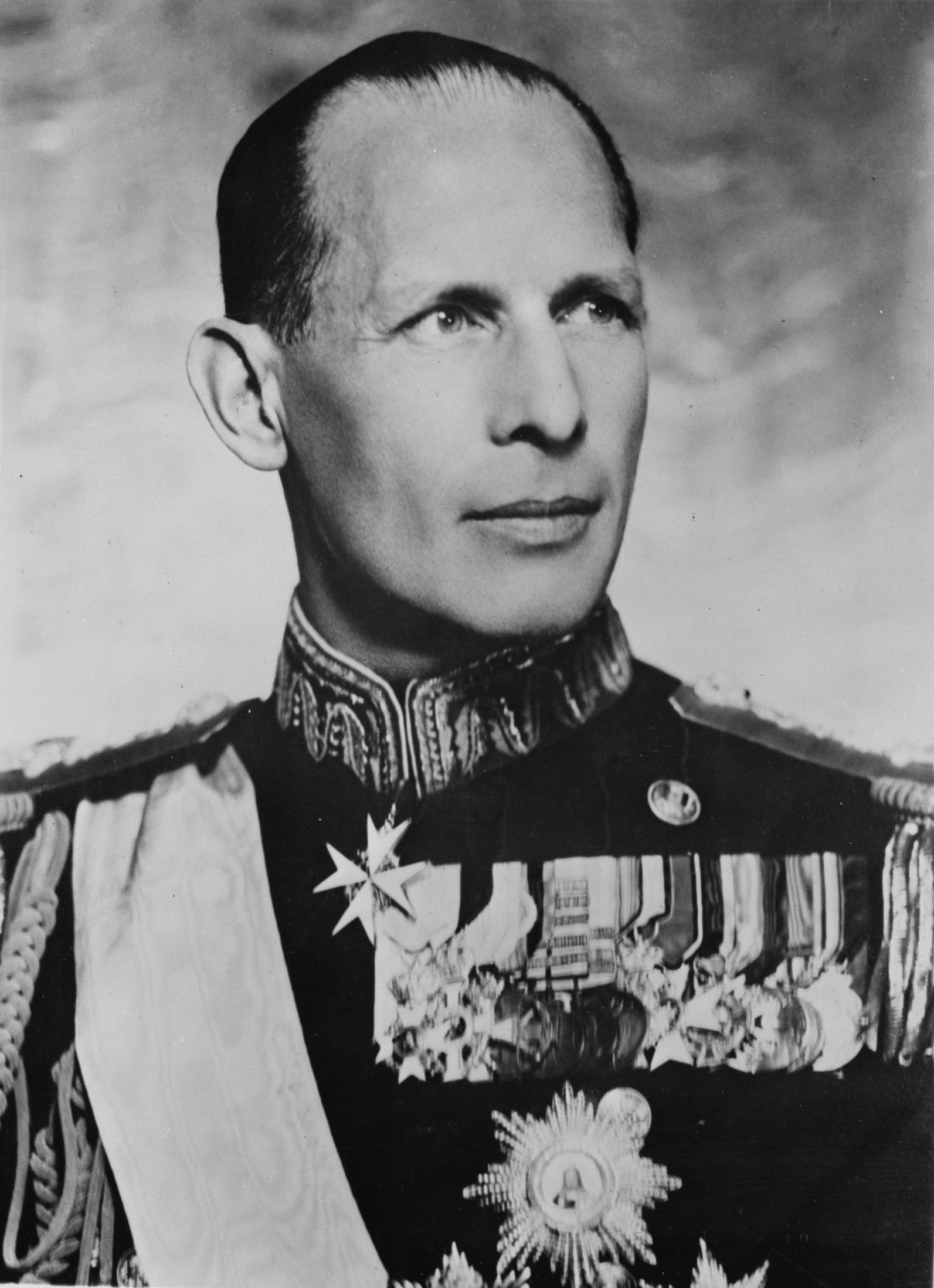
Georges II de Grèce
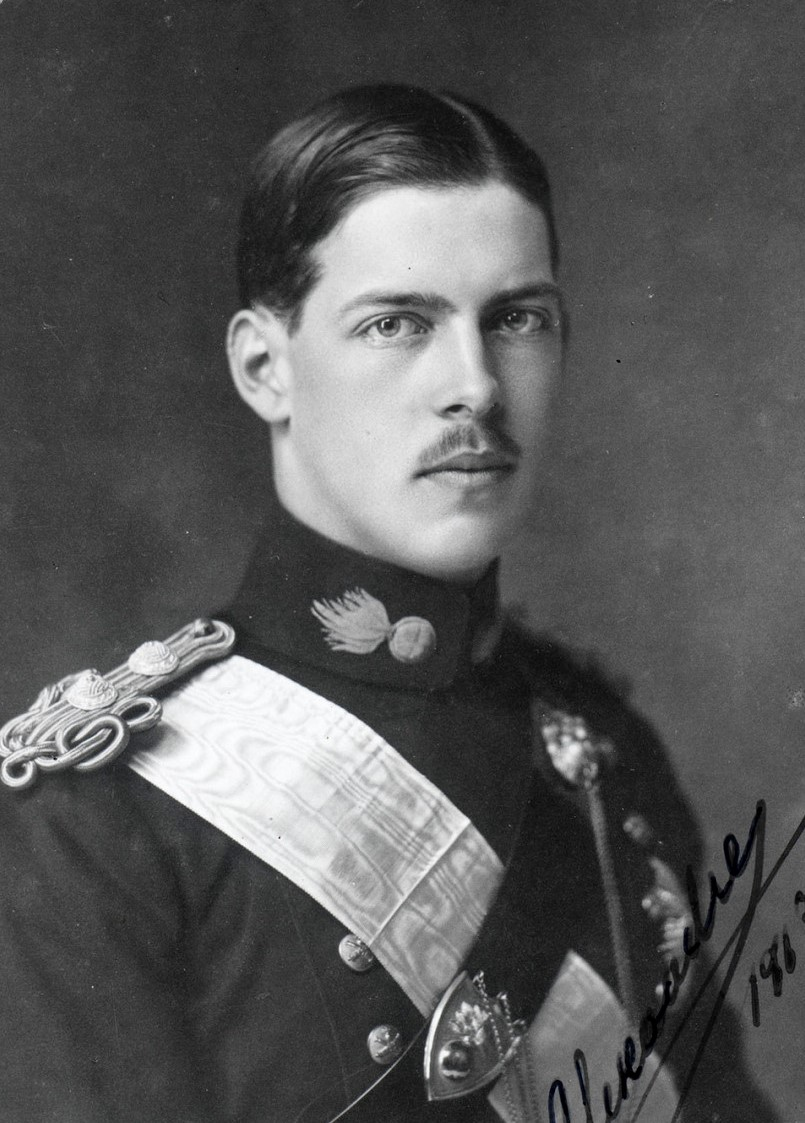
Alexandre Ier de Grèce
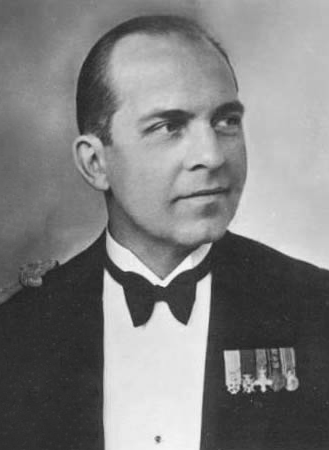
Paul Ier de Grèce
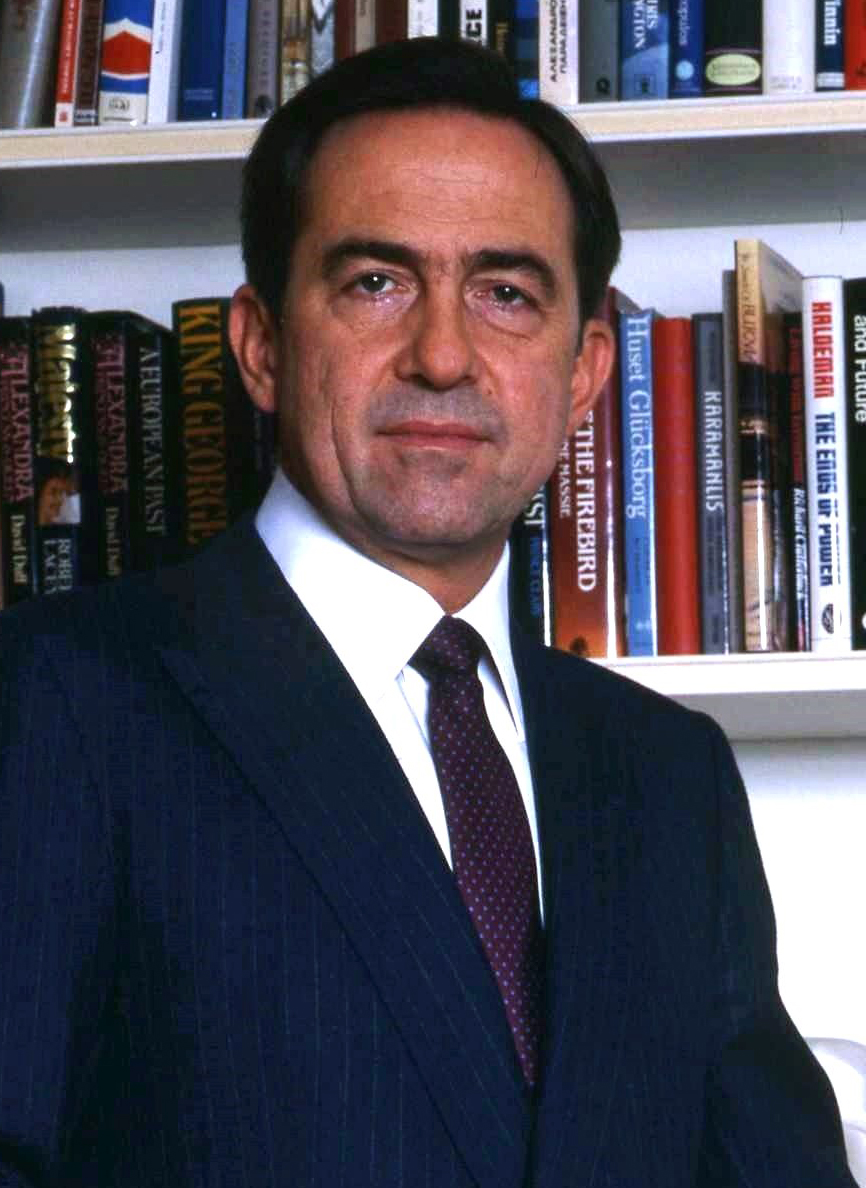
Constantin II de Grèce
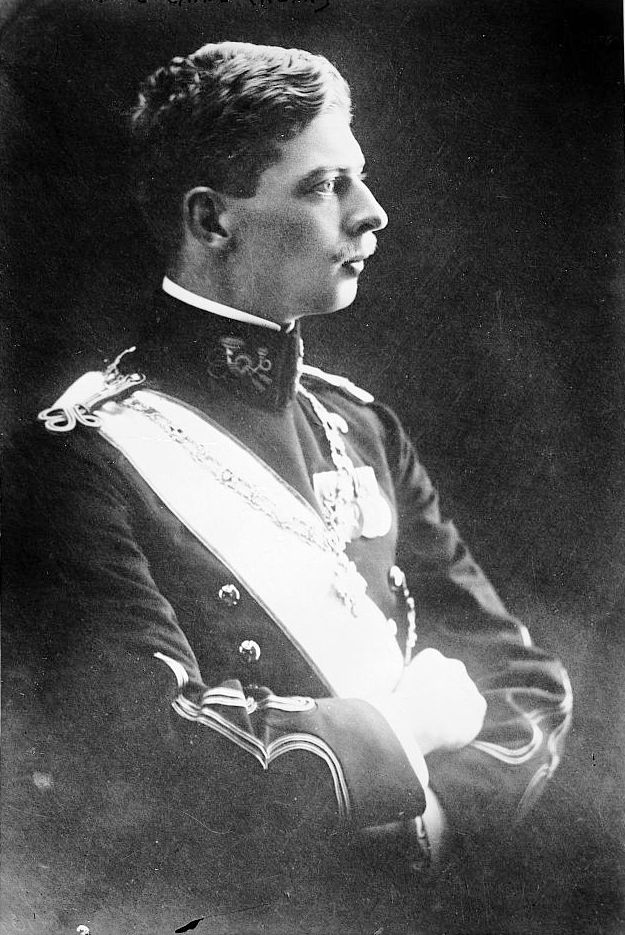
Carol II de Roumanie
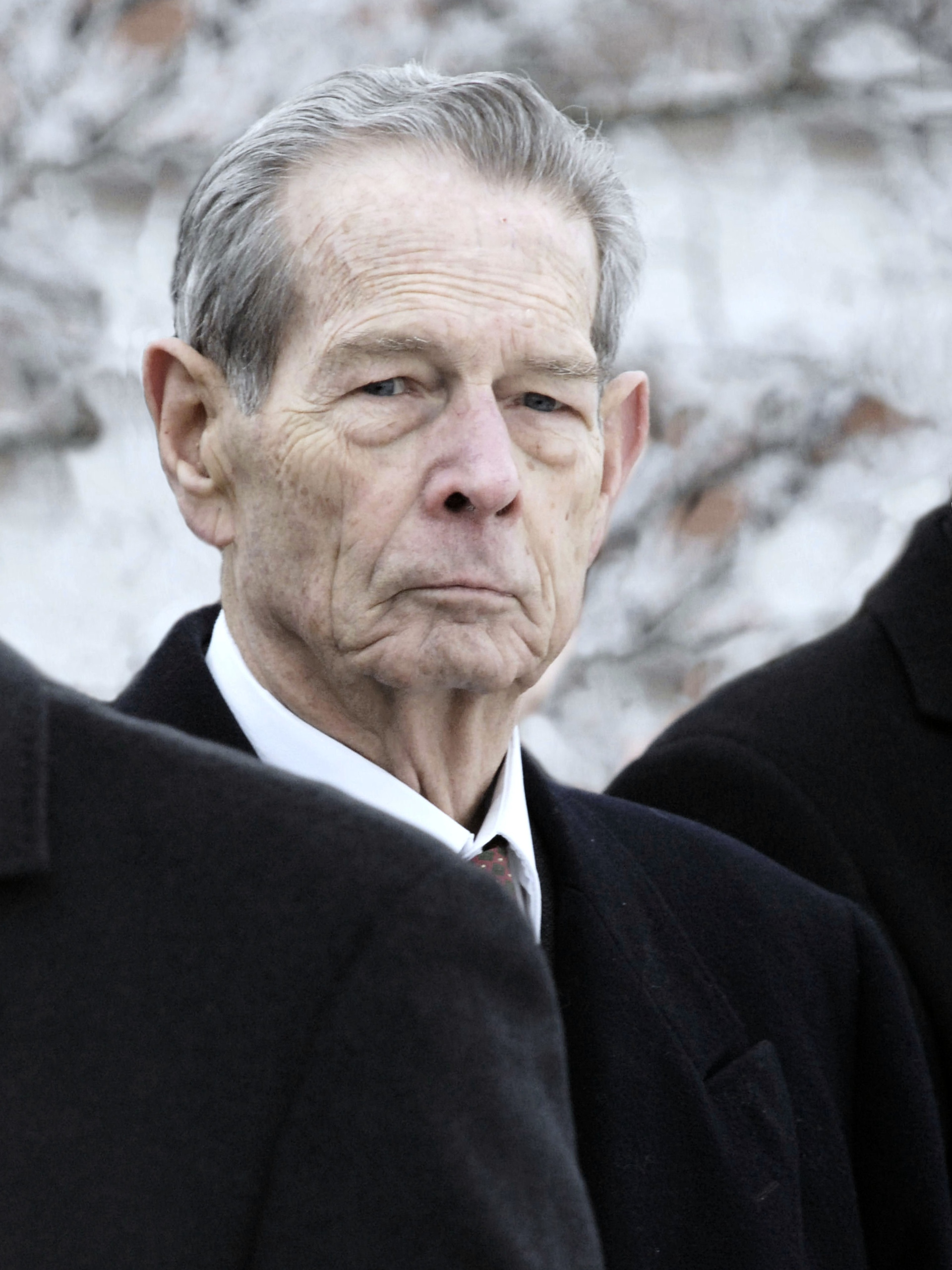
Michel Ier de Roumanie

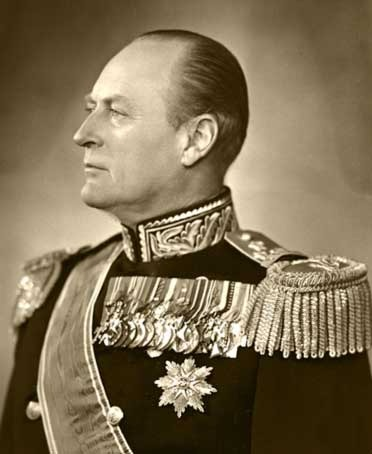
Olav V de Norvège
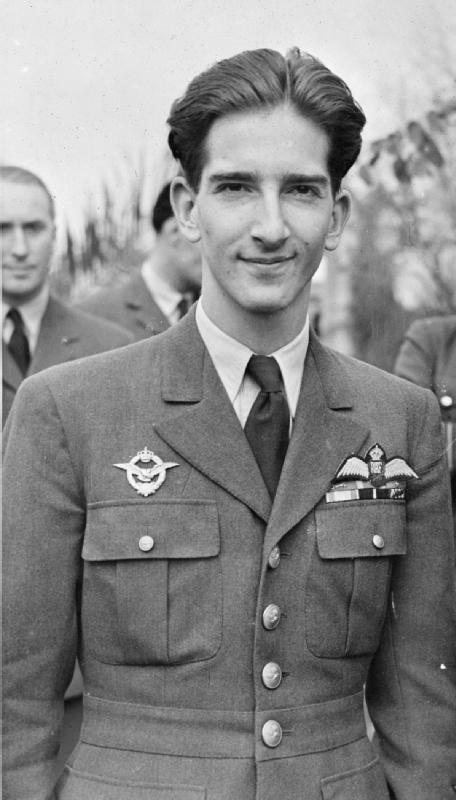
Pierre II de Yougoslavie
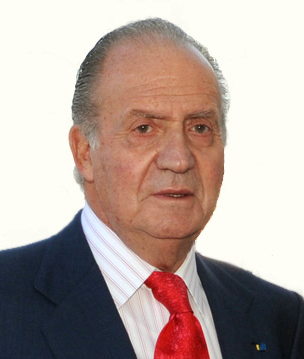
Juan Carlos Ier d'Espagne
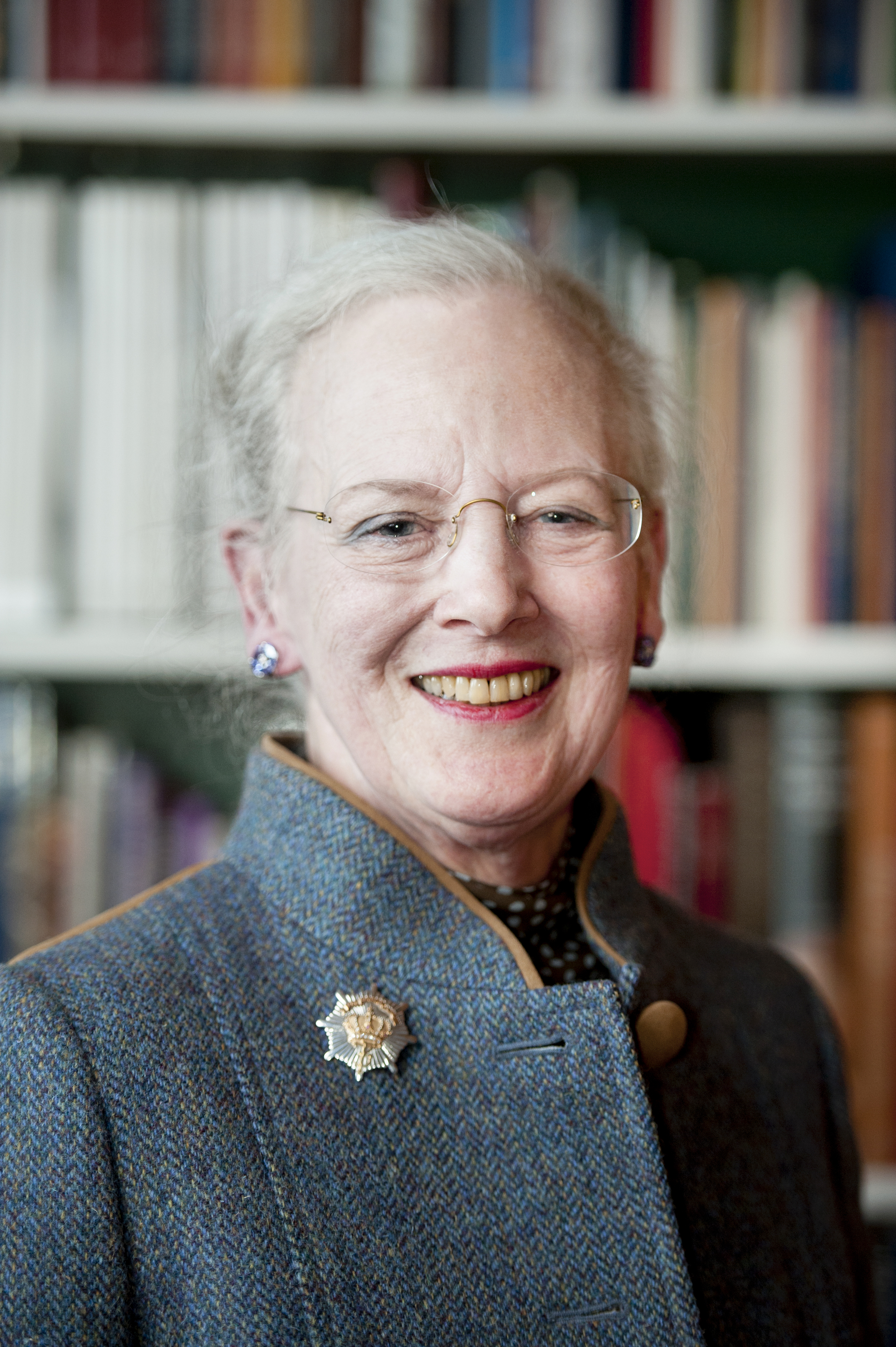
Margrethe II de Danemark

Aujourd'hui, la reine Victoria est ainsi l'ancêtre de :
- Charles III du Royaume-Uni (1948), actuel roi du Royaume-Uni et des autres royaumes du Commonwealth,
- Harald V de Norvège (1937), actuel roi de Norvège,
- Charles XVI Gustave de Suède (1946), actuel roi de Suède,
- Frederik X de Danemark (1968), actuel roi de Danemark,
- Felipe VI d'Espagne (1968), actuel roi d'Espagne.

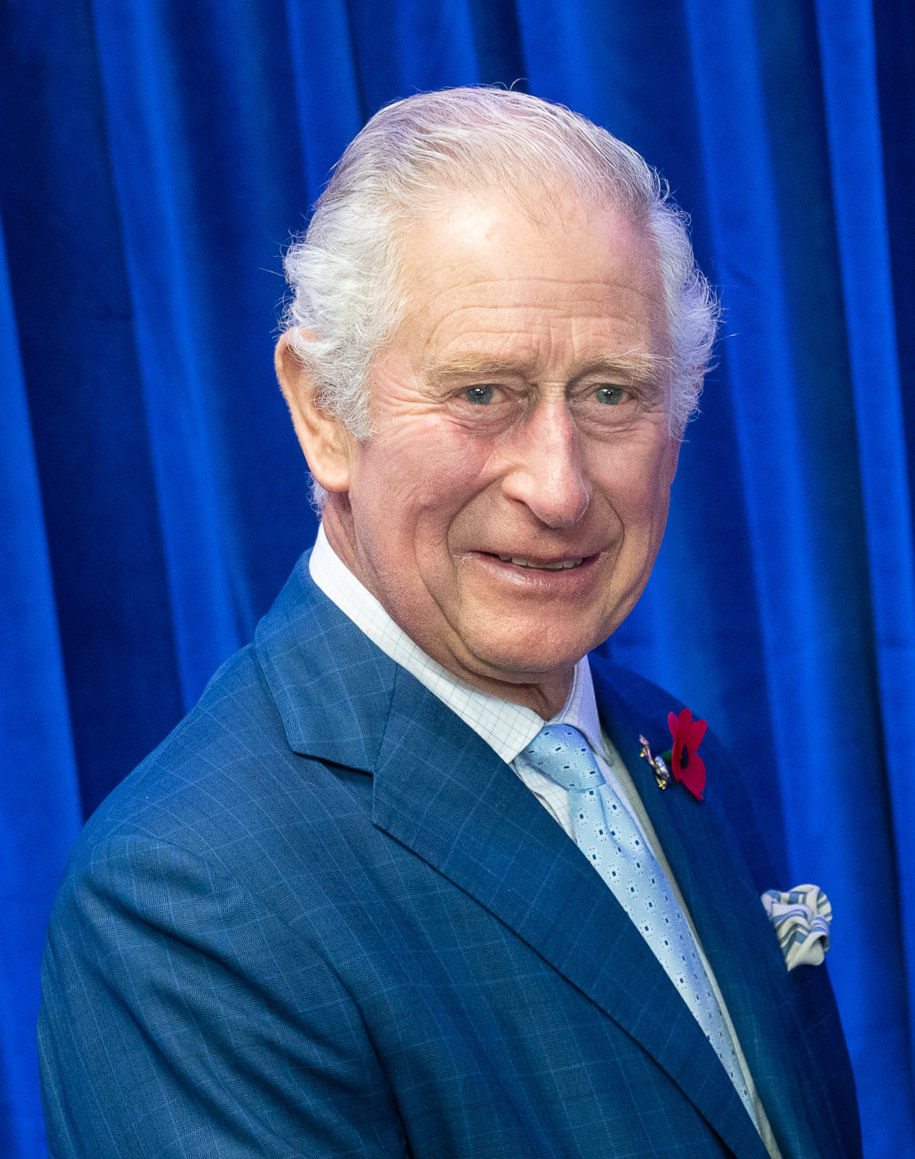
Charles III du Royaume-Uni, arrière-arrière-arrière-petit-fils de Victoria
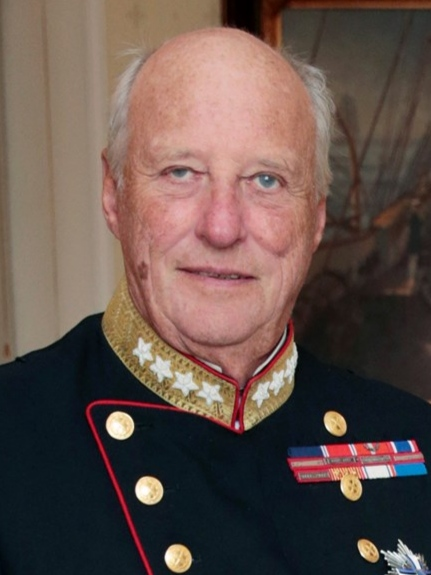
Harald V de Norvège, arrière-arrière-petit-fils de Victoria
Charles XVI Gustave de Suède, arrière-arrière-petit-fils de Victoria
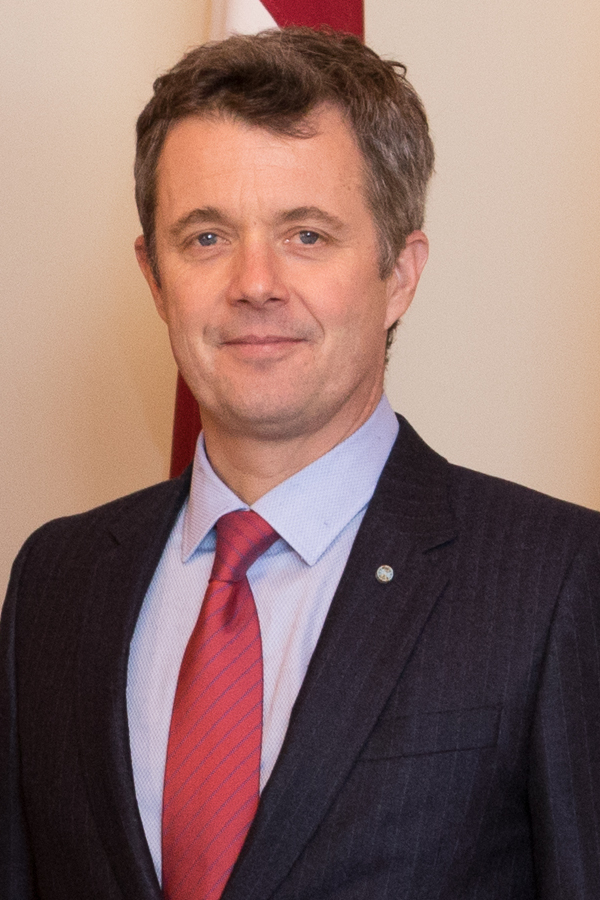
Frederik X de Danemark, arrière-arrière-arrière-petit-fils de Victoria
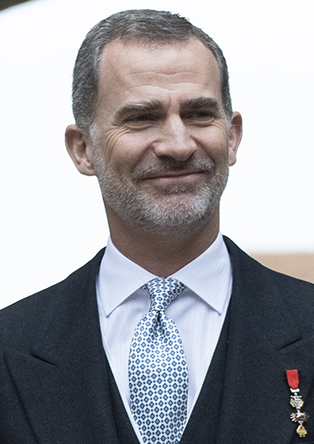
Felipe VI d'Espagne, arrière-arrière-arrière-petit-fils de Victoria

Elle est également l'ancêtre de :
- Louis de Bourbon (1974), actuel prétendant au trône de France,
- Maria Vladimirovna de Russie (1953), actuelle prétendante au trône de Russie,
- Alexandre de Yougoslavie (1945), actuel prétendant au trône de Serbie,
- Margareta de Roumanie (1949), actuelle prétendante au trône de Roumanie,
- Aimon de Savoie-Aoste (1967), actuel prétendant aux trônes d'Italie et de Croatie,
- Georges-Frédéric de Prusse (1976), actuel prétendant au trône d'Allemagne et de Prusse,
- Heinrich Donatus de Hesse (1966), actuel prétendant aux trônes de Finlande et de Hesse,
- Ernest-Auguste V de Hanovre (1954), actuel prétendant aux trônes de Hanovre et de Brunswick,
- Bernard de Bade (1970), actuel prétendant au trône de Bade,
- Hubertus de Saxe-Cobourg-Gotha (1975), actuel prétendant au trône de Saxe-Cobourg-Gotha,
- Charles-Frédéric de Hohenzollern (1952), actuel prétendant au trône de Hohenzollern,
- Paul de Grèce (1967), actuel prétendant au trône de Grèce.

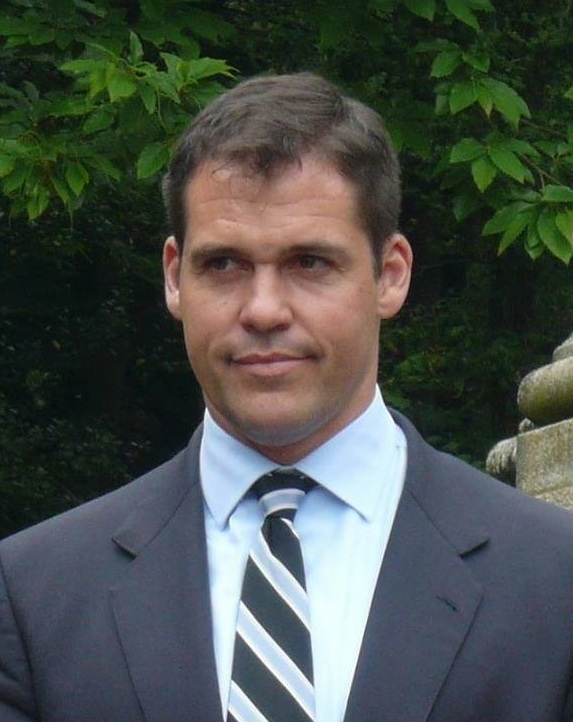
Louis de Bourbon, arrière-arrière-arrière-petit-fils de Victoria
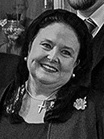
Maria Vladimirovna de Russie, arrière-arrière-petit-fille de Victoria
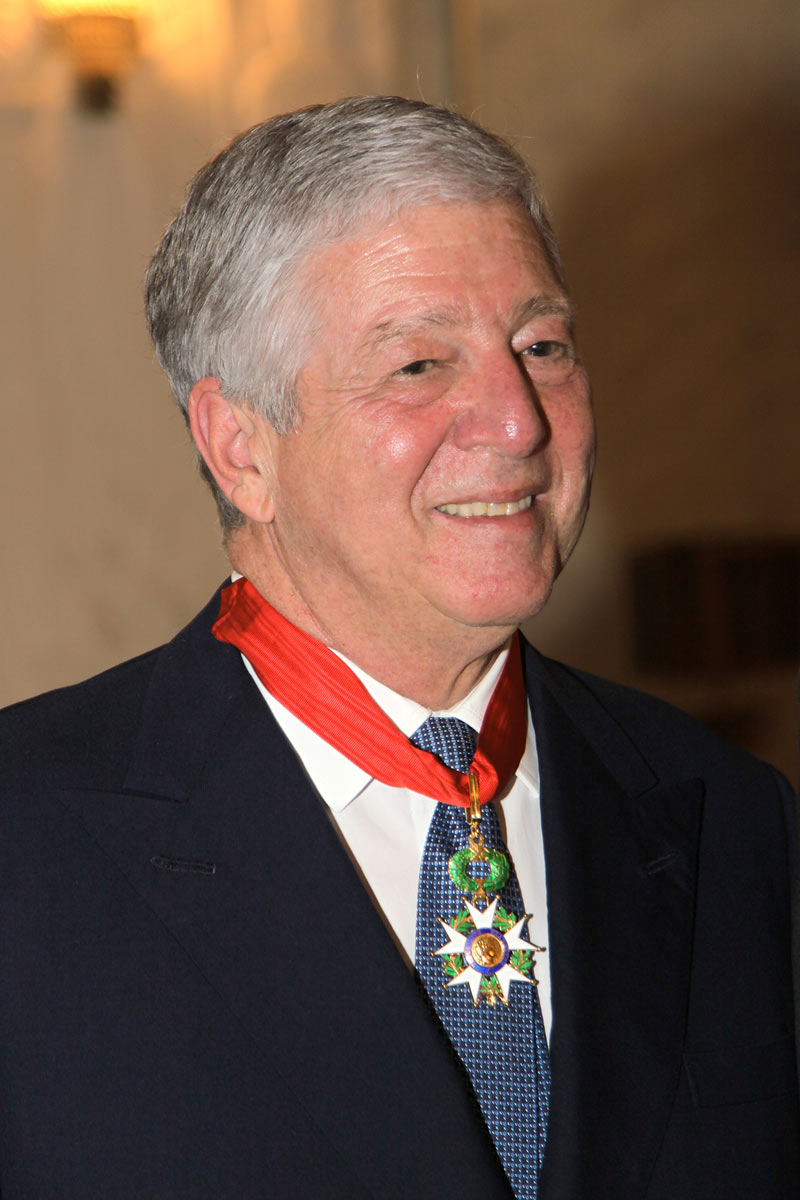
Alexandre de Yougoslavie, arrière-arrière-arrière-petit-fils de Victoria
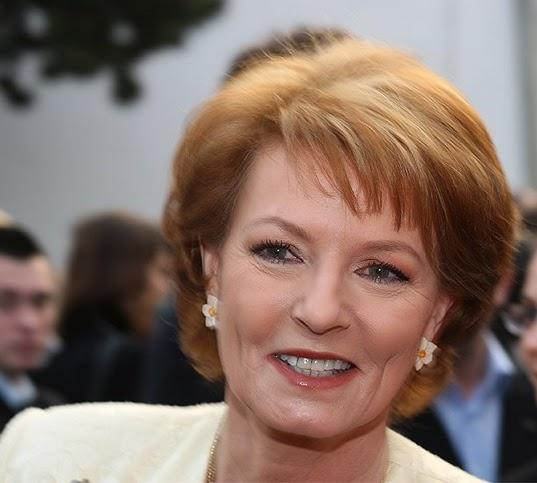
Margareta de Roumanie, arrière-arrière-arrière-petite-fille de Victoria
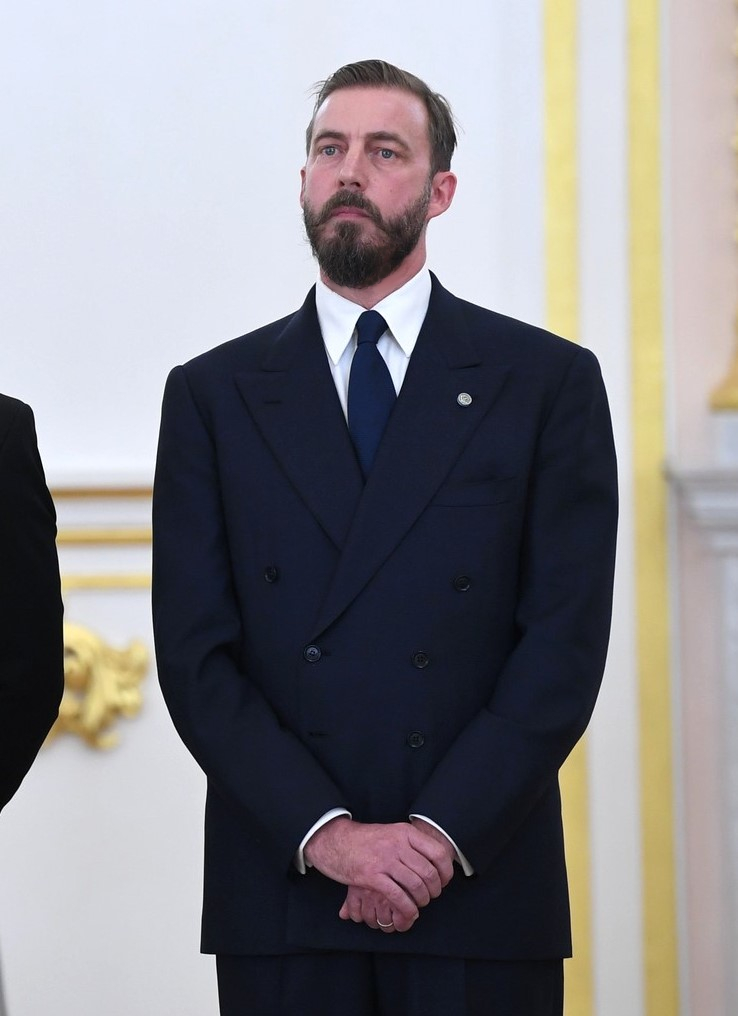
Aimon de Savoie-Aoste, arrière-arrière-arrière-petit-fils de Victoria

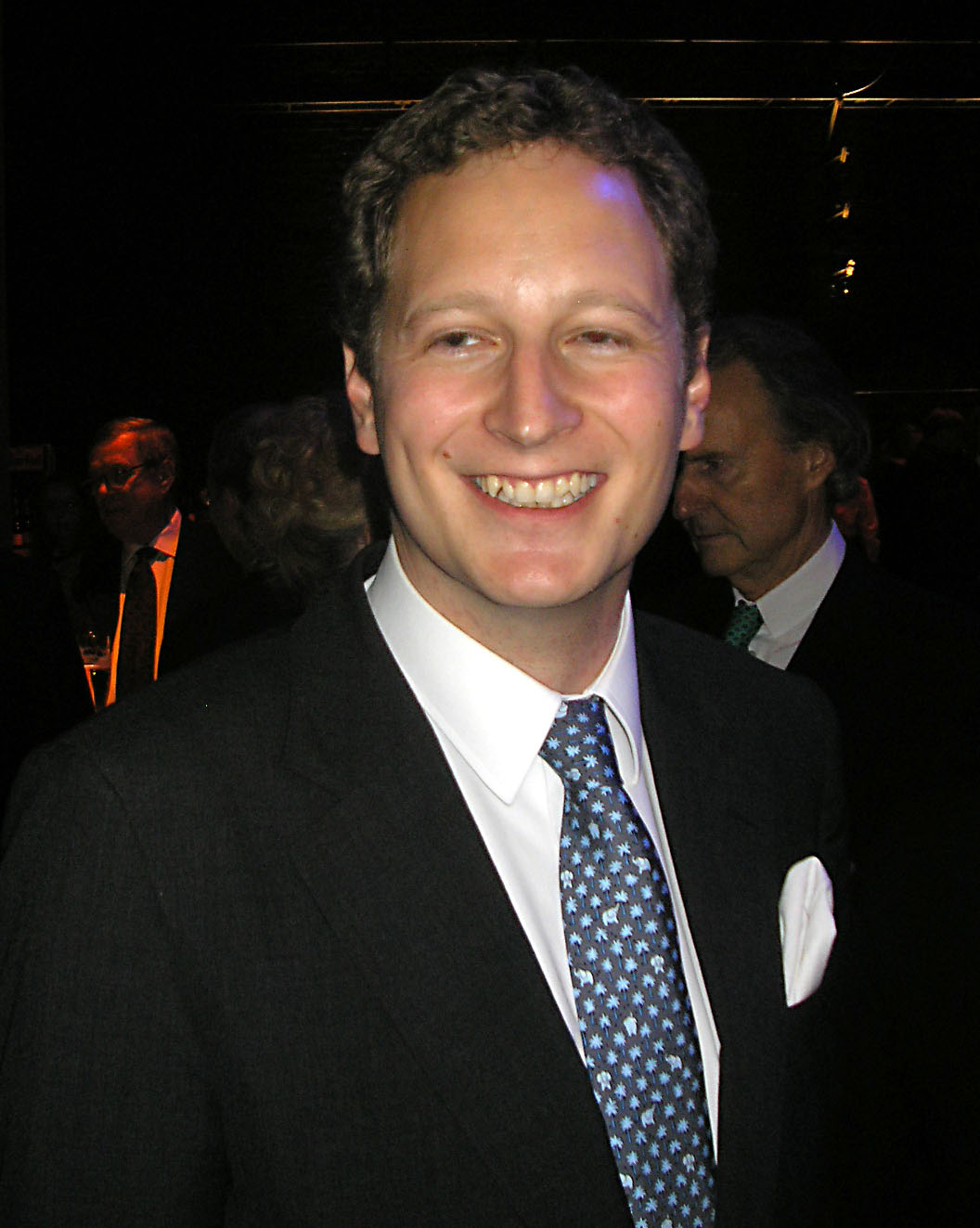
Georges-Frédéric de Prusse, arrière-arrière-arrière-petit-fils de Victoria
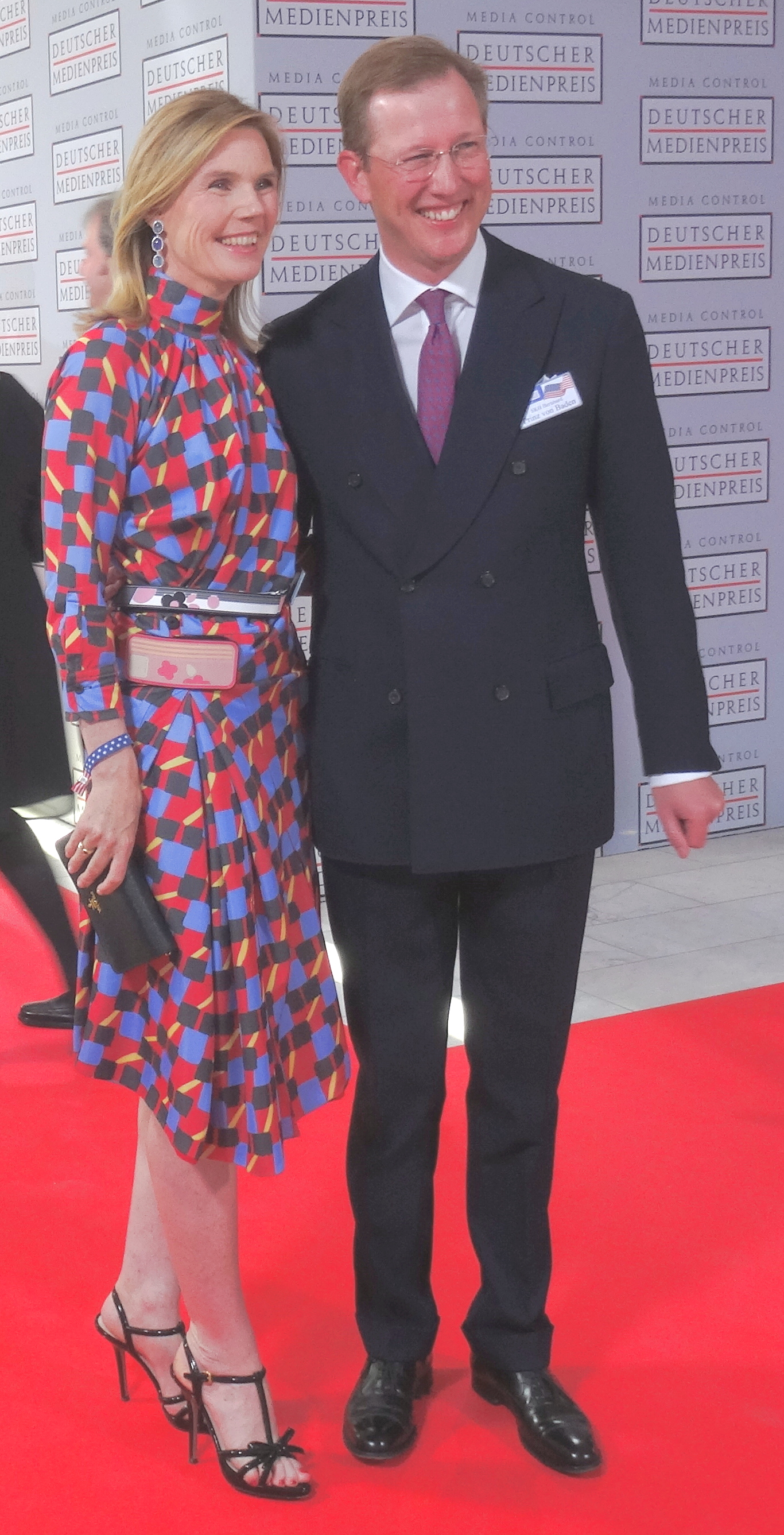
Bernard de Bade, arrière-arrière-arrière-arrière-petit-fils de Victoria
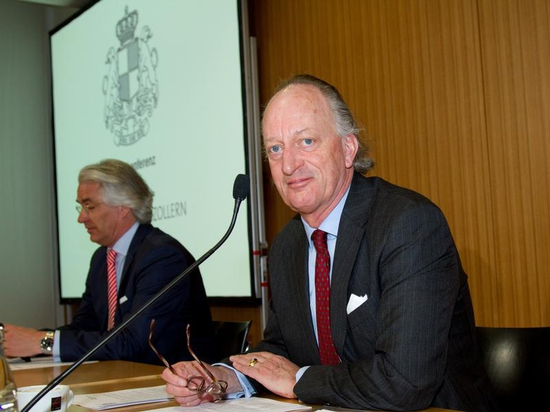
Charles Frédéric de Hohenzollern, arrière-arrière-arrière-petit-fils de Victoria
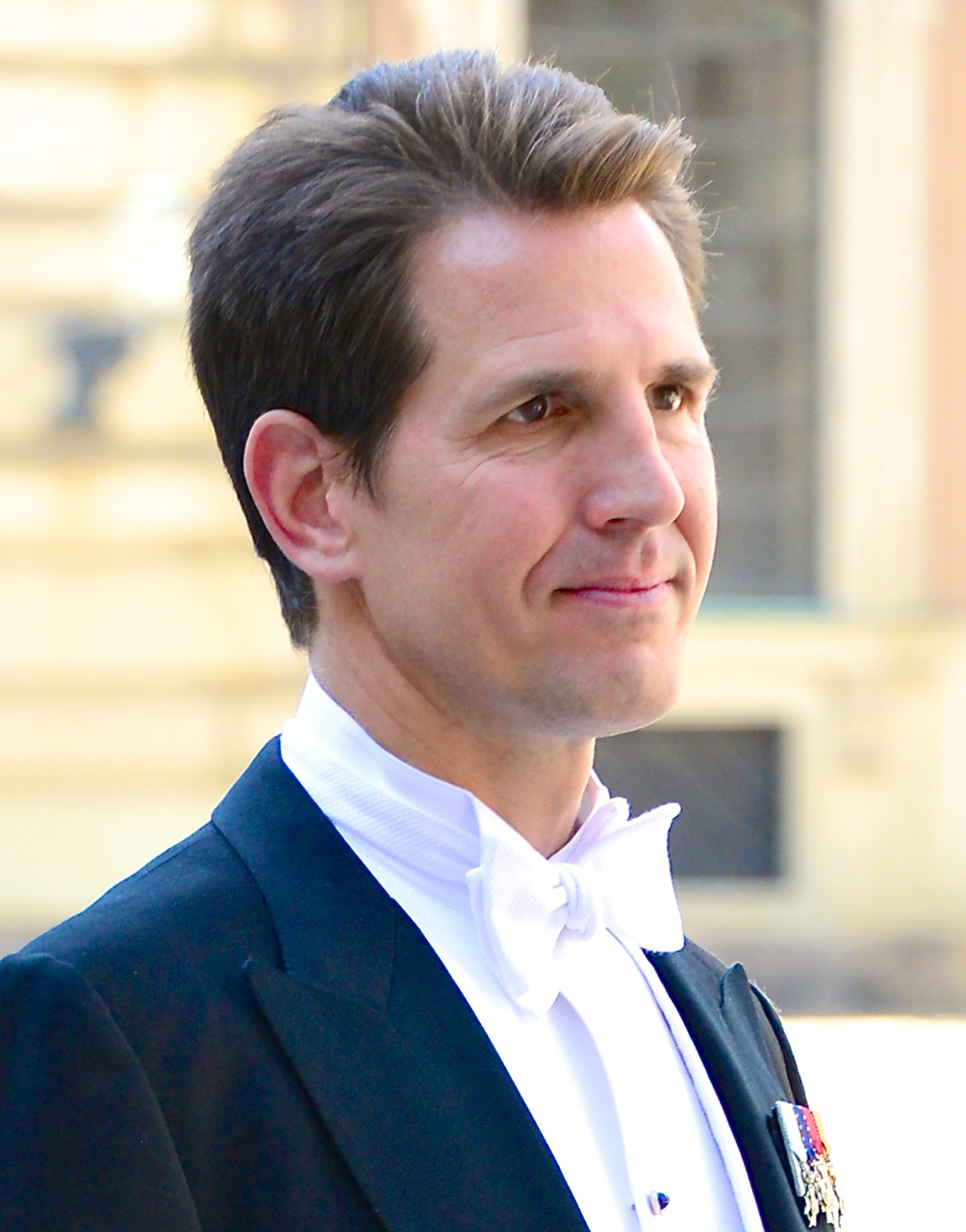
Paul de Grèce, arrière-arrière-arrière-petit-fils de Victoria

Enfin, Victoria a également eu divers autres descendants dans les familles nobles de Prusse, d'Oldenbourg, de Hanovre, de Savoie-Aoste, de Hesse-Cassel, de Battenberg et Mountbatten, de Bade, de Hesse-Darmstadt, de Saxe-Cobourg-Gotha, de Habsbourg-Toscane, de Leiningen (Linange), de Hohenzollern, de Hohenlohe-Langenbourg, de Schleswig-Holstein-Sonderbourg-Glücksbourg, d'Orléans, de Schleswig-Holstein-Sonderbourg-Augustenbourg, de Bourbon (d'Espagne), etc.
Si Victoria est la « grand-mère de l'Europe », il convient tout de même de relativiser car elle n'est pas l'ancêtre de certains autres souverains européens actuels : en effet, Willem-Alexander des Pays-Bas, Philippe de Belgique, Henri de Luxembourg, Albert II de Monaco et Hans-Adam II de Liechtenstein ne descendent pas de la reine Victoria, pas plus que d'autres prétendants à d'anciens trônes européens, d'Albanie (Leka Zogu), d'Autriche-Hongrie (Charles de Habsbourg-Lorraine), de Bulgarie (Siméon II de Bulgarie), de France (Jean d'Orléans, Jean-Christophe Napoléon), de Géorgie (Davit Bagration-Mukhranski), d'Italie (Emmanuel-Philibert de Savoie), de Lituanie (Karl Anselm d'Urach), de Monténégro (Nikola Petrović-Njegoš), de Portugal (Duarte de Bragança), de Russie (Alexis Andreïevitch de Russie), etc.

## Albert de Saxe-Cobourg-Gotha (1819-1861), époux de Victoria

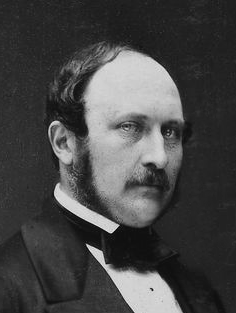
Le prince consort Albert de Saxe-Cobourg-Gotha (1819-1861), époux de la reine Victoria.

Albert de Saxe-Cobourg-Gotha (1819-1861) est le cousin germain de Victoria puisqu'il est le deuxième fils d'Ernest Ier de Saxe-Cobourg et Gotha (1784-1844), frère aîné de la mère de la reine, Victoire de Saxe-Cobourg-Saalfeld (1786-1861). La maison de la famille royale britannique jusqu'à la présente souveraine Élisabeth II est donc la maison de Saxe-Cobourg-Gotha, rebaptisée maison de Windsor en 1917 à cause des nécessités nationalistes lors de la Première Guerre mondiale. Le mariage, célébré en 1840, est très heureux, et se termine par sa mort en 1861, laissant neuf orphelins.

## Les enfants de Victoria et d'Albert de Saxe-Cobourg-Gotha, et leurs descendances
Quatre fils et cinq filles sont nés du mariage de la reine Victoria du Royaume-Uni et d'Albert de Saxe-Cobourg-Gotha, de 1840 à 1857 :
- Victoria Mary Adélaïde Louise du Royaume-Uni (1840-1901), surnommée « Vicky »
- Albert Édouard VII du Royaume-Uni (1841-1910), surnommé « Bertie »
- Alice Maud Mary du Royaume-Uni (1843-1878)
- Alfred Ier Ernest Albert de Saxe-Cobourg-Gotha (1844-1900)
- Helena Augusta Victoria du Royaume-Uni (1846-1923), surnommée « Lenchen »
- Louise Caroline Alberta du Royaume-Uni (1848-1939)
- Arthur William Patrick Albert de Connaught et Strathearn (1850-1942)
- Léopold George Duncan Albert d'Albany (1853-1884)
- Béatrice Mary Victoria Feodore du Royaume-Uni (1857-1944)

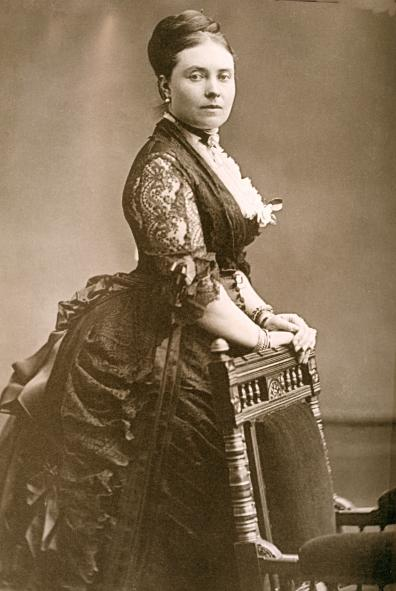
Victoria du Royaume-Uni (1840-1901)
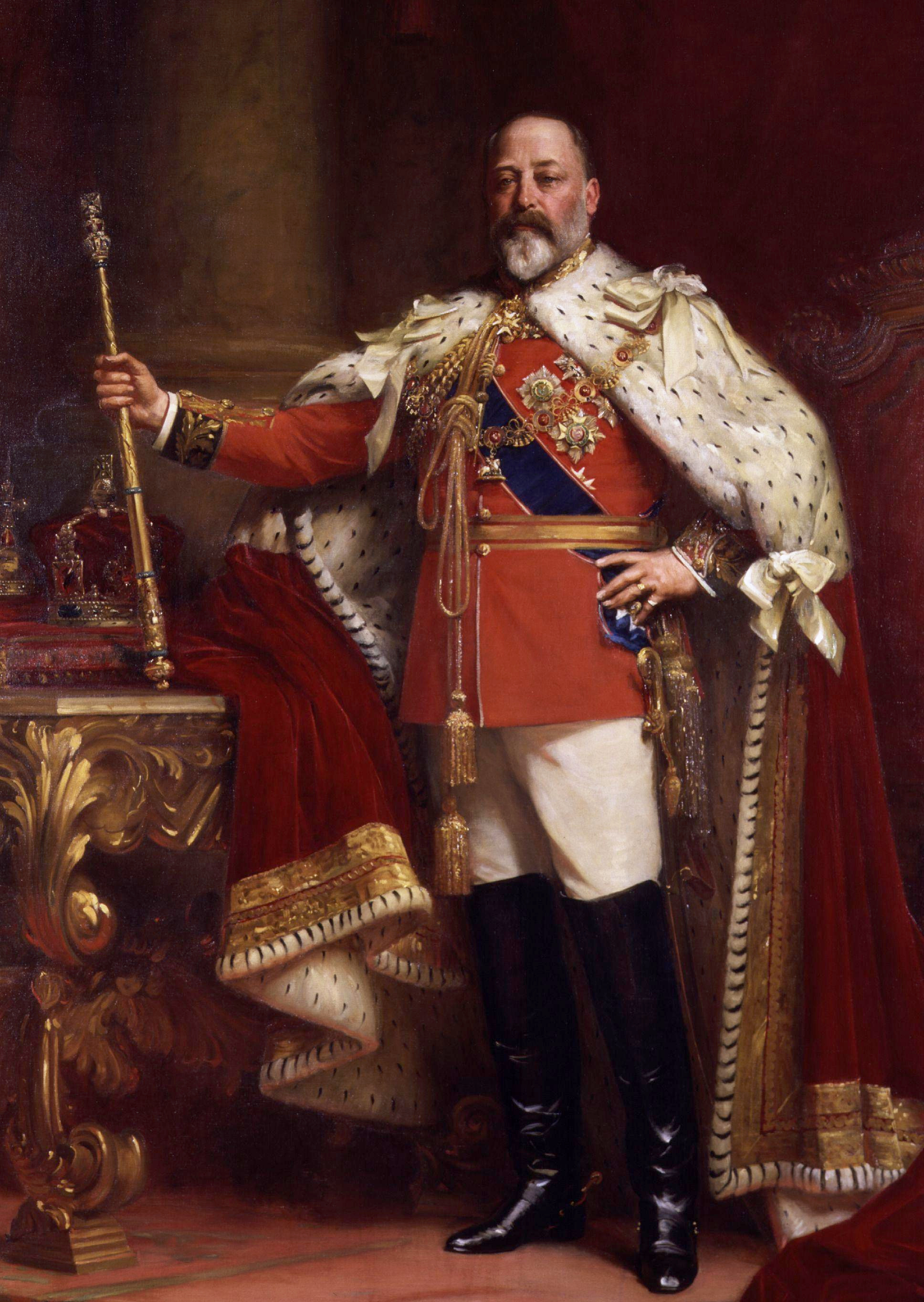
Édouard VII du Royaume-Uni (1841-1910)
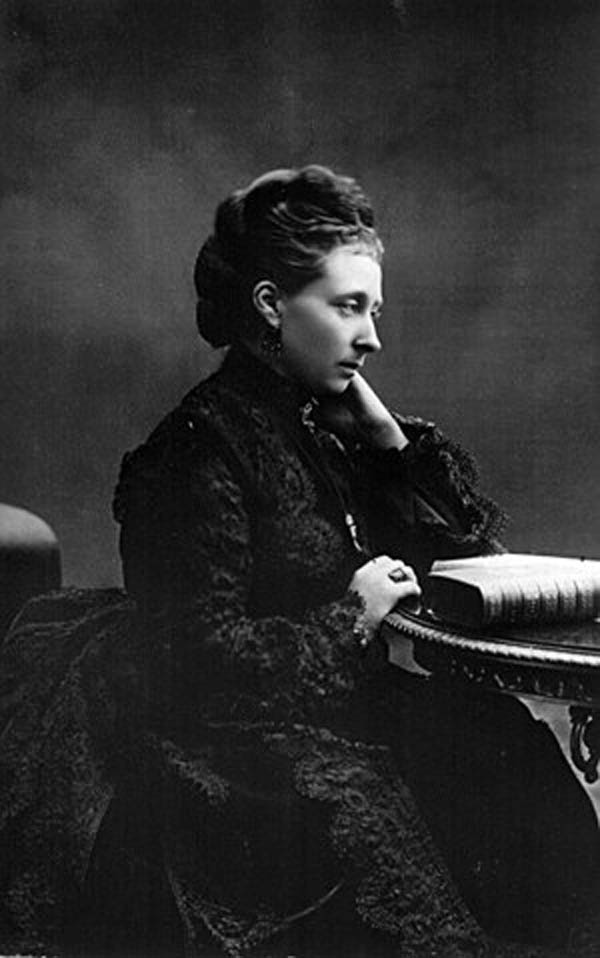
Alice du Royaume-Uni (1843-1878)
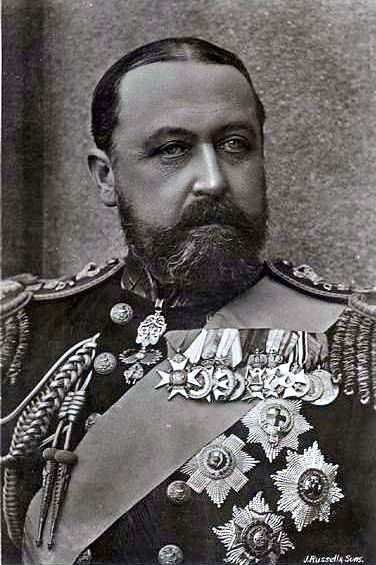
Alfred Ier de Saxe-Cobourg-Gotha (1844-1900)
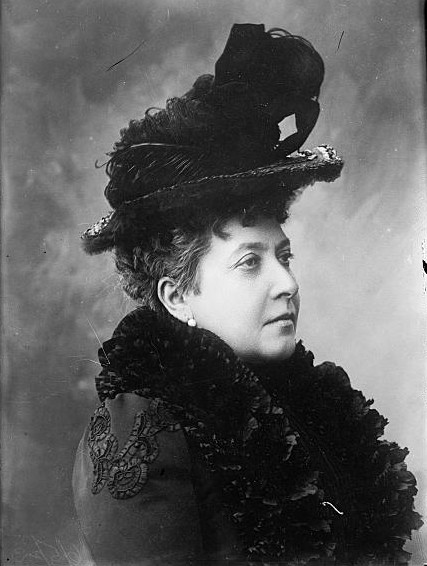
Helena du Royaume-Uni (1846-1923)

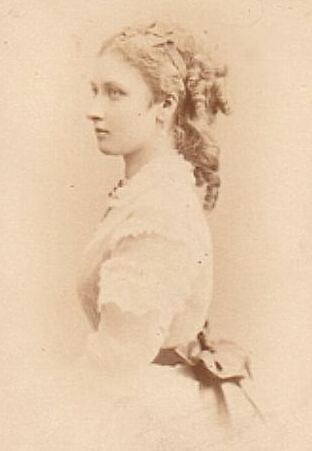
Louise du Royaume-Uni (1848-1939)
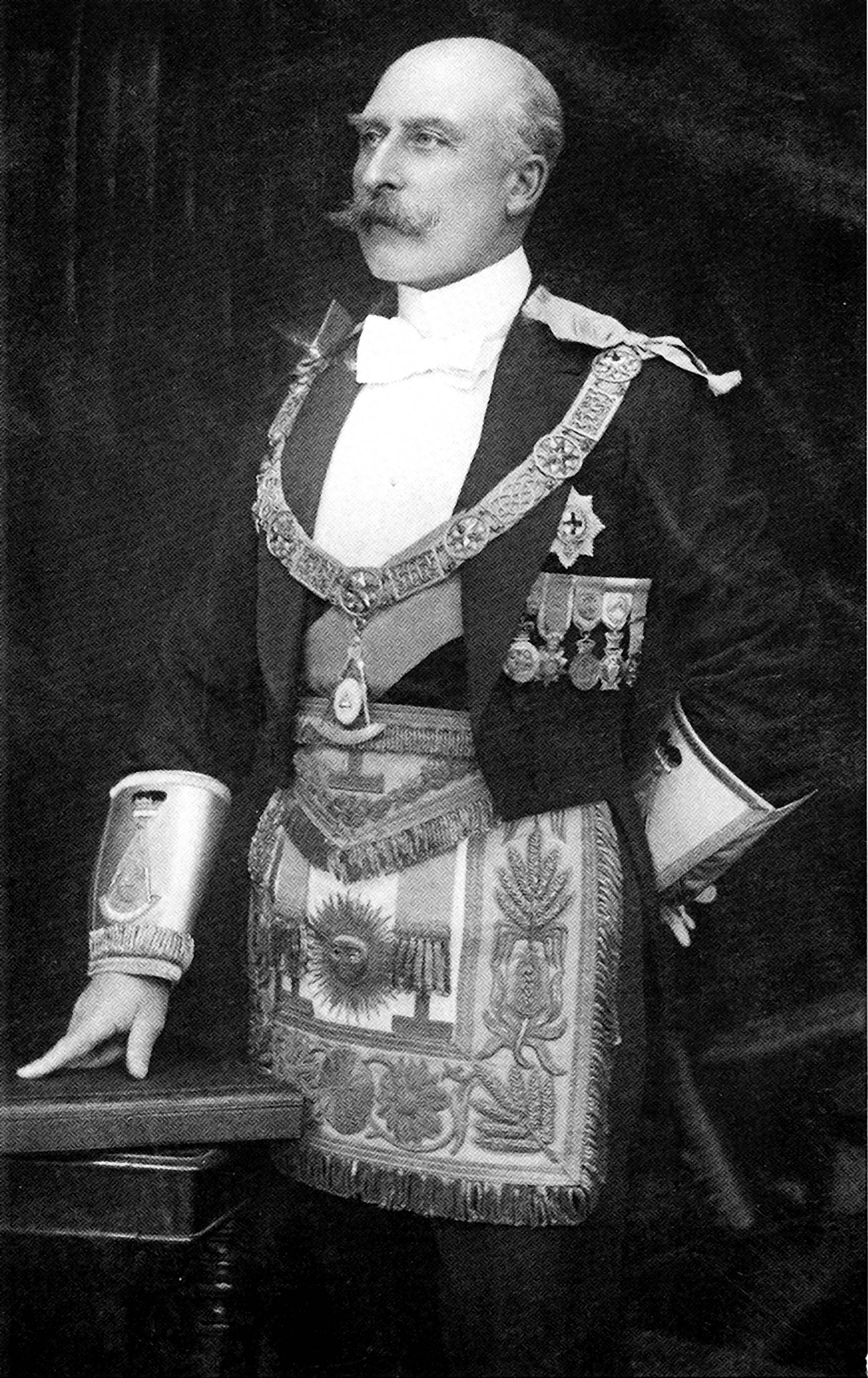
Arthur de Connaught et Strathearn (1850-1942)
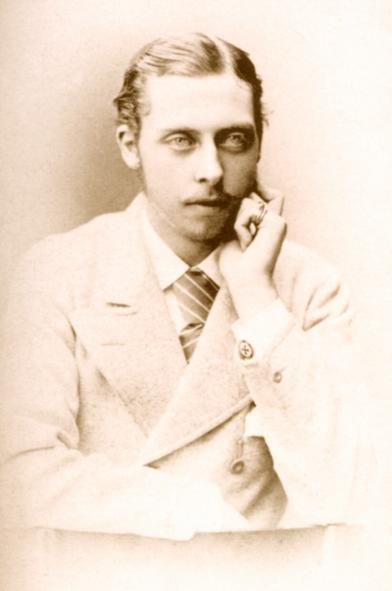
Leopold d'Albany (1853-1884)
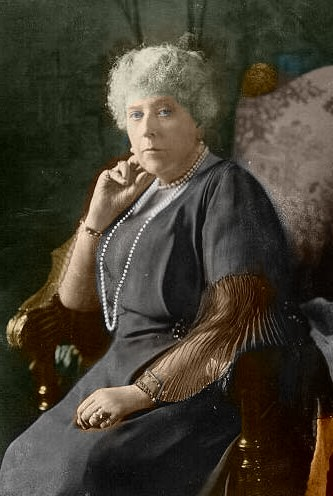
Béatrice du Royaume-Uni (1857-1944)

Tous les enfants du couple ont atteint l'âge adulte, ce qui est assez rare au milieu du XIXe siècle, même au sein d'une famille royale. Cependant, cinq des enfants de Victoria seront, quant à eux, confrontés à la mort de leurs propres enfants avant l'âge adulte.

### Victoria du Royaume-Uni (1840-1901)

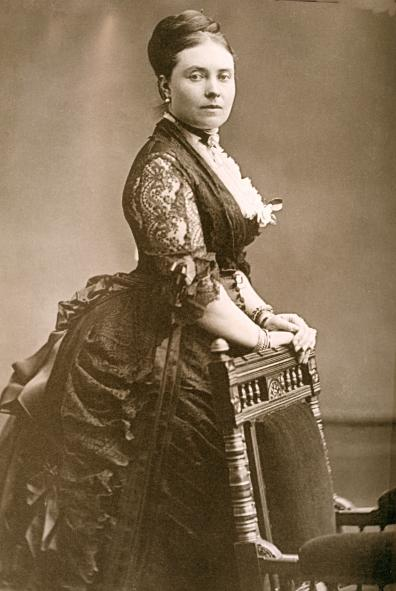
Victoria du Royaume-Uni (1840-1901)

Victoria Mary Adélaïde Louise du Royaume-Uni (1840-1901), surnommée « Vickie » ou « Vicky », fille aînée et enfant préférée de la reine et appelée à un grand avenir par le désir maternel, est mariée en 1858 au meilleur parti européen de l'époque : l'héritier du royaume de Prusse, le kronprinz Frédéric, futur Frédéric III d'Allemagne (1831-1888), fils de Guillaume Ier d'Allemagne (1797-1888) et d'Augusta de Saxe-Weimar-Eisenach (1811-1890). La défaite de Napoléon III en fait l'héritière du nouvel Empire allemand en 1871 puis l'impératrice en 1888. Elle ne jouit cependant de ce titre que du 9 mars au 15 juin 1888, date du décès de son mari. Le reste de sa vie est notamment partagé entre les humiliations que son fils Guillaume II d'Allemagne (1859-1941) lui fait subir et la rédaction d'une ample correspondance avec sa famille.

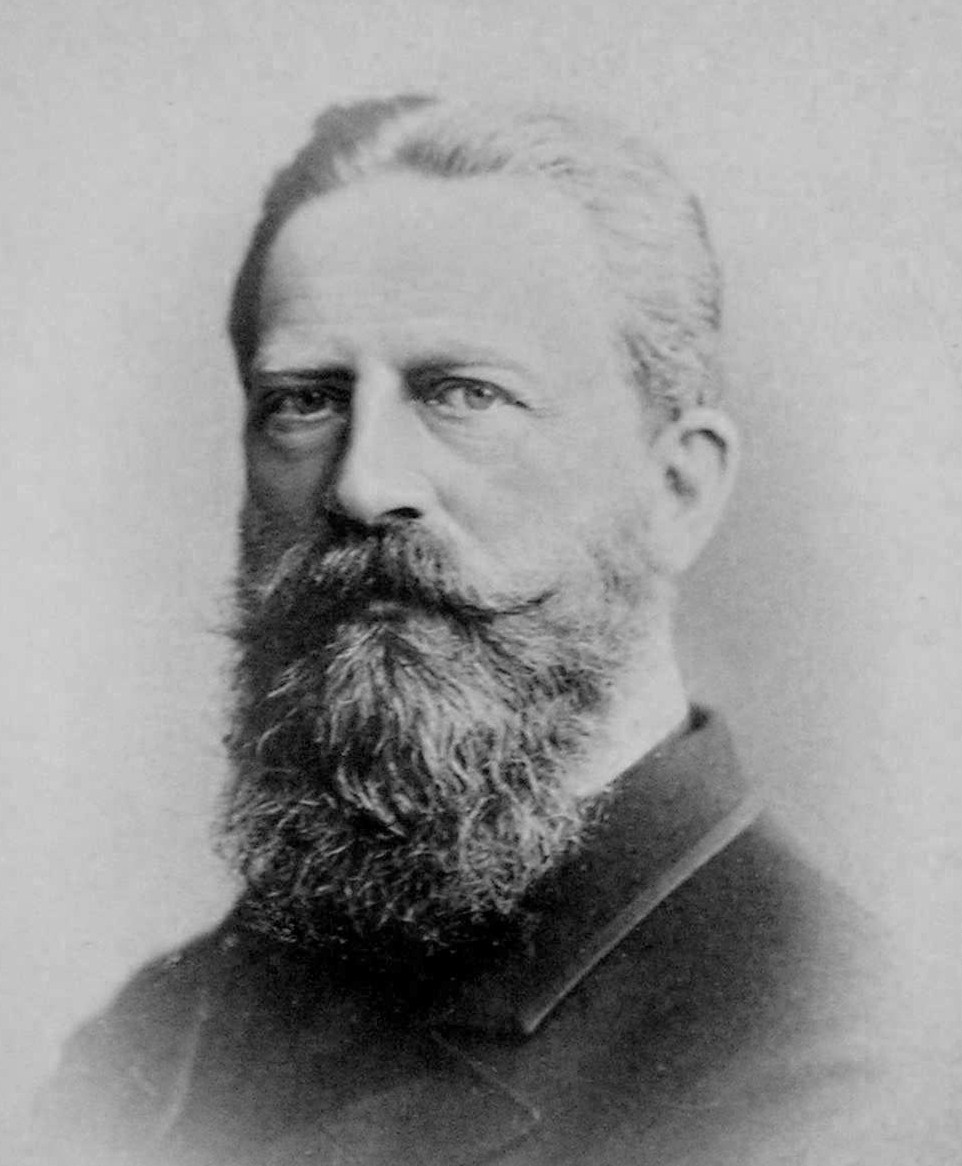
Frédéric III d'Allemagne (1831-1888), époux de Victoria du Royaume-Uni.

Victoria du Royaume-Uni et Frédéric III d'Allemagne ont huit enfants :
- Guillaume II d'Allemagne (1859-1941),
- Charlotte de Prusse (1860-1919),
- Henri de Prusse (1862-1929),
- Sigismond de Prusse (1864-1866),
- Victoria de Prusse (1866-1929),
- Waldemar de Prusse (1868-1879),
- Sophie de Prusse (1870-1932),
- Marguerite de Prusse (1872-1954).

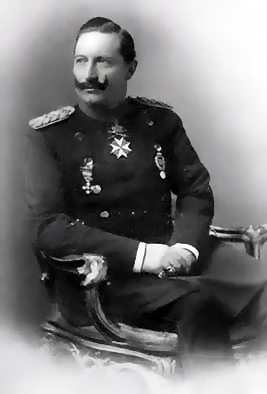
Guillaume II d'Allemagne (1859-1941)
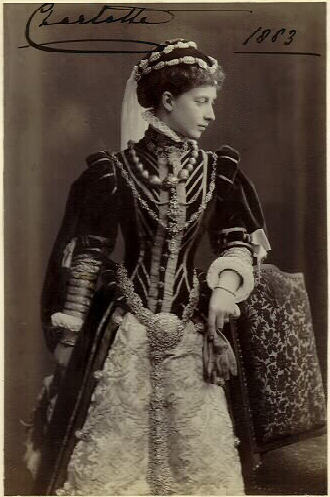
Charlotte de Prusse (1860-1919)
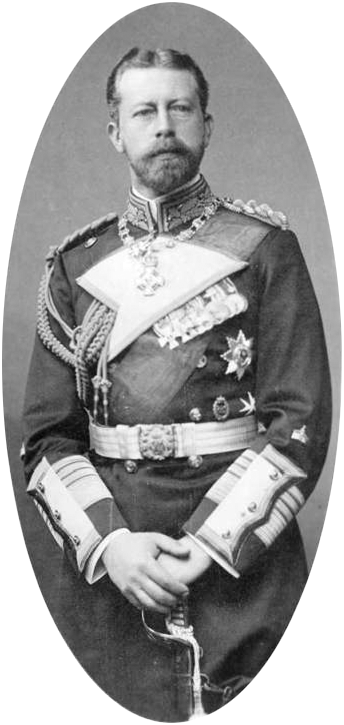
Henri de Prusse (1862-1929)
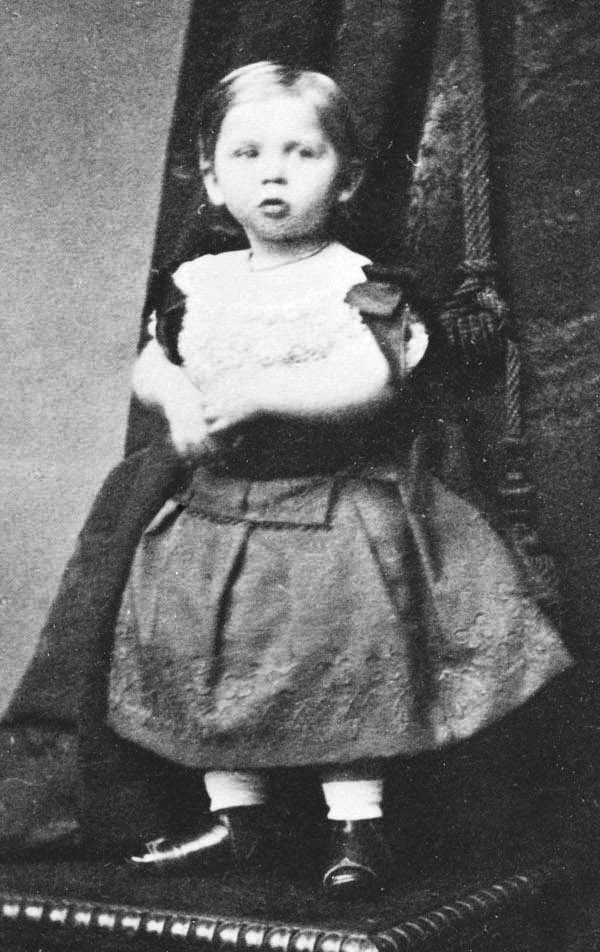
Sigismond de Prusse (1864-1866)

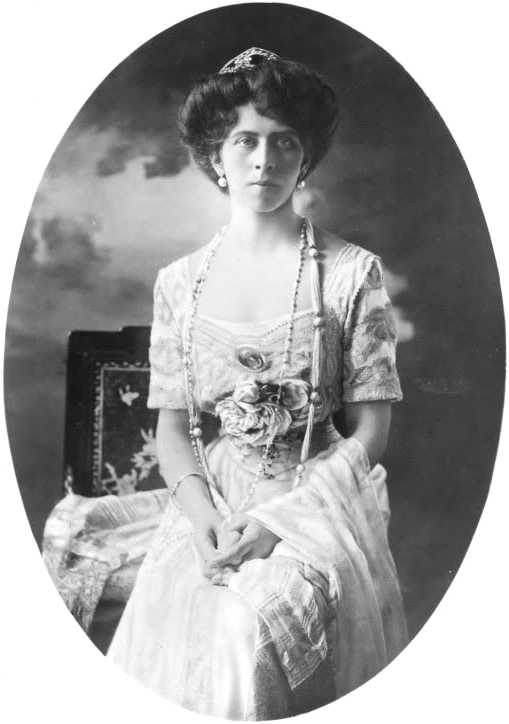
Victoria de Prusse (1866-1929)
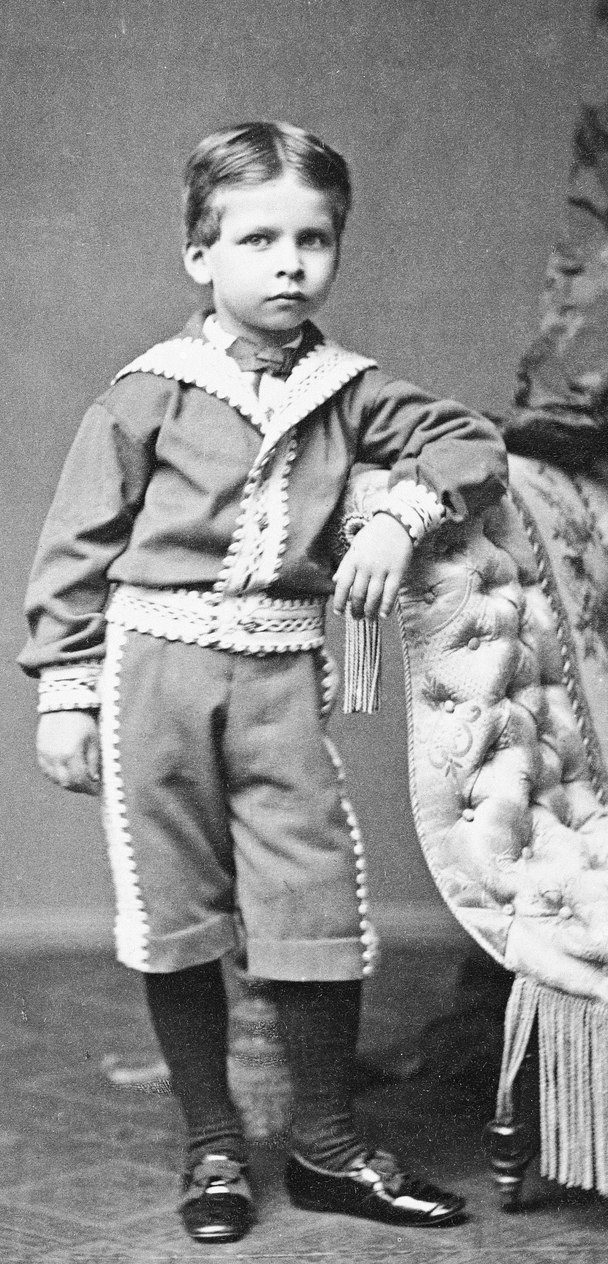
Waldemar de Prusse (1868-1879)
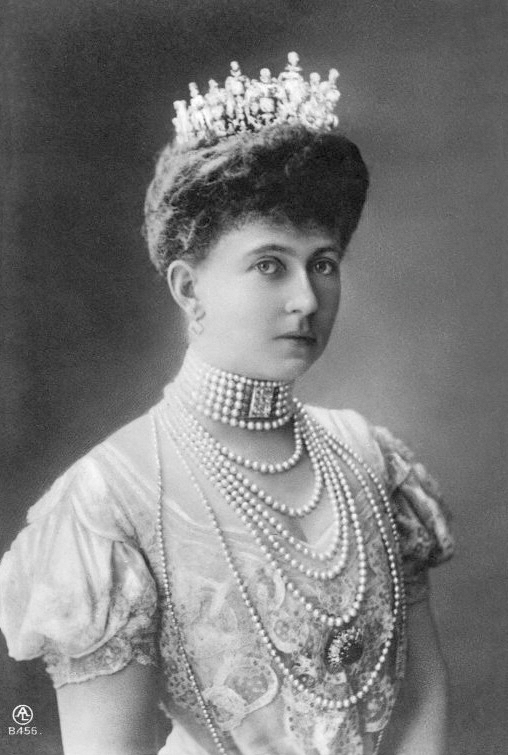
Sophie de Prusse (1870-1932)
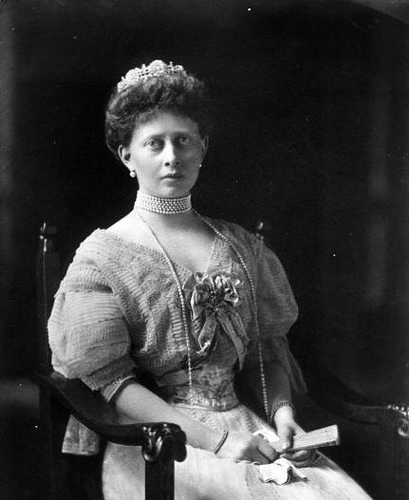
Marguerite de Prusse (1872-1954)

Trois personnes de cette descendance méritent l'attention du point de vue généalogique :
- l'empereur Guillaume II d'Allemagne (1859-1941), père lui-même de sept enfants, dont le Kronprinz Guillaume de Prusse (1882-1951), cinq autres garçons et une fille, Victoria-Louise de Prusse (1892-1980), ayant tous engendré une nombreuse famille. Un de ses petits-fils, Frédéric de Prusse (1911-1966) épouse Brigid Guinness, membre de la famille de brasseur anglo-irlandais produisant une bière du même nom, et la fille de celui-ci, Antonia de Prusse (1955), épouse Charles Wellesley (1945), duc de Wellington, un descendant d'Arthur Wellesley ;
- la seule fille de l'empereur, Victoria-Louise de Prusse (1892-1980), a la descendance la plus intéressante en contractant un mariage d'amour avec Ernest-Auguste III de Hanovre (1887-1953), le chef de la Maison de Hanovre-Brunswick-Lünebourg, réputée pourtant ennemie des Hohenzollern, qui l'ont dépouillée de ses états du nord de l'Allemagne : son petit-fils, le chef actuel de la famille de Hanovre est Ernest-August de Hanovre (1954), qui a épousé en secondes noces la princesse Caroline de Monaco (1957). La fille de Victoria-Louise, Frederika de Hanovre (1917-1981), devient reine des Hellènes en épousant Paul Ier de Grèce (1901-1964), un de ses lointains cousins, est le mère de Sophie de Grèce (1938), reine d'Espagne, et de l'ex-roi de Grèce Constantin II de Grèce (1940-2023) ;
- Sophie de Grèce (1938), qui présente le premier cas de double hérédité par rapport à Victoria : la reine d'Espagne est son arrière-arrière-petite-fille par son père (en remontant : Sophie de Grèce – Paul Ier de Grèce – Sophie de Prusse – Victoria du Royaume-Uni – reine Victoria) et son arrière-arrière-arrière-petite-fille par sa mère (en remontant : Sophie de Grèce – Frederika de Hanovre – Victoria-Louise de Prusse – Guillaume II d'Allemagne – Victoria du Royaume-Uni – reine Victoria). Le mariage de Sophie de Grèce (1938) est également intéressant, avec Juan Carlos Ier d'Espagne (1938) (arrière-arrière-petit-fils de Victoria). Leur fils le roi Felipe VI d'Espagne (1968) a donc, par son père comme par sa mère, du sang allemand dans les veines.

Le deuxième fils de Victoria-Louise de Prusse (1892-1980), Georges-Guillaume de Hanovre (1915-2006), épouse également une princesse grecque, Sophie de Grèce (1914-2001), fille du prince André de Grèce (1882-1944) et sœur du prince Philippe de Grèce (1921-2021), rebaptisé Mountbatten et fait duc d'Édimbourg en contractant mariage avec Élisabeth II du Royaume-Uni (1926-2022). Leurs enfants Welf de Hanovre (1947-1981), Georg de Hanovre (1949) et Friederike de Hanovre (1954) sont donc les cousins germains des princes Charles, Anne, Andrew et Edward du Royaume-Uni, les enfants d'Élisabeth II.
Le troisième enfant de Victoria du Royaume-Uni et de Frédéric III d'Allemagne, le prince Henri de Prusse (1862-1929), épouse en 1888 une autre petite-fille de la reine Victoria en la personne d'Irène de Hesse-Darmstadt (1866-1953), fille d'Alice du Royaume-Uni (1843-1878), présentant le premier cas chronologique de mariage consanguin dans la descendance de la reine.
Le cinquième enfant de Victoria du Royaume-Uni et de Frédéric III d'Allemagne, Victoria de Prusse (1866-1929), est connue pour être la première de la famille de Prusse à ne pas hésiter à s'allier (en secondes noces) avec le roturier et Russe blanc Alexandre Zoubkoff (1901-1936).
On trouve également Sophie de Prusse (1870-1932), qui apporte le sang prussien dans la famille royale grecque en épousant le roi Constantin Ier de Grèce (1868-1923). Elle lui donne, entre autres, trois fils qui deviennent rois de Grèce (Georges II (1890-1947), Alexandre Ier (1893-1920) et Paul Ier (1917-1981) déjà cité et mari de Frederika de Hanovre (1917-1981)), une fille Hélène de Grèce (1896-1982) qui devient reine de Roumanie en épousant un autre descendant de la reine Victoria, le roi Carol II de Roumanie (1893-1953), ainsi qu'une reine de Croatie, Irène de Grèce (1904-1974), épouse d'un duc d'Aoste, Aymon de Savoie-Aoste (1900-1948), propulsé roi de Croatie sous le nom de Tomislav II pendant la Seconde Guerre mondiale. Sa petite-fille Alexandra de Grèce (1921-1993) épouse le roi Pierre II de Yougoslavie (1923-1970), son autre petite-fille Sophie de Grèce (1938) épouse le futur roi Juan Carlos Ier d'Espagne (1938). À travers Irène de Grèce (1904-1974), Sophie de Prusse est par ailleurs la grand-mère de l'un des deux prétendants actuels au trône d'Italie, Amédée de Savoie-Aoste (1943), créant ainsi le lien généalogique entre la reine Victoria et la famille royale italienne. Quand on sait que ce dernier a épousé en premières noces Claude d'Orléans (1943), fille du « comte de Paris » Henri d'Orléans (1908-1999), on comprend mieux les liens entre les différentes familles royales européennes.
La descendance prussienne de Victoria du Royaume-Uni s'est donc unie dans toute l'Europe avec des citoyens britanniques, espagnols, français, italiens, grecs, yougoslaves, roumains, russes, suédois, voire américains. La princesse Stéphanie de Prusse (1966), arrière-arrière-petite-fille de Guillaume II d'Allemagne, va plus loin en épousant le Tanzanien Amadi Mbaraka Bao (1956), dont elle a quatre enfants.

### Édouard VII du Royaume-Uni (1841-1910)

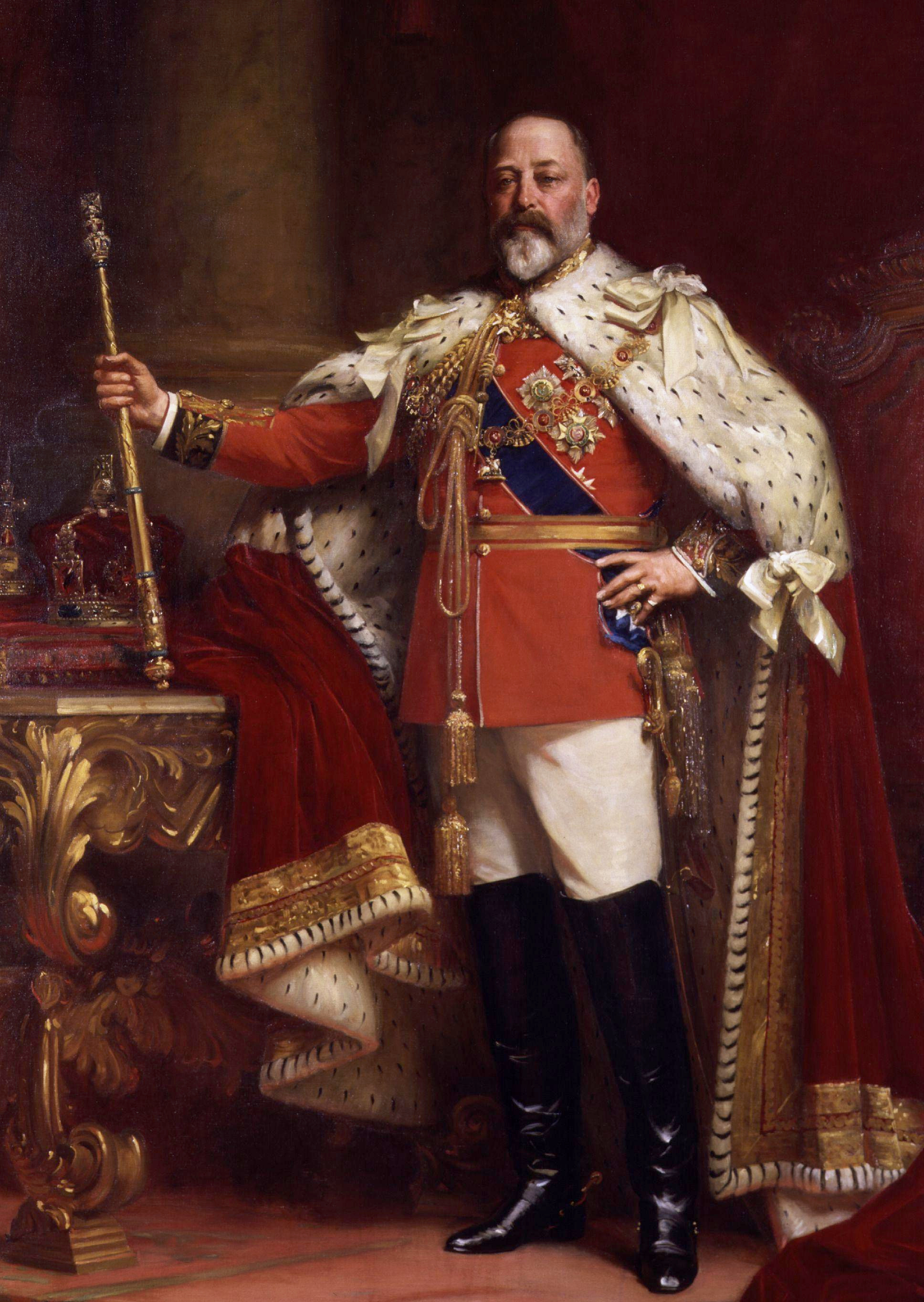
Édouard VII du Royaume-Uni (1841-1910)

La descendance d'Albert Édouard VII du Royaume-Uni (1841-1910), surnommé « Bertie », est la plus connue puisqu'elle détient toujours la couronne britannique : après lui, se succèdent ses héritiers directs : son fils George V (1865-1936), ses petits-fils Édouard VIII (1894-1972) et George VI (1895-1952), son arrière-petite-fille Élisabeth II (1926-2022), et enfin son arrière-arrière-petit-fils Charles III (1948).

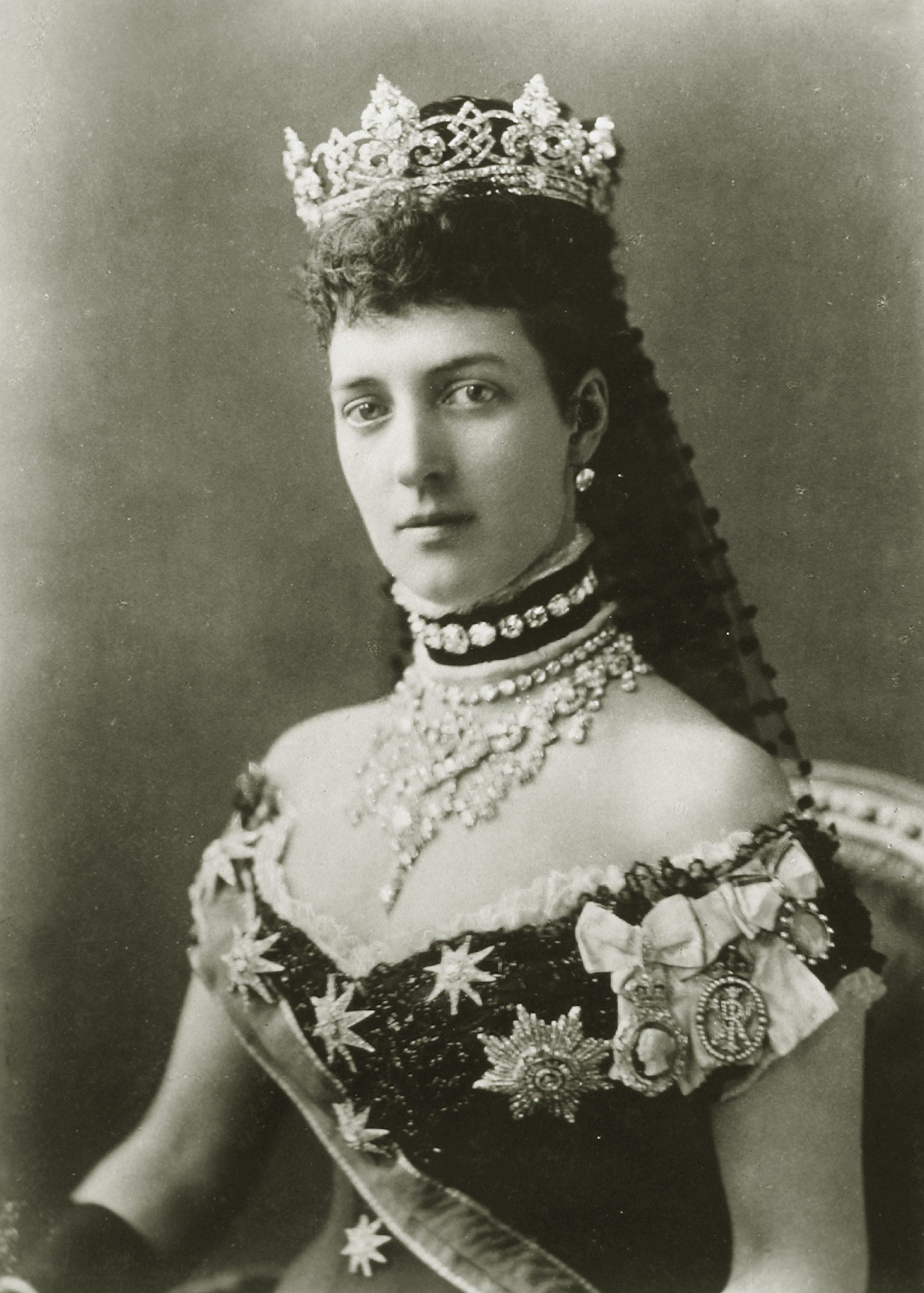
Alexandra de Danemark (1844-1925), épouse d'Édouard VII du Royaume-Uni.

La belle-famille du roi présente un intérêt certain puisque son épouse, Alexandra de Danemark (1844-1925), est la fille du roi Christian IX de Danemark (1818-1906), surnommé le « beau-père de l'Europe », et de Louise de Hesse-Cassel (1817-1898). Alexandra de Danemark est aussi la sœur de Dagmar de Danemark (1847-1928) rebaptisée Marie Fedorovna dans la religion orthodoxe quand elle épouse le tsar Alexandre III de Russie (1845-1894) et qui est la mère du tsar Nicolas II de Russie. Alexandra de Danemark est encore la sœur du roi Frédéric VIII de Danemark (1843-1912), et celle de Guillaume de Danemark (1845-1913), devenu roi des Hellènes sous le nom de Georges Ier de Grèce. Sa dernière sœur Thyra de Danemark (1853-1933) épouse Ernest-Auguste II de Hanovre (1845-1923), le dernier prince régnant du Hanovre. En ajoutant ses propres frères et sœurs, cela contribue à faire d'Édouard VII du Royaume-Uni « l'oncle de l'Europe » – sa mère Victoria était déjà la « grand-mère de l'Europe » et son beau-père Christian IX de Danemark le « beau-père de l'Europe ».
Édouard VII du Royaume-Uni et Alexandra de Danemark ont six enfants :
- Albert Victor de Clarence (1864-1892),
- George V du Royaume-Uni (1865-1936),
- Louise du Royaume-Uni (1867-1931),
- Victoria Alexandra du Royaume-Uni (1868-1935),
- Maud de Galles (1869-1938),
- Alexander-John de Galles (1871-1871).

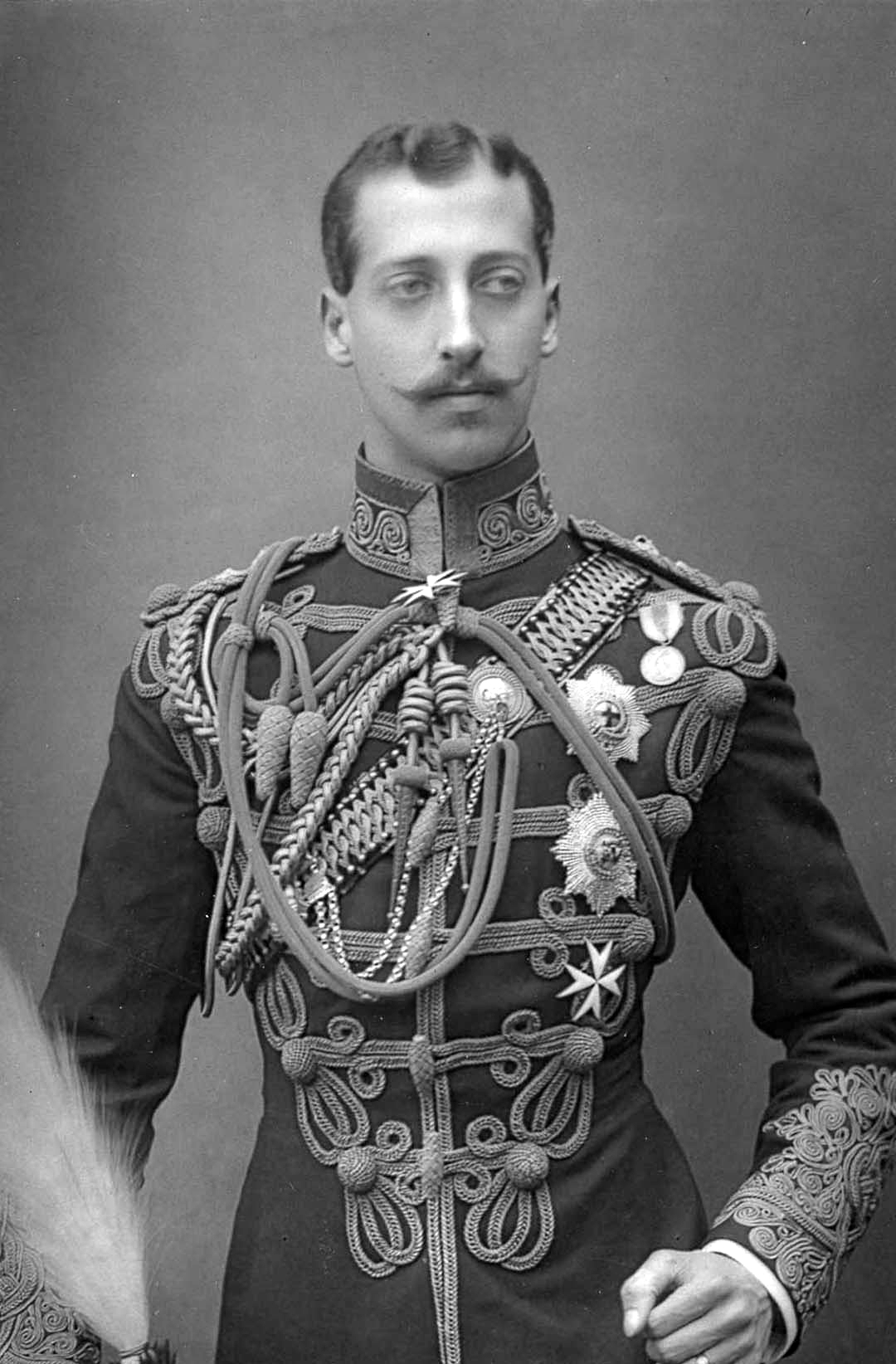
Albert Victor de Clarence (1864-1892)
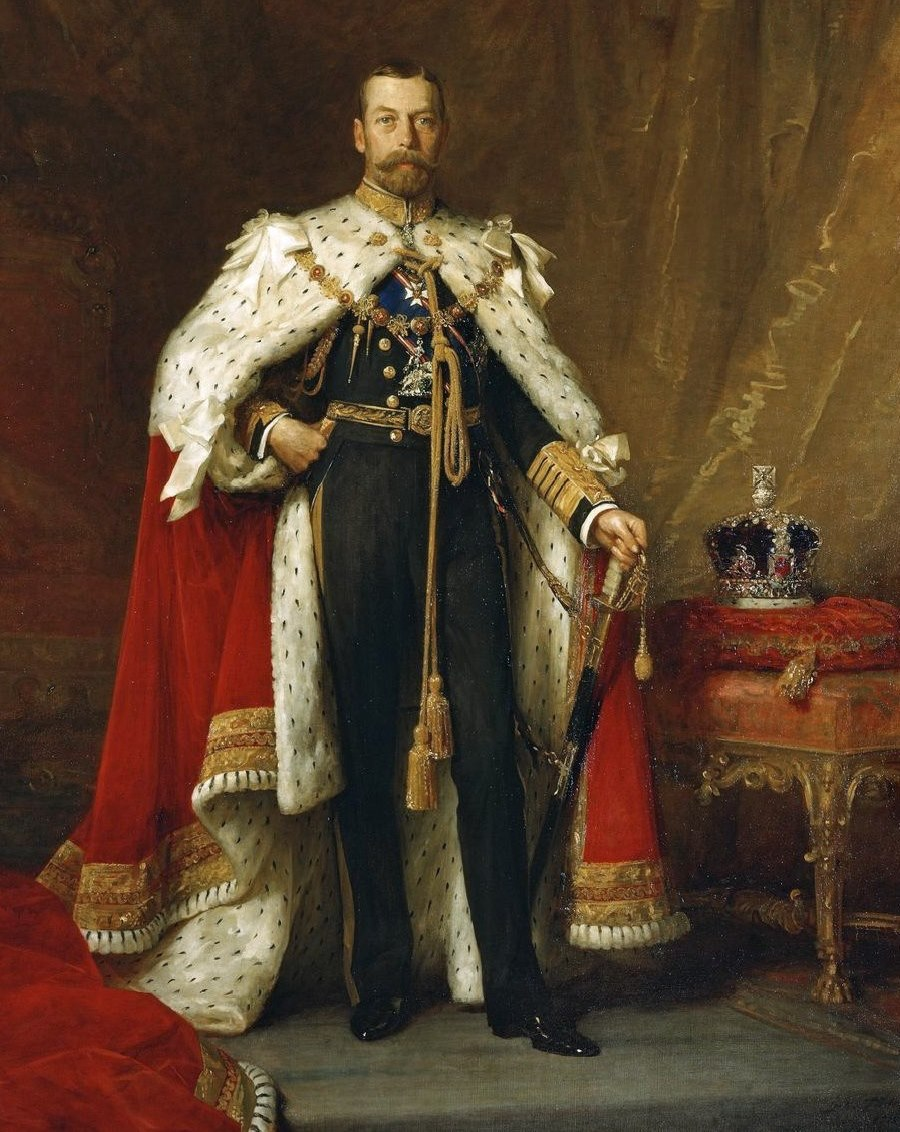
George V du Royaume-Uni (1865-1936)
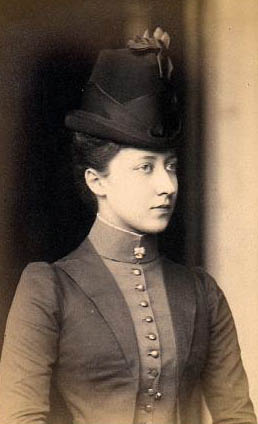
Louise du Royaume-Uni (1867-1931)
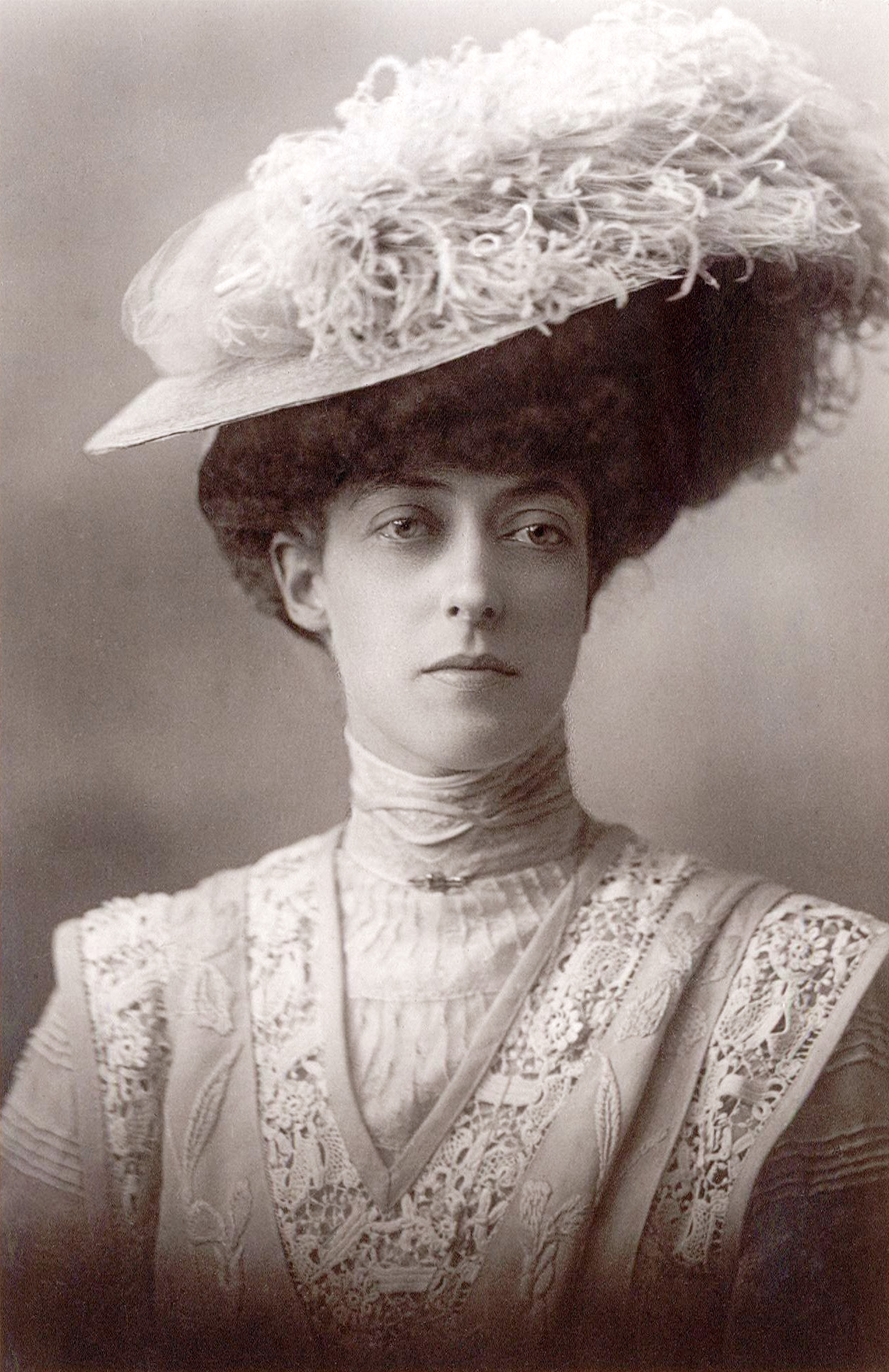
Victoria du Royaume-Uni (1868-1935)
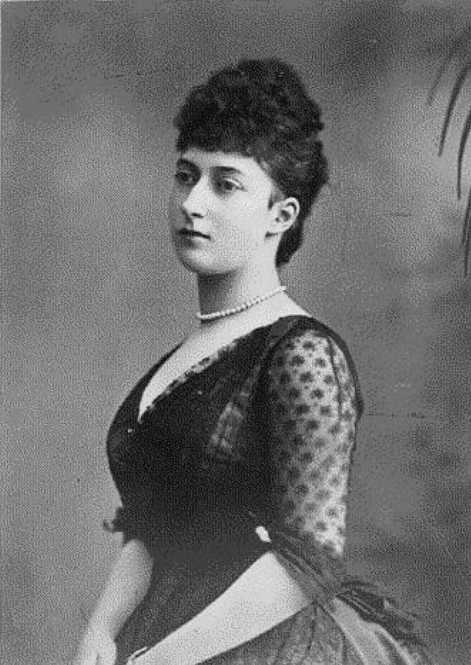
Maud de Galles (1869-1938)

Parmi ces six enfants, outre George V du Royaume-Uni (1865-1936) et sa descendance royale britannique, mérite d'être citée Maud de Galles (1869-1938), mariée le roi Haakon VII de Norvège (1872-1957) alors qu'il n'était encore que le fils du roi de Frédéric VIII de Danemark (1843-1912). La lignée se poursuit jusqu'à nos jours avec Olav V de Norvège (1903-1991), puis l'actuel roi Harald V de Norvège (1937), son fils le prince héritier Haakon de Norvège (1973), et le jeune fils de ce dernier, Sverre Magnus de Norvège (2005).
La branche aînée issue de George V du Royaume-Uni (1865-1936) est restée en totalité au Royaume-Uni, ses membres épousant la noblesse locale, à quelques exceptions près :
- George V du Royaume-Uni épouse l'ex-fiancée de son frère aîné décédé, Mary de Teck (1867-1953), princesse anglaise par sa mère Marie-Adélaïde de Cambridge (1833-1897), dont le grand-père était le roi George III du Royaume-Uni (1738-1820), et issue de la maison de Wurtemberg par son père François de Wurtemberg (1837-1900), mais tout à fait anglaise par son éducation.
- Édouard VIII du Royaume-Uni (1894-1972) crée des problèmes politiques, constitutionnels et religieux en épousant une Américaine divorcée, Wallis Warfield (1896-1986).
- George de Kent (1902-1942), fils de George V du Royaume-Uni , épouse Marina de Grèce (1906-1968), issue de la famille royale grecque
- Élisabeth II (1926-2022) se marie avec le cousin germain de Marina de Grèce, le prince Philippe de Grèce, rebaptisé Philip Mountbatten (1921-2021) : il est par son père André de Grèce (1882-1944) le petit-fils du roi Georges Ier de Grèce cité plus haut (sa mère Alice de Battenberg (1885-1969) est issue de la descendance d'Alice du Royaume-Uni (1843-1878)).

Les autres trouvent alliance d'abord dans la petite ou grande noblesse anglaise et écossaise, qu'il s'agisse du duc d'York, futur roi George VI du Royaume-Uni (1895-1952), marié à Elizabeth Bowes-Lyon (1900-2002), puis de nos jours chez les commoners, comme le roi Charles III (1948) qui est le premier héritier du trône à épouser une Anglaise (Diana Spencer (1961-1997)) depuis le roi Jacques II d'Angleterre (1633-1701) en 1657, ou bien ses fils William de Galles (1982), qui a épousé une roturière, Catherine Middleton (1982), et Henry de Sussex (1984), qui a épousé une actrice afro-américaine métisse, Meghan Markle (1981).

### Alice du Royaume-Uni (1843-1878)

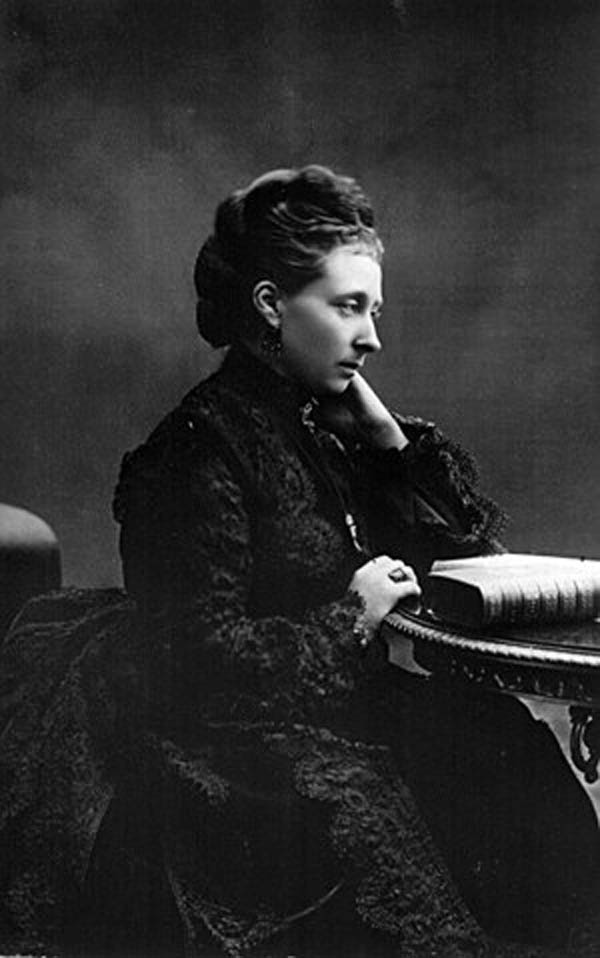
Alice du Royaume-Uni (1843-1878)

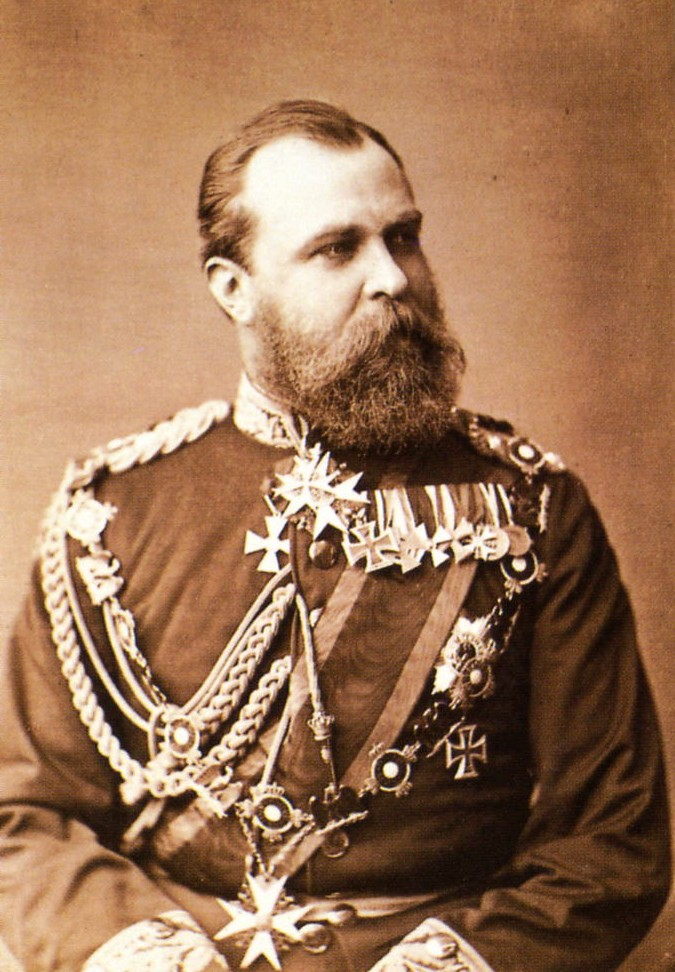
Louis IV de Hesse (1837-1892), époux d'Alice du Royaume-Uni.

Alice Maud Mary du Royaume-Uni (1843-1878) a connu une vie tragique, marquée par l'hémophilie auquel ont échappé ses deux aînés, Victoria du Royaume-Uni (1840-1901) et Édouard VII du Royaume-Uni (1841-1910). Elle épouse Louis IV de Hesse (1837-1892), grand-duc de Hesse et du Rhin, chef de la famille des Hesse-Darmstadt, fils de Charles de Hesse-Darmstadt (1809-1877) et d'Élisabeth de Prusse (1815-1885). Alice meurt en 1878 à 35 ans de la diphtérie en soignant sa dernière fillette, Marie de Hesse-Darmstadt (1874-1878), morte la même année à l'âge de 4 ans. On dit qu'elle n'a pu résister à consoler son fils Ernest-Louis de Hesse-Darmstadt (1868-1937), lui aussi malade de la diphtérie : en lui annonçant la mort de sa petite sœur, elle l'a embrassé et a ainsi contracté la maladie.[réf. nécessaire]
Alice du Royaume-Uni et Louis IV de Hesse ont sept enfants :

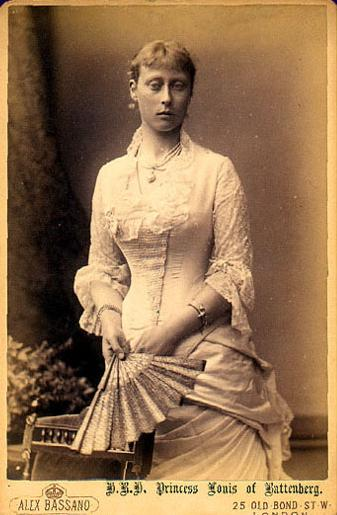
Victoria de Hesse-Darmstadt (1863-1950)
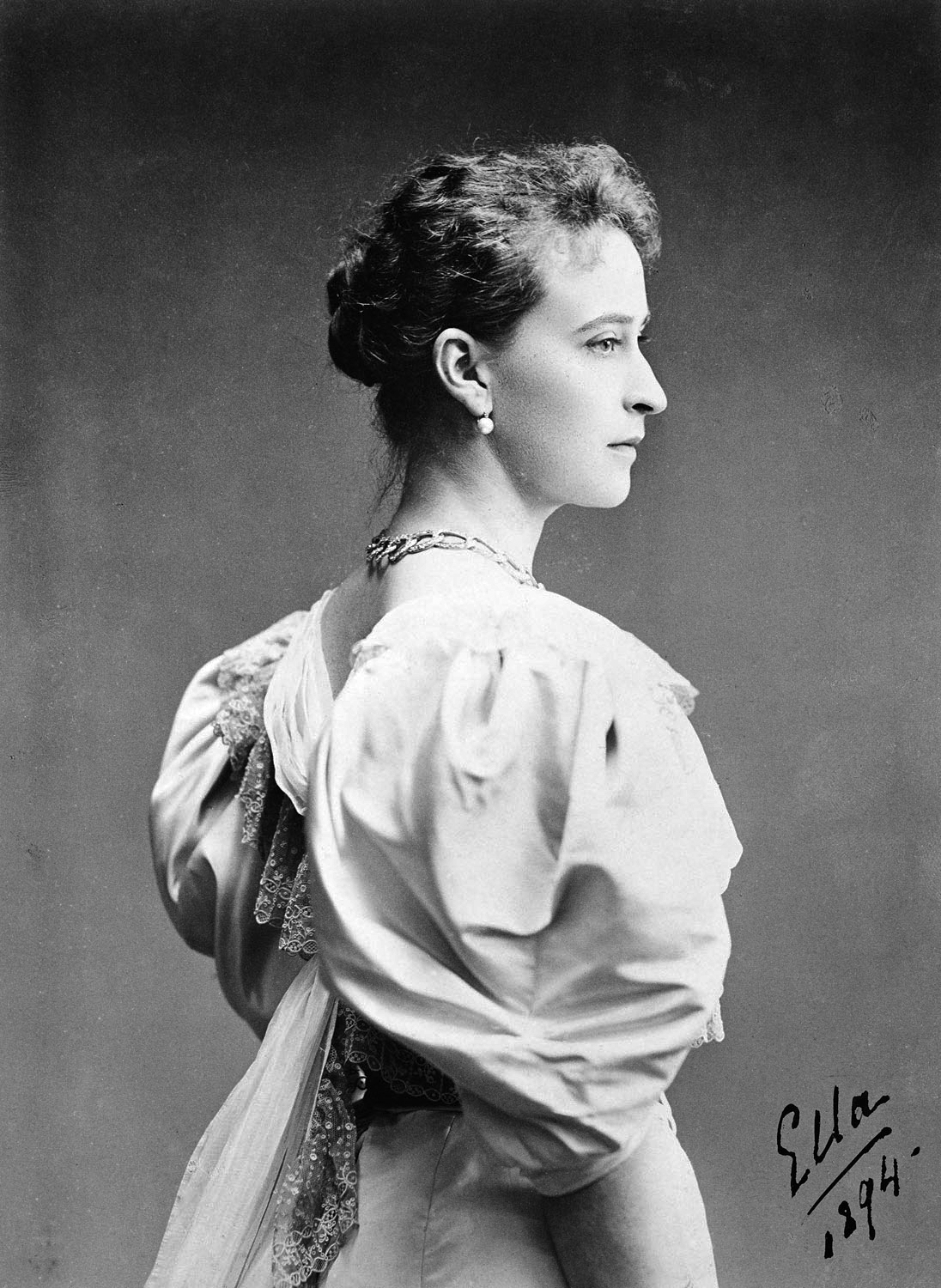
Élisabeth de Hesse-Darmstadt (1864-1918)
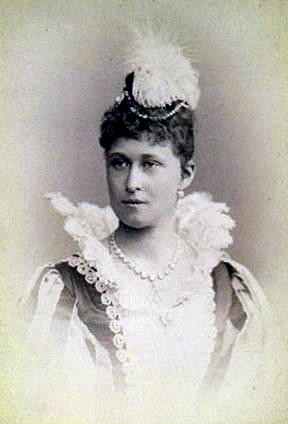
Irène de Hesse-Darmstadt (1866-1953)
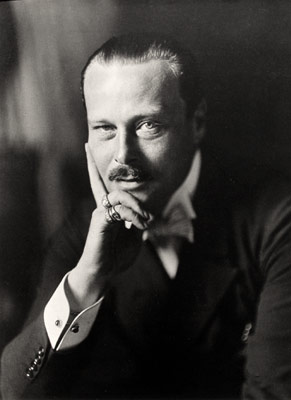
Ernest-Louis de Hesse-Darmstadt (1868-1937)

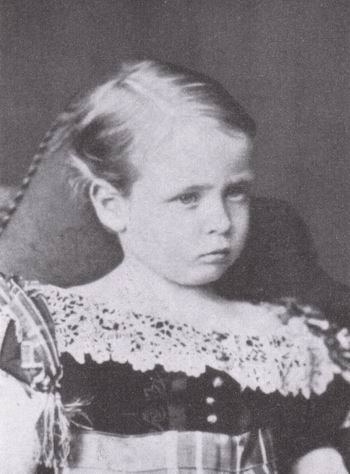
Frédéric de Hesse-Darmstadt (1870-1873)
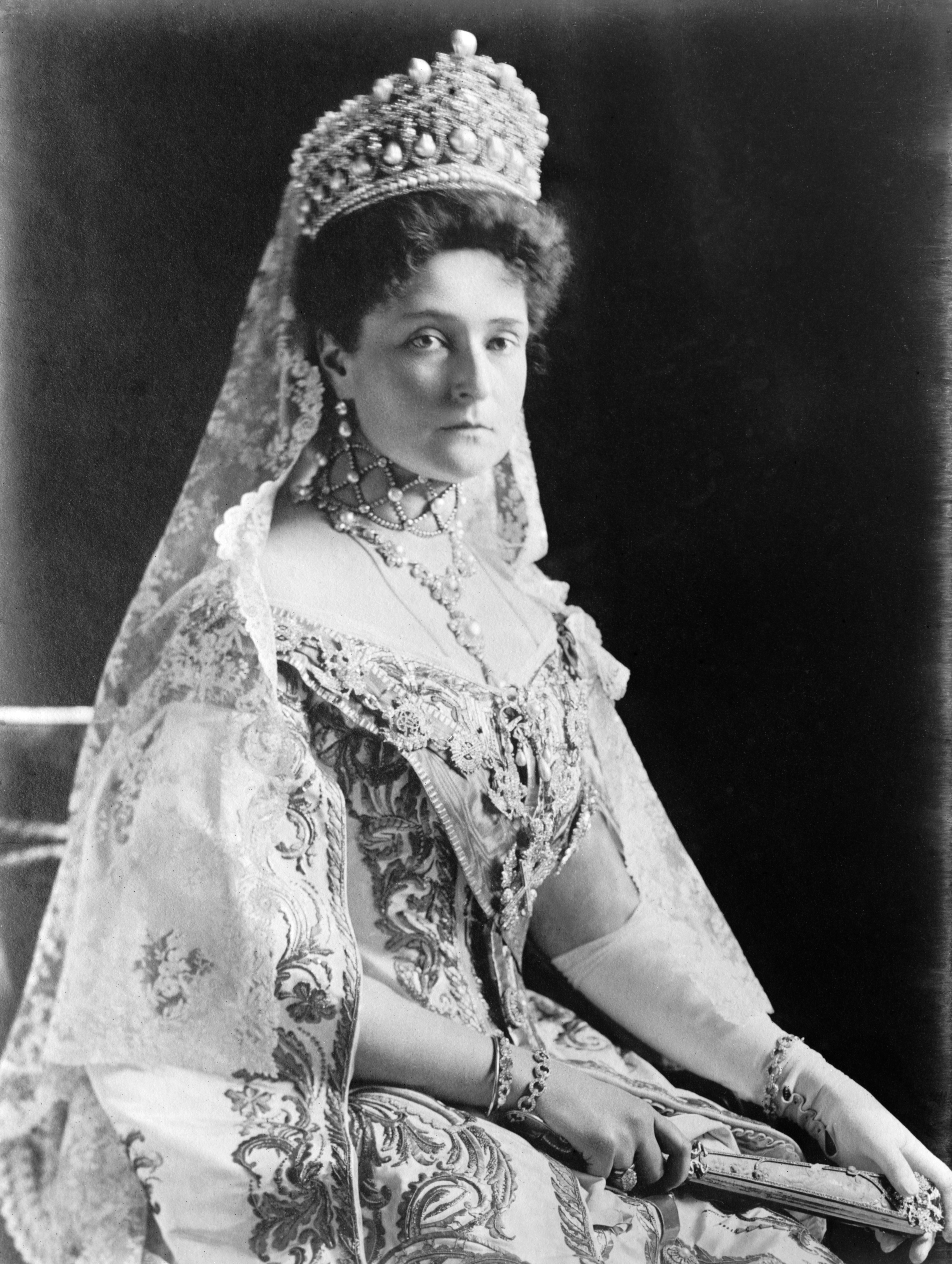
Alix de Hesse-Darmstadt (1872-1918)
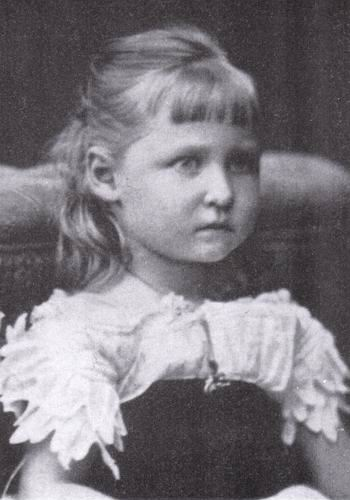
Marie de Hesse-Darmstadt (1874-1878)

- Victoria de Hesse-Darmstadt
(1863-1950)
- Élisabeth de Hesse-Darmstadt
(1864-1918)
- Irène de Hesse-Darmstadt
(1866-1953)
- Ernest-Louis de Hesse-Darmstadt
(1868-1937)

- Frédéric de Hesse-Darmstadt
(1870-1873)
- Alix de Hesse-Darmstadt
(1872-1918)
- Marie de Hesse-Darmstadt
(1874-1878)

L'aînée, Victoria de Hesse-Darmstadt (1863-1950), épouse un cousin germain de son père, Louis de Battenberg (1854-1921), fils d'Alexandre de Hesse (1823-1888), lui-même frère de Charles de Hesse-Darmstadt (1809-1877), le père de Louis IV de Hesse. Alexandre de Hesse a contracté en 1851 une union morganatique avec Julia Hauke (1825-1895), créée princesse de Battenberg. Le titre a été transmis aux enfants, créant ainsi la maison de Battenberg puis de Mountbatten.
En bonne petite-fille de la reine Victoria, Victoria de Hesse-Darmstadt s'installe en Angleterre et toute la famille est rebaptisée Mountbatten quand la germanophobie est la plus forte.
Victoria de Hesse-Darmstadt et Louis de Battenberg ont quatre enfants :
1. Alice de Battenberg (1885-1969) mariée au prince André de Grèce (1882-1944), d'où Philippe de Grèce (Philip Mountbatten) (1921-2021), époux d'Élisabeth II (1926-2022). Outre Philippe, on listera Marguerite de Grèce (1905-1981), unie à Gottfried de Hohenlohe-Langenbourg (1897-1960) avec descendance, Théodora de Grèce (1906-1969), mariée à Berthold de Bade (1906-1963), chef de la maison de Bade, d'où descendance, Cécile de Grèce (1911-1937), mariée avec le grand-duc Georges de Hesse-Darmstadt (1906-1937), et enfin Sophie de Grèce (1914-2001) déjà citée plus haut, mariée successivement à Christophe de Hesse-Cassel (1901-1943) et Georges-Guillaume de Hanovre (1915-2006).
2. Louise de Battenberg (Louise Mountbatten) (1889-1965) qui est la seconde épouse du roi Gustave VI Adolphe de Suède (1882-1973) mais ils n'ont qu'une fille mort-née en 1925 ;
3. George de Battenberg (George Mountbatten) (1892-1938), marquis de Milford Haven, marié à Nadejda Mikhailovna Romanova (1896-1963), et dont les arrière-petits-enfants se trouvent toujours au Royaume-Uni ;
4. Louis de Battenberg (Louis Mountbatten) (1900-1979), amiral, comte de Mountbatten de Birmanie, dernier vice-roi des Indes, assassiné avec un de ses petits-fils, Nicholas Knatchbull (1964-1979), sur son bateau dynamité par l'IRA.

Élisabeth de Hesse-Darmstadt (1864-1918), la seconde fille d'Alice du Royaume-Uni, a un destin similaire à celui de sa mère : elle épouse le grand-duc Serge Alexandrovitch de Russie (1857-1905), oncle du tsar Nicolas II de Russie et gouverneur de Moscou, qui est assassiné par un anarchiste en 1905. Elle devient religieuse orthodoxe (elle a été élevée dans le protestantisme luthérien) et meurt atrocement en 1918, jetée vivante dans un puits de mine par les Bolchéviks.
Irène de Hesse-Darmstadt (1866-1963) devient princesse de Prusse en épousant un frère de Guillaume II d'Allemagne, Henri de Prusse (1862-1929).
Ernest-Louis de Hesse (1868-1937) prend le titre de grand-duc de Hesse et du Rhin à la mort de son père, devenant le grand-duc Louis V de Hesse, et le conserve jusqu'en 1918. Il est le dernier grand-duc. Il épouse une de ses cousines germaines, Victoria-Mélita de Saxe-Cobourg-Gotha (1876-1936), fille de son oncle Alfred Ier de Saxe-Cobourg-Gotha (1844-1900). Mais Ernest-Louis est homosexuel tandis que son épouse possède le caractère bien trempé des petites-filles Saxe-Cobourg de la reine Victoria. S'ennuyant à Darmstadt, elle finit par s'enfuir, le divorce étant prononcé en 1901. Le grand-duc épouse en secondes noces la princesse Éléonore de Solms-Hohensolms-Lich (1871-1937), dont il a quatre enfants dont deux survivent : l'aîné Georges de Hesse-Darmstadt (1906-1937), meurt aussi en 1937, avec sa femme Cécile de Grèce (1911-1937), deux de leurs trois enfants et sa mère, leur avion s'écrasant en Belgique, alors qu'ils se rendent à Londres au mariage de Louis de Hesse-Darmstadt (1908-1968), frère de Georges.
Entre Frédéric de Hesse-Darmstadt (1870-1873) dit Frittie, mort à trois ans des suites d'une chute, fatale en raison de son hémophilie, et Marie de Hesse-Darmstadt (1874-1878), morte à quatre ans de la diphtérie, se trouve le membre le plus célèbre de la famille, Alix de Hesse-Darmstadt (1872-1918), qui épouse le tsar Nicolas II de Russie (1868-1918) et devient impératrice de Russie, puis sainte de l'église orthodoxe après être exécutée sommairement dans le sous-sol de la villa Ipatiev à Iekaterinbourg, avec son mari déchu et ses cinq enfants.

### AlfredIerde Saxe-Cobourg-Gotha (1844-1900)

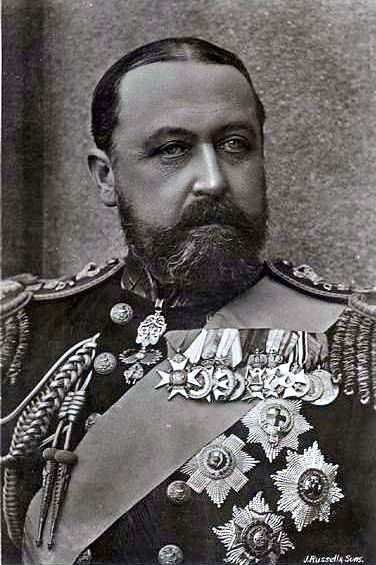
Alfred Ier de Saxe-Cobourg-Gotha (1844-1900).

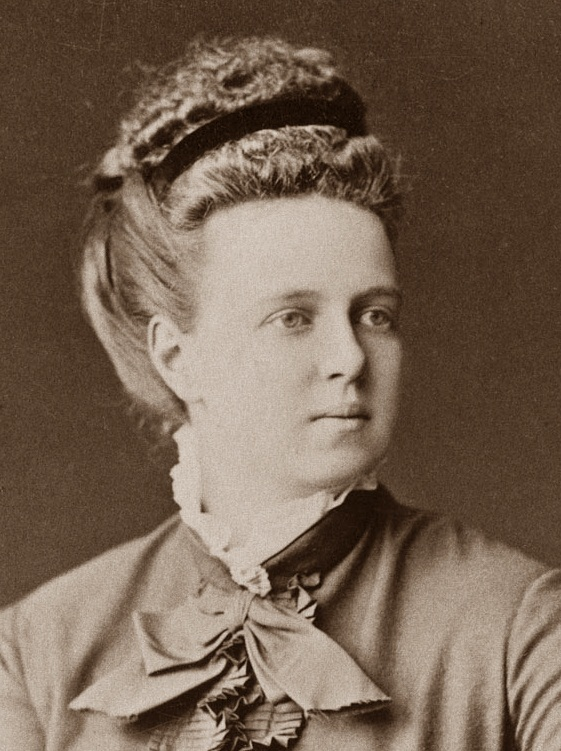
Maria Alexandrovna de Russie
(1853-1920), épouse d'Alfred Ier de Saxe-Cobourg-Gotha.

Alfred Ier Ernest Albert de Saxe-Cobourg-Gotha (1844-1900), deuxième fils de la reine Victoria, est d'abord titré duc d'Édimbourg, comte d'Ulster et comte de Kent. Il épouse en 1874 Maria Alexandrovna de Russie (1853-1920), fille du tsar Alexandre II de Russie (1855-1881) et de Marie de Hesse-Darmstadt (1824-1880).
Alfred Ier de Saxe-Cobourg-Gotha et Maria Alexandrovna de Russie ont six enfants :

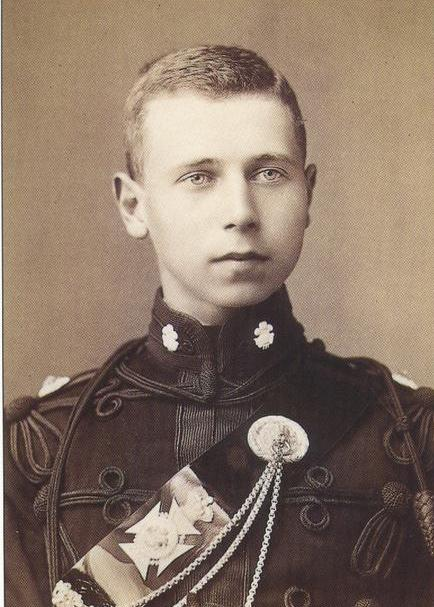
Alfred de Saxe-Cobourg-Gotha (1874-1899)
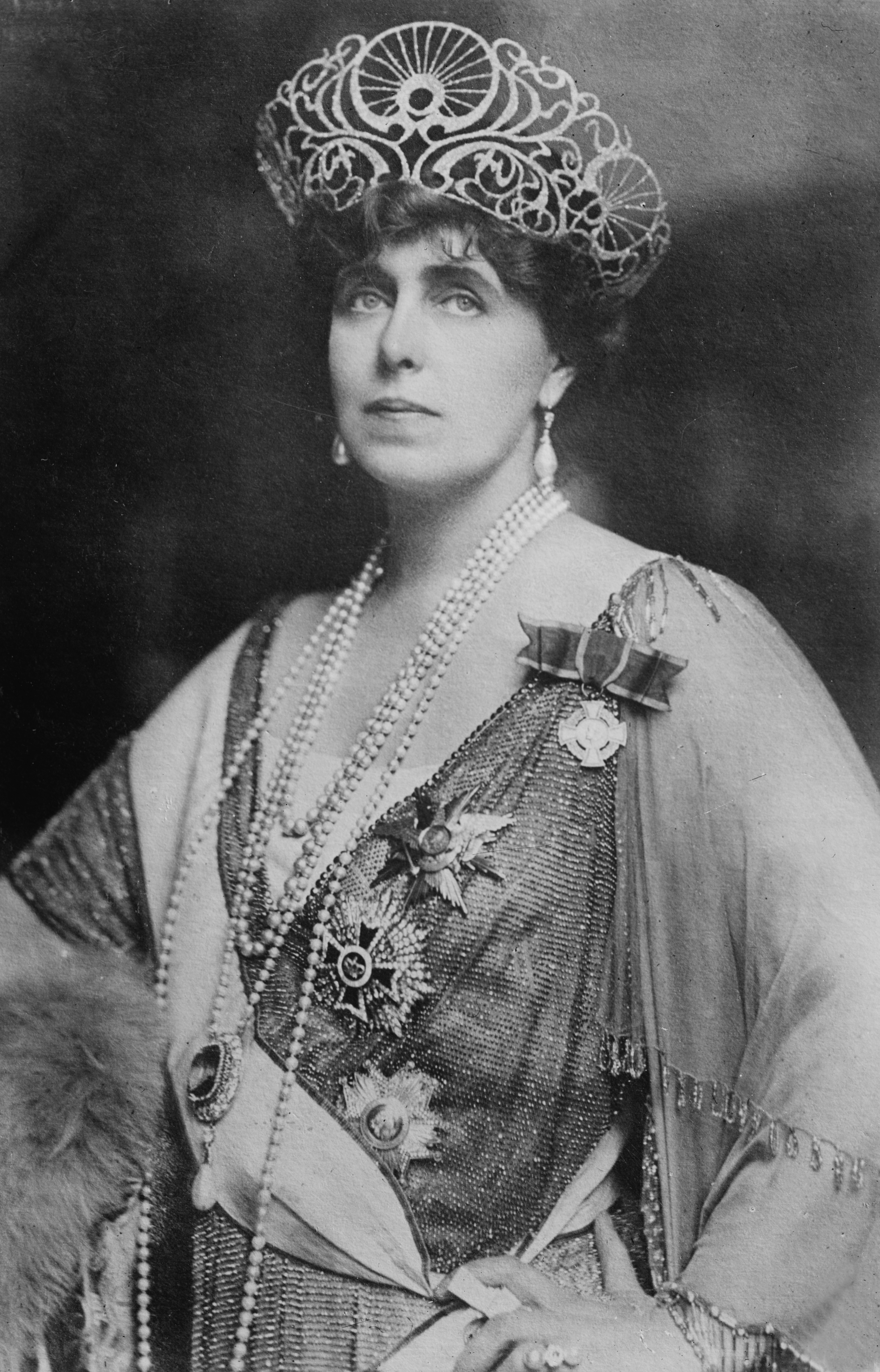
Marie de Saxe-Cobourg-Gotha (1875-1938)
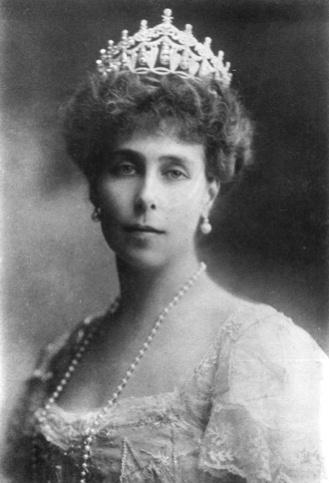
Victoria Mélita de Saxe-Cobourg-Gotha (1876-1936)
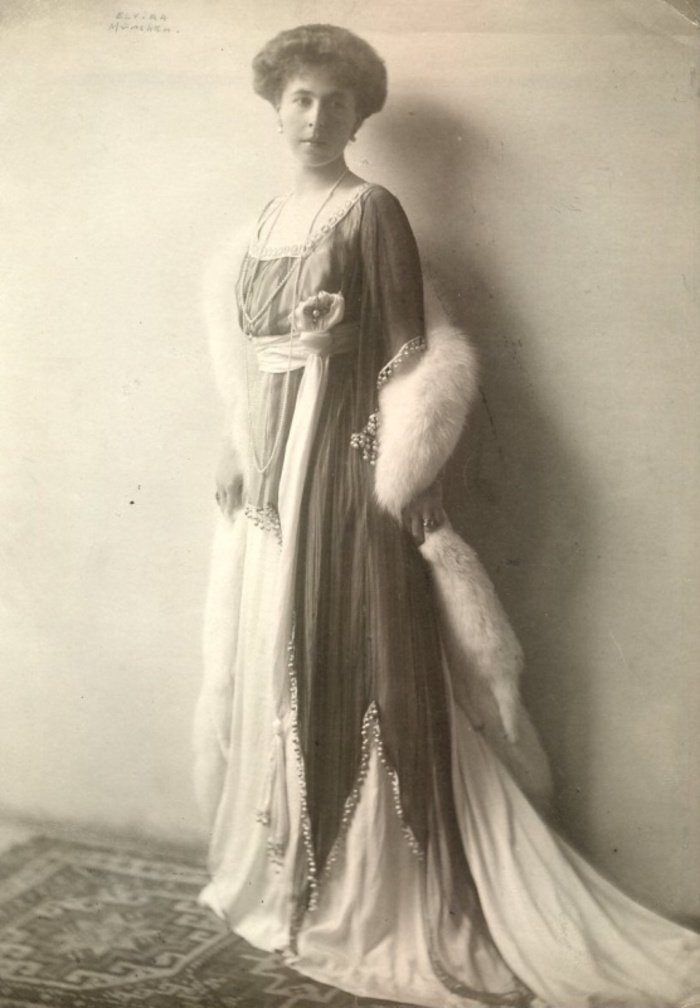
Alexandra de Saxe-Cobourg-Gotha (1878-1942)
- un fils mort-né (1879-1879)
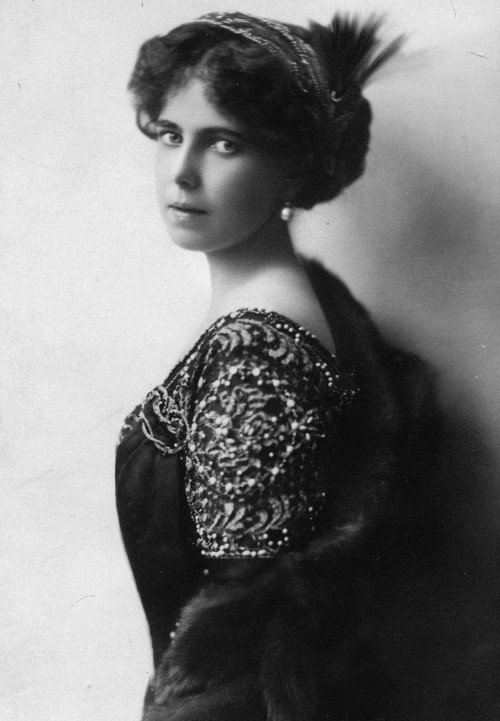
Béatrice de Saxe-Cobourg-Gotha (1884-1966)

- Alfred de Saxe-Cobourg-Gotha
(1874-1899)
- Marie de Saxe-Cobourg-Gotha
(1875-1938)
- Victoria Mélita de Saxe-Cobourg-Gotha
(1876-1936)
- Alexandra de Saxe-Cobourg-Gotha
(1878-1942)
- Béatrice de Saxe-Cobourg-Gotha
(1884-1966)

Ils ont d'abord un fils, Alfred de Saxe-Cobourg-Gotha (1874-1899), dont la mort prématurée et tragique fait passer le titre de Saxe-Cobourg-Gotha au fils de Leopold d'Albany (1853-1884), Charles-Édouard de Saxe-Cobourg-Gotha (1884-1954), le titre étant soumis à la loi salique et la reine Victoria ayant demandé à son fils Arthur de Connaught et Strathearn (1850-1942) d'y renoncer pour lui et ses descendants.
Marie de Saxe-Cobourg-Gotha (1875-1938) épouse en 1893 le prince héritier de Roumanie, Ferdinand de Hohenzollern (1865-1927), qui deviendra roi sous le nom de Ferdinand Ier de Roumanie. Elle se révèlera une souveraine fort active, défendant notamment les intérêts de la Roumanie à la conférence précédant le traité de Versailles et obtenant de substantiels aménagements territoriaux pour son pays d'adoption. Elle est mère de Carol II de Roumanie (1893-1953), qui a un fils, Michel Ier de Roumanie (1921-2017), avec sa femme Hélène de Grèce (1896-1982), autre descendante de Victoria. Le mariage de ses filles explique son surnom de « belle-mère des Balkans » : sa première fille Élisabeth de Roumanie (1894-1956) épouse le roi Georges II de Grèce (1890-1947), sans postérité. Sa seconde fille, Marie de Roumanie (1900-1961) est envoyée à Belgrade pour épouser le roi Alexandre Ier de Yougoslavie (1888-1934), d'où une nombreuse descendance. Sa dernière fille, Ileana de Roumanie (1909-1991), épouse l'archiduc Antoine de Habsbourg-Toscane (1901-1987), d'une branche cadette de la maison des Habsbourg, d'où une nombreuse postérité qui a postulé un temps au titre de prétendant carliste au trône d'Espagne.
Victoria-Mélita de Saxe-Cobourg-Gotha (1876-1936) – Mélita parce que née à Malte – épouse d'abord son cousin germain Ernest-Louis de Hesse (1868-1937), grand-duc de Hesse, fils d'Alice du Royaume-Uni (1843-1878). Les rumeurs sur la sexualité de son mari seraient une des causes du divorce en 1901. En fait, elle est tombée amoureuse du grand-duc Cyrille Vladimirovitch de Russie (1876-1938), cousin germain du tsar Nicolas II de Russie. Ils ont quelques difficultés à faire admettre le divorce et le remariage à la cour impériale de Saint-Petersbourg, la tsarine n'étant autre qu'Alix de Hesse-Darmstadt (1872-1918), la sœur d'Ernest-Louis de Hesse. Cyrille et Victoria-Mélita réussissent à s'enfuir lors de la révolution russe. Ils ont trois enfants : Maria Kirillovna de Russie (1907-1951), mariée au prince Frédéric Charles de Leiningen (1898-1946), Kira Kirillovna de Russie (1909-1967), mariée à Louis-Ferdinand de Prusse (1907-1994), fils du Kronprinz Guillaume de Prusse (1882-1951), et Vladimir Kirillovitch de Russie (1917-1992), qui épouse la princesse Leonida Gueorguievna Bagration-Moukhranskaïa (1914-2010), de la famille royale de Géorgie. Leur fille Maria Vladimirovna de Russie (1953), épouse du prince François-Guillaume de Prusse (1943), réclame pour leur fils Georges (1981) (de Prusse, mais rebaptisé « de Russie ») le titre d'héritier de la couronne impériale russe.
La troisième fille d'Alfred Ier de Saxe-Cobourg-Gotha, Alexandra de Saxe-Cobourg-Gotha (1878-1942), épouse le prince Ernest II de Hohenlohe-Langenbourg (1863-1950), dont elle a cinq enfants, le premier, Gottfried de Hohenlohe-Langenbourg (1897-1960), ayant épousé Marguerite de Grèce (1905-1981), la sœur aînée du prince Philippe de Grèce (Philip Mountbatten, duc d'Édimbourg) (1921-2021).
La dernière fille d'Alfred Ier de Saxe-Cobourg-Gotha, Béatrice de Saxe-Cobourg-Gotha (1884-1966), épouse le prince catholique espagnol Alphonse d'Orléans (1886-1975), 5e duc de Galliera : du côté paternel, il est l'arrière-petit-fils du roi des Français Louis-Philippe Ier (1773-1850) et du roi Ferdinand VII d'Espagne (1784-1833) – du côté maternel il est le petit-fils de la reine Isabelle II d'Espagne (1830-1904), fille de Ferdinand VII.

### Helena du Royaume-Uni (1846-1923)

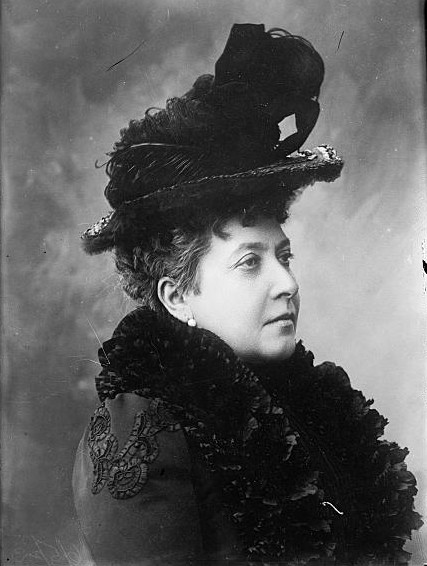
Helena du Royaume-Uni (1846-1923).

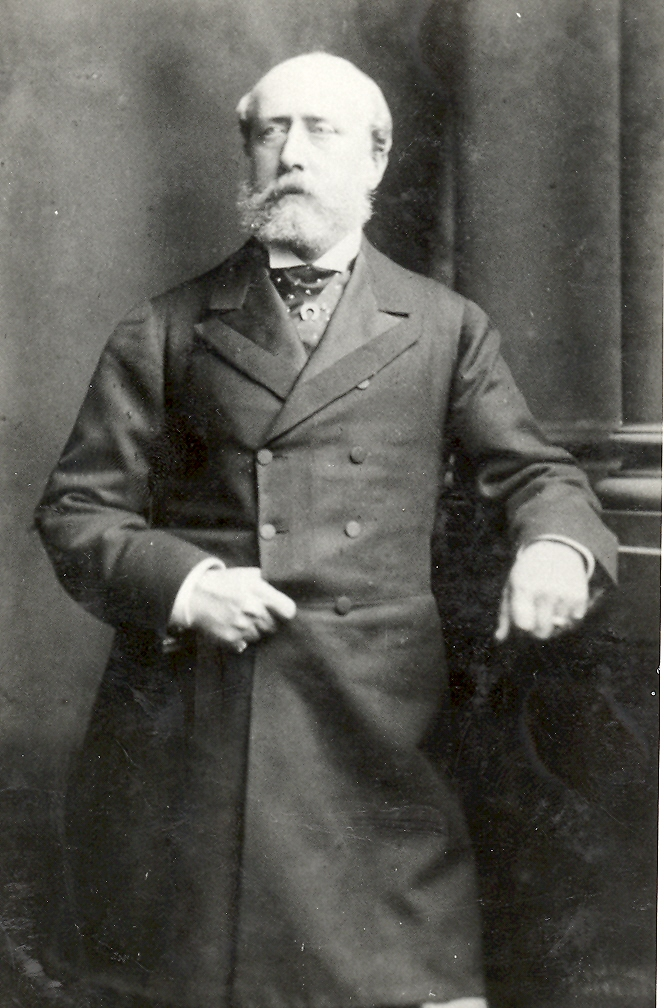
Christian de Schleswig-Holstein-Sonderbourg-Augustenbourg (1831-1917), époux de Helena du Royaume-Uni.

Helena Augusta Victoria du Royaume-Uni (1846-1923), surnommée « Lenchen », épouse en 1866 Christian de Schleswig-Holstein-Sonderbourg-Augustenbourg (1831-1917), d'une famille lointainement apparentée à la famille royale danoise, fils de Christian-Auguste de Schleswig-Holstein-Sonderbourg-Augustenbourg (1798-1869) et de Louise Sophie Danneskjold-Samsøe (1797-1867).
Christian de Schleswig-Holstein et Helena du Royaume-Uni ont six enfants :

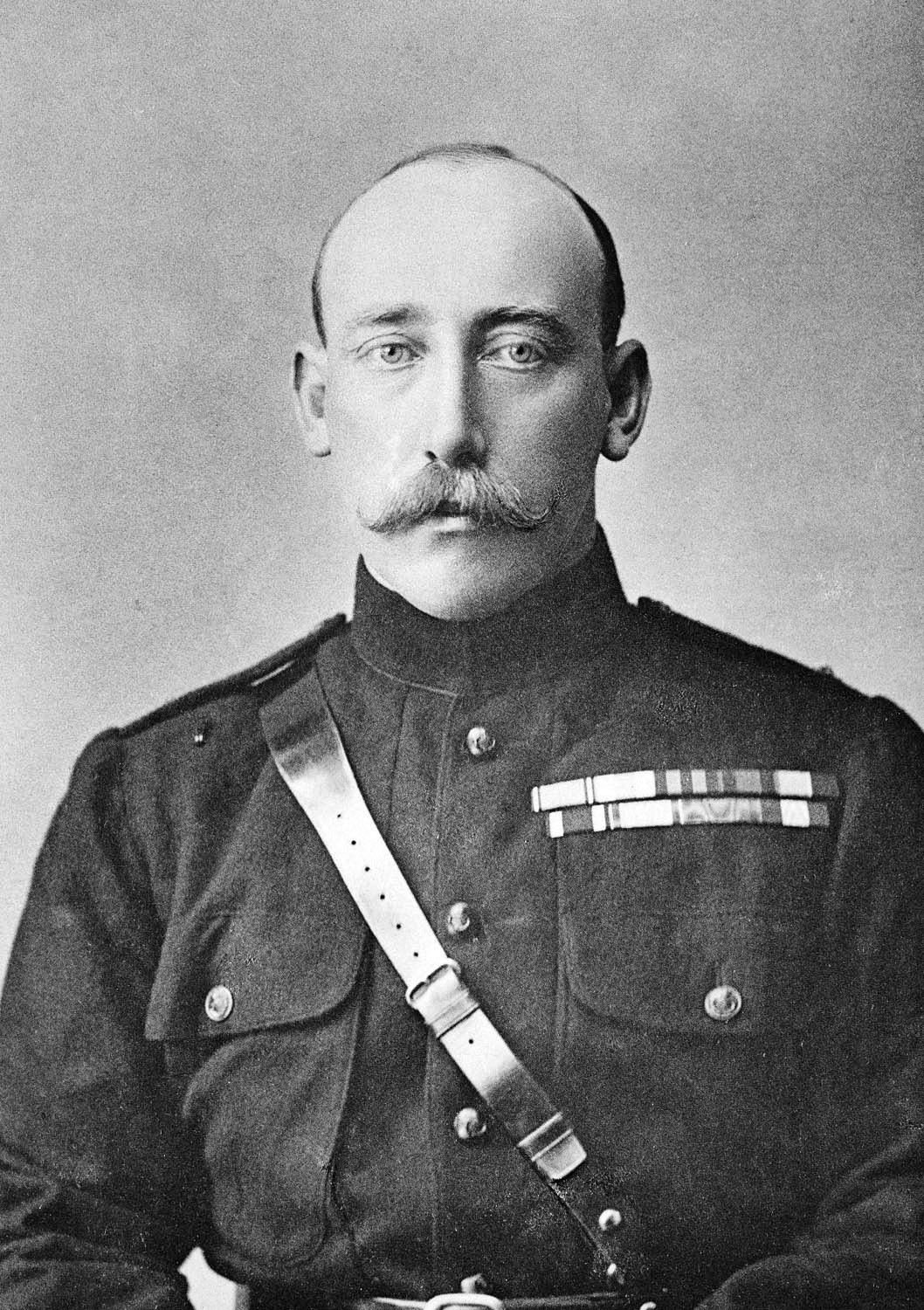
Christian-Victor de Schleswig-Holstein-Sonderbourg-Augustenbourg (1867-1900)
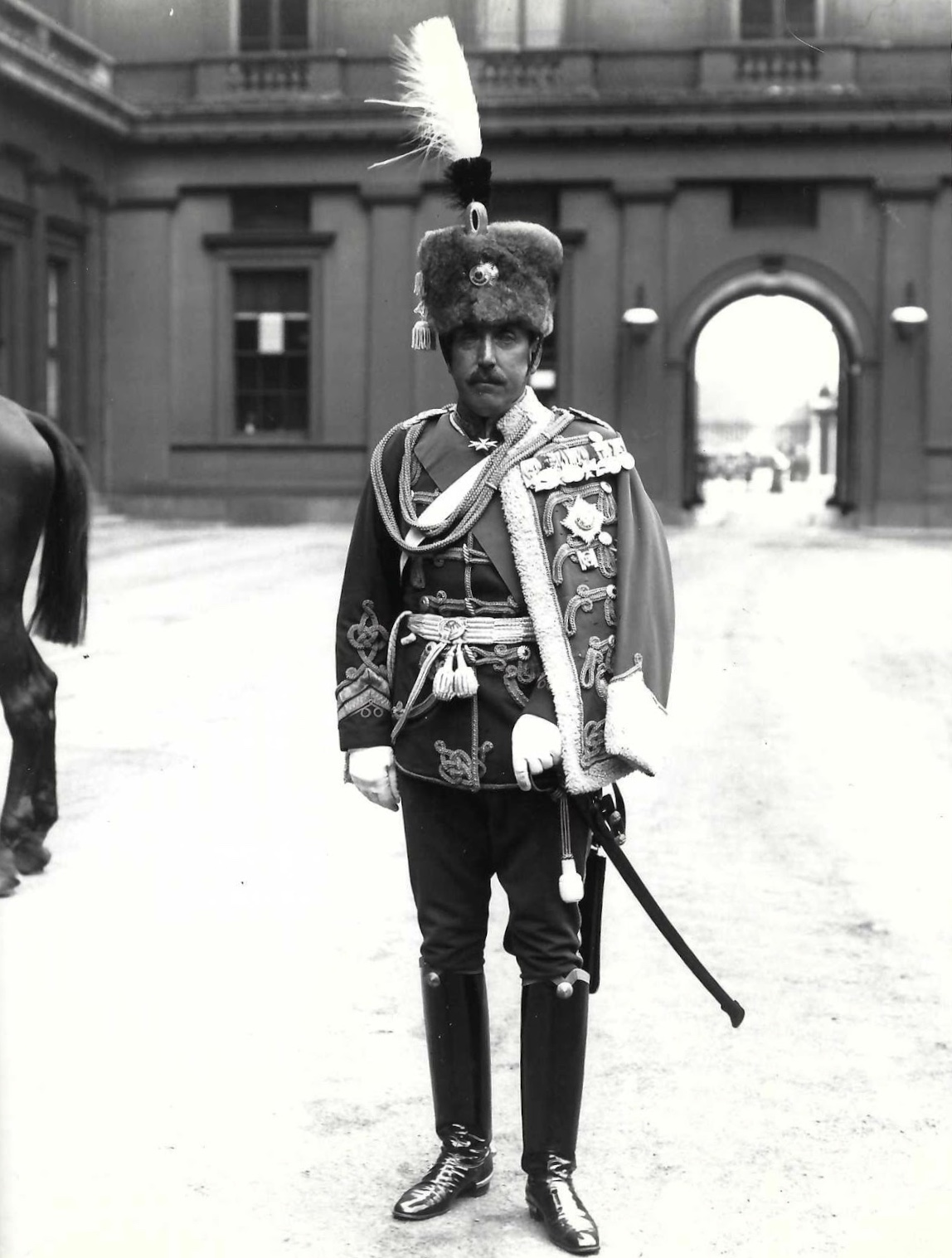
Albert de Schleswig-Holstein-Sonderbourg-Augustenbourg (1869-1931)
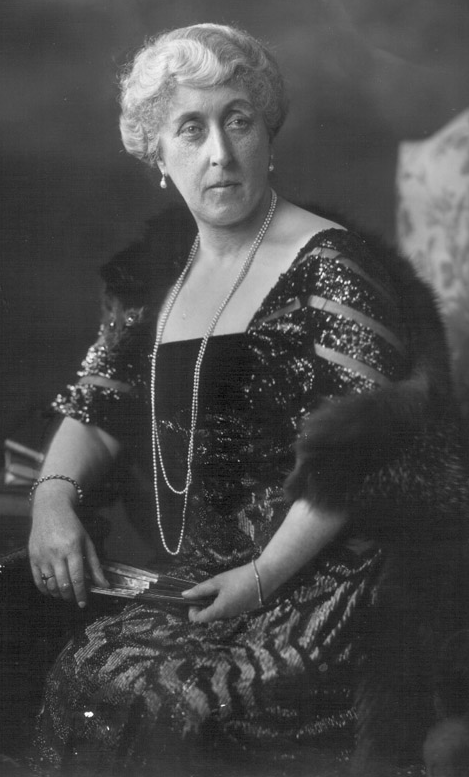
Hélène-Victoria de Schleswig-Holstein-Sonderbourg-Augustenbourg (1870-1948)
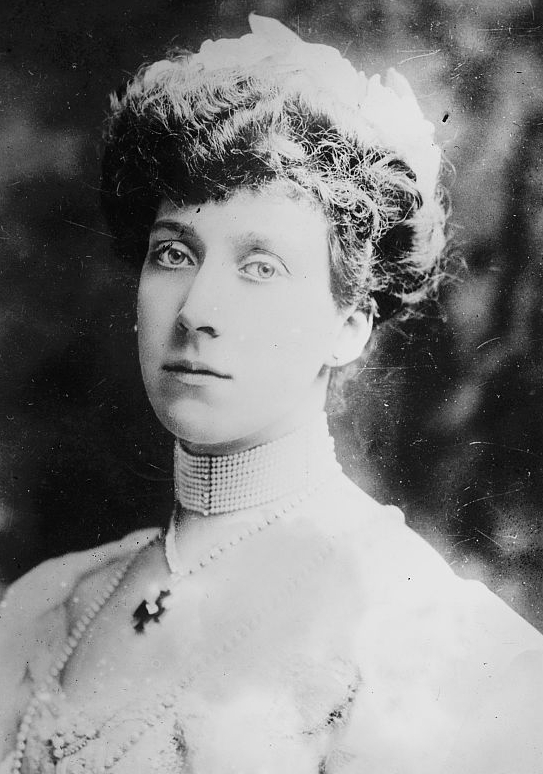
Marie-Louise de Schleswig-Holstein-Sonderbourg-Augustenbourg (1872-1956)
- Harald de Schleswig-Holstein-Sonderbourg-Augustenbourg (1876-1876)
- un fils mort-né (1877-1877)

- Christian Victor de Schleswig-Holstein-Sonderbourg-Augustenbourg
(1867-1900)
- Albert de Schleswig-Holstein-Sonderbourg-Augustenbourg
(1869-1931)
- Helena Victoria de Schleswig-Holstein-Sonderbourg-Augustenbourg
(1870-1948)
- Marie Louise de Schleswig-Holstein-Sonderbourg-Augustenbourg
(1872-1958)

Ils n'ont qu'une seule petite-fille naturelle, qui n'a pas de postérité.
L'aîné, Christian-Victor de Schleswig-Holstein-Sonderbourg-Augustenbourg (1867-1900), surnommé « Christle », reste célibataire.
Le second, Albert de Schleswig-Holstein-Sonderbourg-Augustenbourg (1869-1931), duc titulaire de Schleswig-Holstein, chef de la Maison d'Oldenbourg, duc d'Augustenbourg, a une fille naturelle dont il admet la paternité au bout de 31 ans : Valerie Marie zu Schleswig-Holstein (1900-1953), dont on ne connaîtra jamais la mère (il aurait tout de même informé ses deux sœurs que la mère était « de noble naissance, peut-être une baronne von Wernitz »), et qui se marie d'abord avec Ernst Johann Wagner, puis avec Engelbert-Charles von Arenberg, dont elle n'a aucun enfant.
Hélène-Victoria de Schleswig-Holstein-Sonderbourg-Augustenbourg (1870-1948) reste célibataire.
Marie-Louise de Schleswig-Holstein-Sonderbourg-Augustenbourg (1872-1958) épouse en 1891 Aribert d'Anhalt (1866-1933), mais n'a pas d'enfant.
Enfin, Helena du Royaume-Uni a deux derniers enfants en 1876 et 1877, qui ne survivent pas : Harald (qui ne vit qu'une semaine) et un fils mort-né.

### Louise du Royaume-Uni (1848-1939)

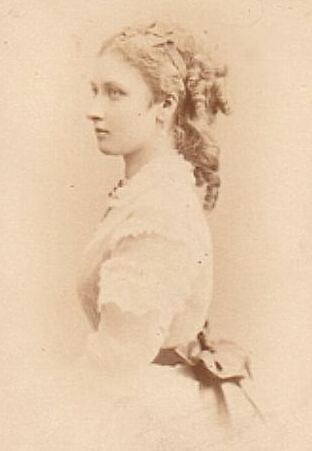
Louise du Royaume-Uni (1848-1939).

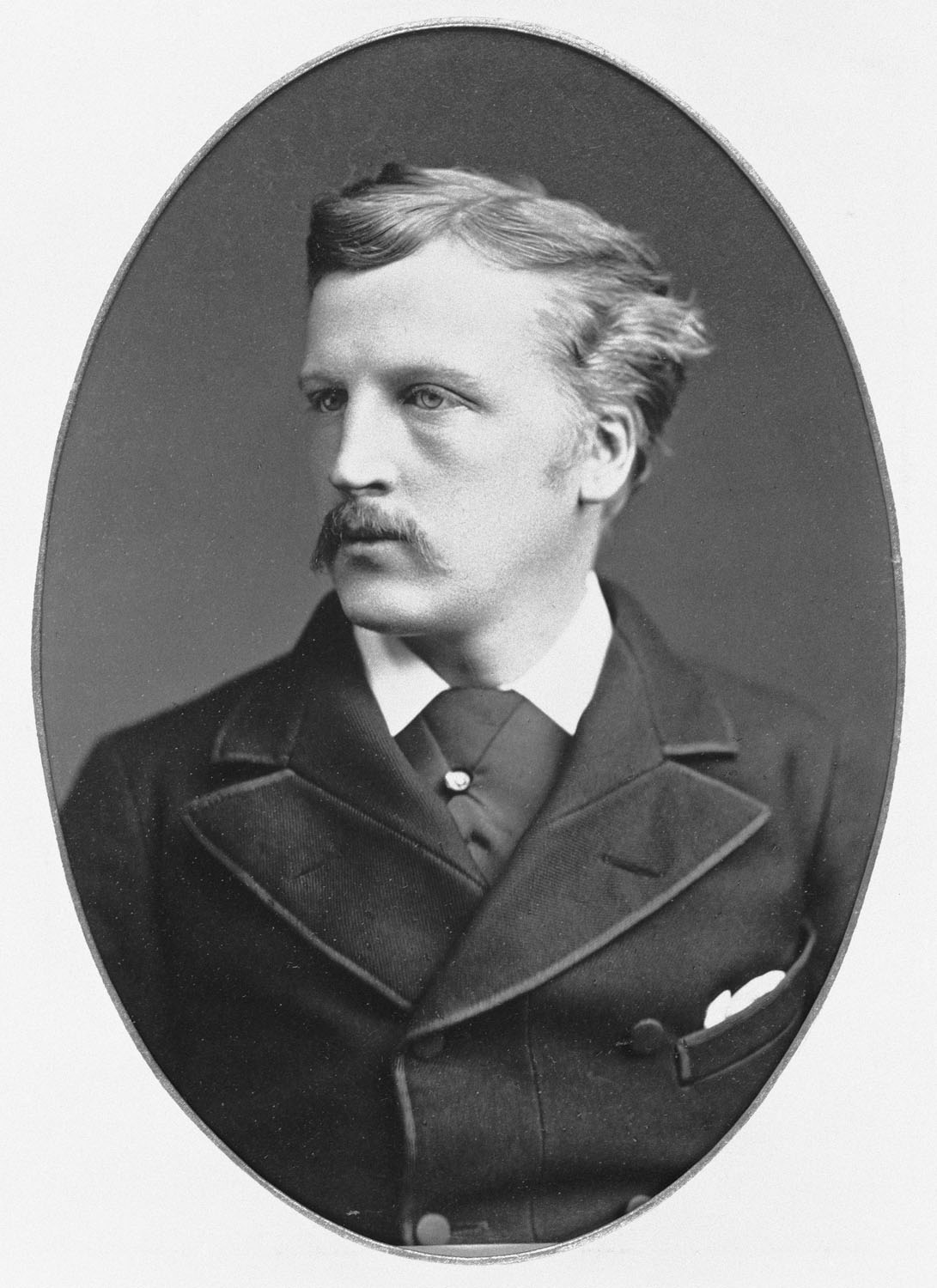
John Campbell (1845-1914), époux de Louise du Royaume-Uni.

La princesse Louise Caroline Alberta du Royaume-Uni (1848-1939), est l'artiste de la famille. Personnalité originale, elle aime et protège les arts, fait apprentissage et œuvre de sculptrice, et se déclare ouvertement libérale, en opposition au Parti conservateur, et féministe. Elle fonde à Ottawa un organisme destiné à aider et protéger les artistes, qui deviendra l'Académie royale des arts du Canada.
Peintre et sculptrice, elle est aussi le premier membre de la famille royale depuis les débuts de l'époque Tudor à épouser un noble britannique en 1871, en l'occurrence un Écossais, John Campbell (1845-1914), marquis de Lorne, 9e duc d'Argyll, et 4e gouverneur général du Canada de 1878 à 1883, fils de George Campbell (1823-1900), 8e duc d'Argyll, et d'Elizabeth Leveson-Gower (1824-1878). Le couple partage le même amour des arts, mais vit souvent séparément.
Louise du Royaume-Uni et John Campbell n'ont pas d'enfant. C'est la seule des neuf enfants de la reine Victoria à ne pas avoir de descendance. John Campbell a lié des amitiés avec des hommes soupçonnés d'être homosexuels, ce qui laisse bien des questions quant à son mariage avec Louise, et des rumeurs de bisexualité ou d'homosexualité.

### Arthur de Connaught et Strathearn (1850-1942)

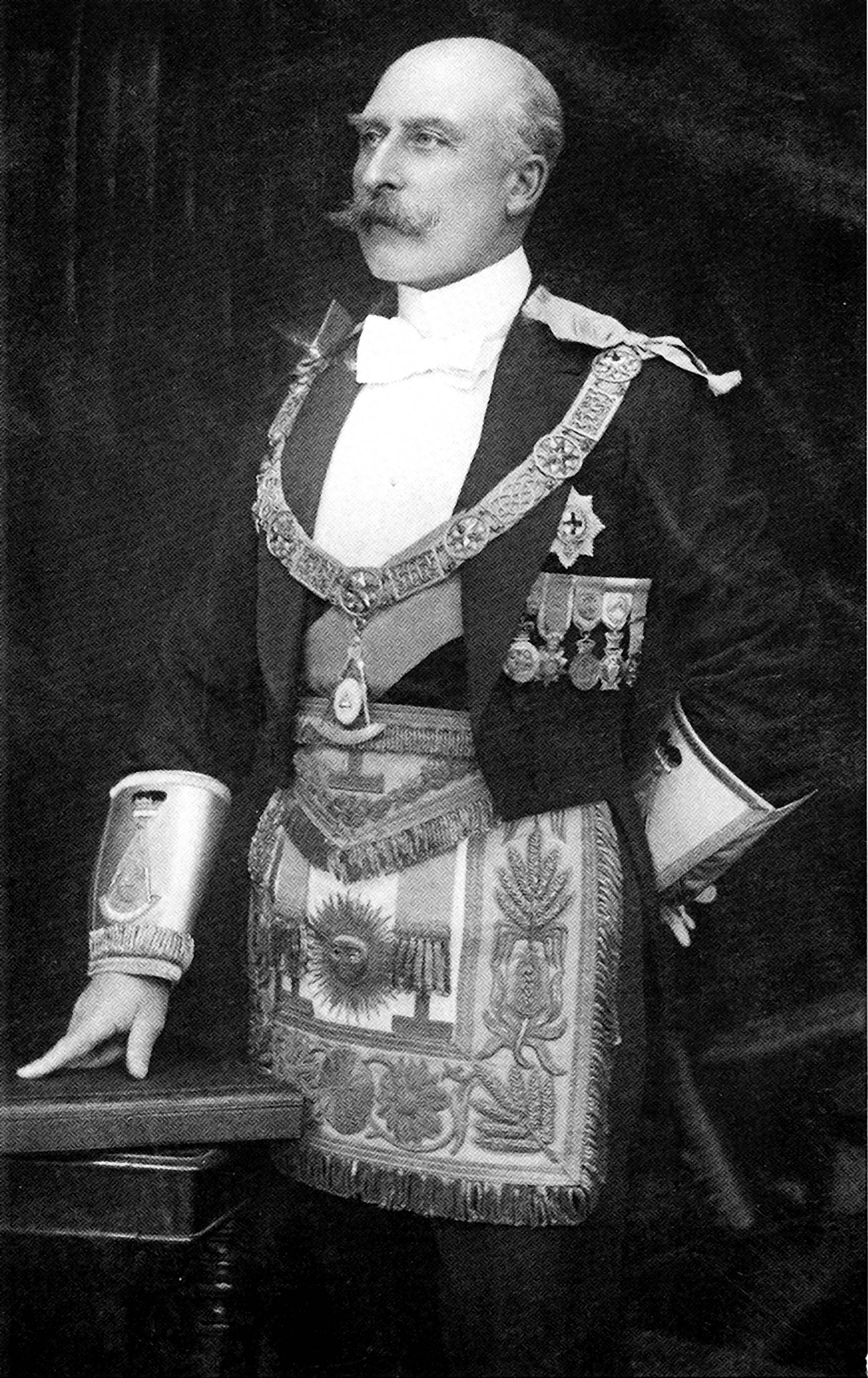
Arthur de Connaught et Strathearn (1850-1942).

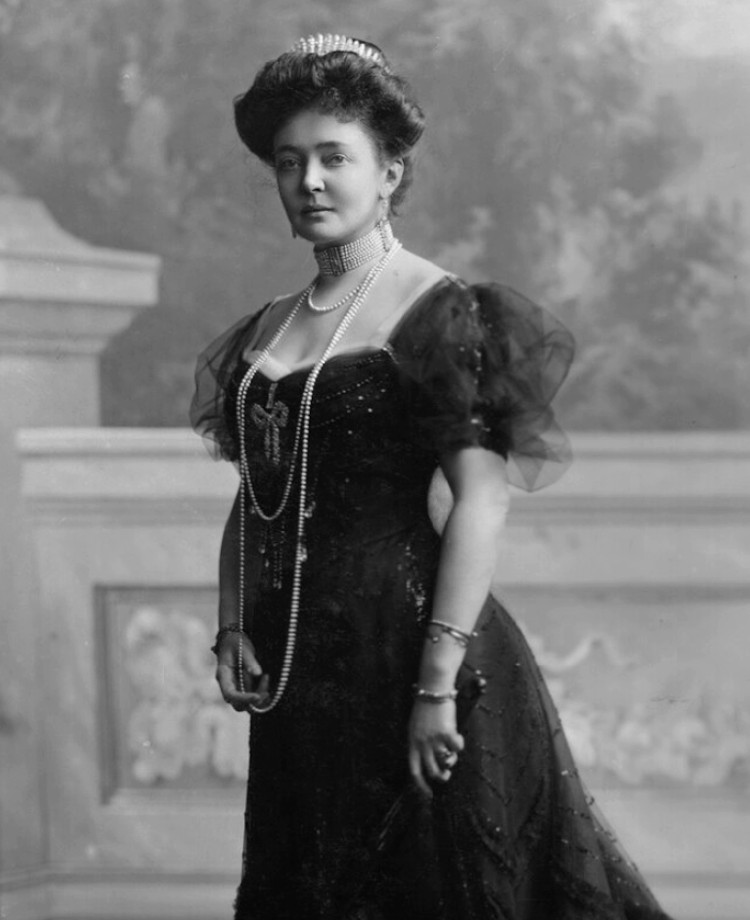
Louise-Marguerite de Prusse (1860-1917), épouse d'Arthur de Connaught et Strathearn.

Arthur William Patrick Albert de Connaught et Strathearn (1850-1942) a une vie particulièrement longue de 92 ans. Il se marie avec Louise-Marguerite de Prusse (1860-1917), fille de Frédéric-Charles de Prusse (1828-1885) et de Marie-Anne d'Anhalt-Dessau (1837-1906).
Arthur de Connaught et Strathearn et Louise-Marguerite de Prusse ont trois enfants :
- Margaret de Connaught (1882-1920),
- Arthur de Connaught (1883-1938),
- Patricia de Connaught (1886-1974),

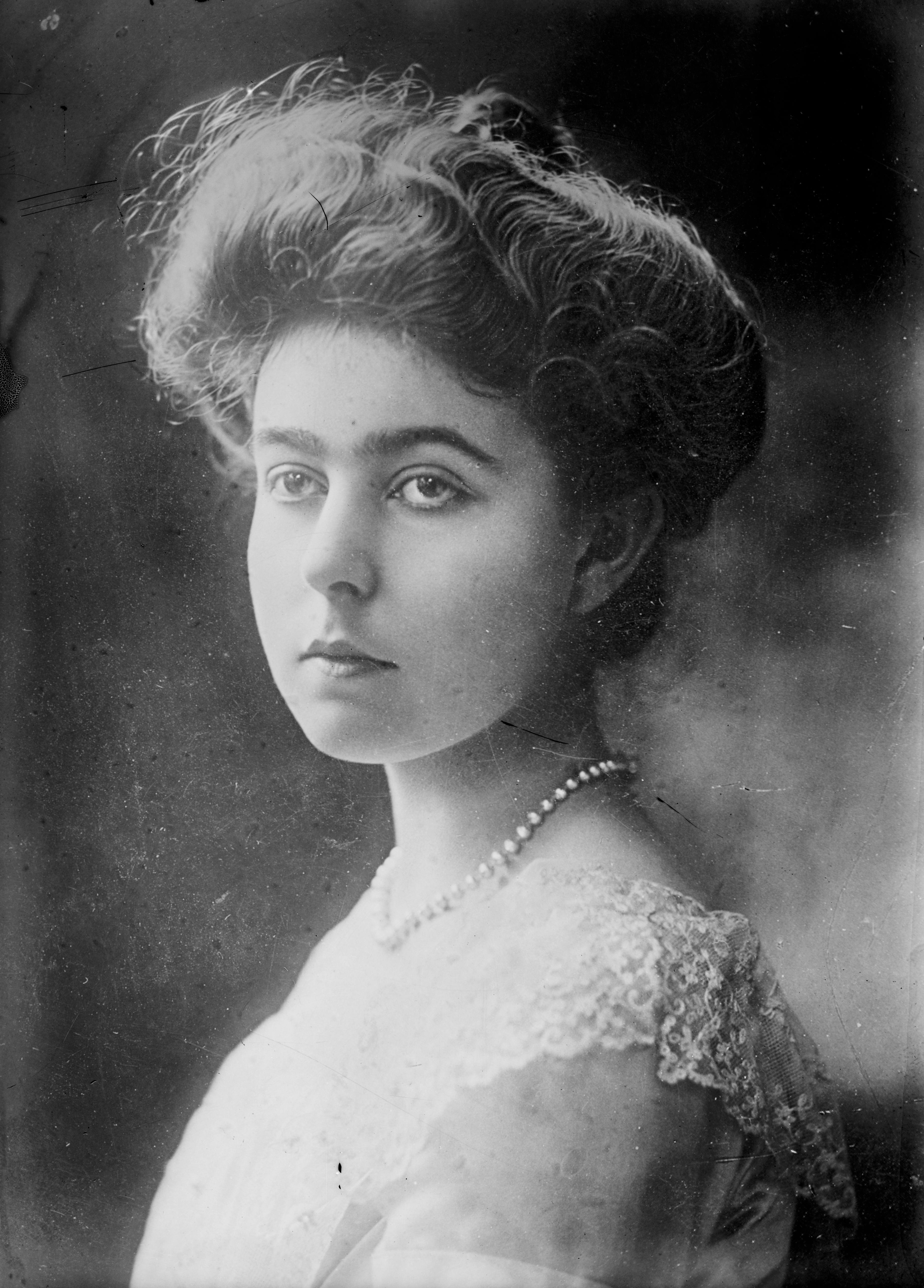
Margaret de Connaught (1882-1920)
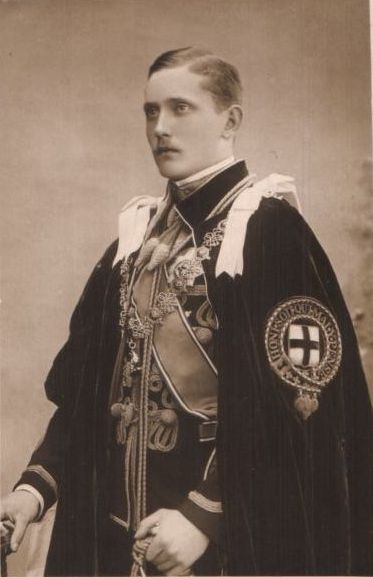
Arthur de Connaught (1883-1938)
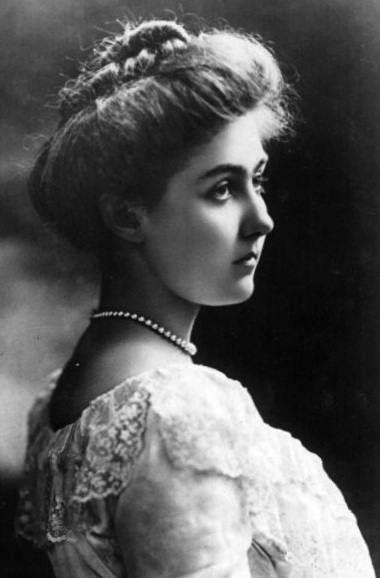
Patricia de Connaught (1886-1974)

Margaret de Connaught (1882-1920), surnommée « Daisy », crée le lien avec les familles royales de Suède et de Danemark en épousant le futur roi Gustave VI Adolphe de Suède (1882-1973). De leurs six enfants, l'aîné, le prince héritier Gustave-Adolphe de Suède (1906-1947) meurt avant son père mais a le temps d'avoir cinq enfants avec sa femme Sybille de Saxe-Cobourg-Gotha (1908-1972) (de la lignée de Léopold d'Albany (1853-1884), huitième enfant de la reine Victoria). Le dernier de ceux-ci est l'actuel roi de Suède, Charles XVI Gustave de Suède (1946). La troisième enfant et fille unique de Margaret de Connaught, Ingrid de Suède (1910-2000), devient reine du Danemark en épousant le roi Frédéric IX de Danemark (1899-1972), d'où la reine Margrethe II de Danemark (1940) et Anne-Marie de Danemark (1946), ancienne reine des Hellènes, épouse de l'ancien roi Constantin II de Grèce (1940-2023).
Le deuxième enfant d'Arthur de Connaught et Strathearn, appelé Arthur de Connaught (1883-1938) comme son père, épouse une petite-fille d'Édouard VII du Royaume-Uni (1841-1910), Alexandra Duff (1891-1959), duchesse de Fife. Ils n'ont qu'un fils, Alastair de Connaught (1914-1943), mort prématurément en 1943, à l'âge de 29 ans.
La dernière enfant, Patricia de Connaught (1886-1974), surnommée « Patsy », reste au Royaume-Uni en épousant Alexander Ramsay (1881-1972) et ils ont un fils, Alexander Ramsay de Mar (1919-2000), deux petites-filles et sept arrière-petits-enfants.

### Leopold d'Albany (1853-1884)

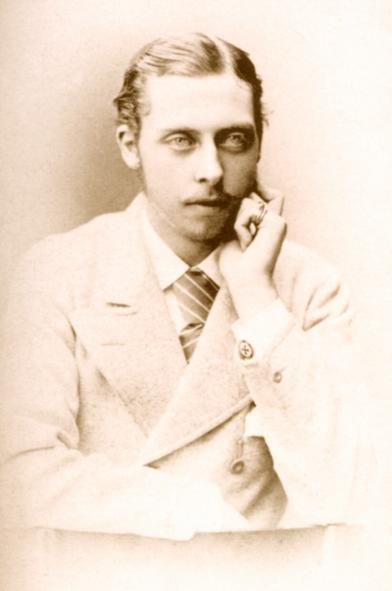
Léopold d'Albany (1853-1884).

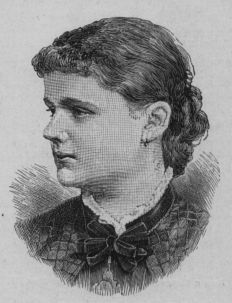
Hélène de Waldeck-Pyrmont (1861-1922), épouse de Léopold d'Albany.

Chez Léopold George Duncan Albert d'Albany (1853-1884), titré duc d'Albany, se manifeste l'hémophilie familiale : il est chronologiquement le premier descendant de la reine Victoria à en être atteint. Cela ne l'empêche pas de se marier le 27 avril 1882 avec Hélène de Waldeck-Pyrmont (1861-1922), fille de Georges-Victor de Waldeck-Pyrmont (1831-1893) et d'Hélène de Nassau (1831-1888), et sœur d'Emma de Waldeck-Pyrmont (1858-1934), la seconde épouse du roi Guillaume III des Pays-Bas (1817-1890).
Léopold d'Albany et Hélène de Waldeck-Pyrmont ont deux enfants :
- Alice d'Albany (1883-1981),
- Charles-Édouard de Saxe-Cobourg-Gotha (1884-1954)

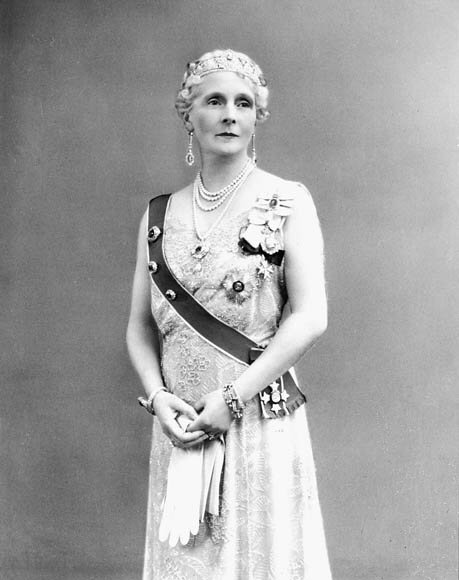
Alice d'Albany (1883-1981)
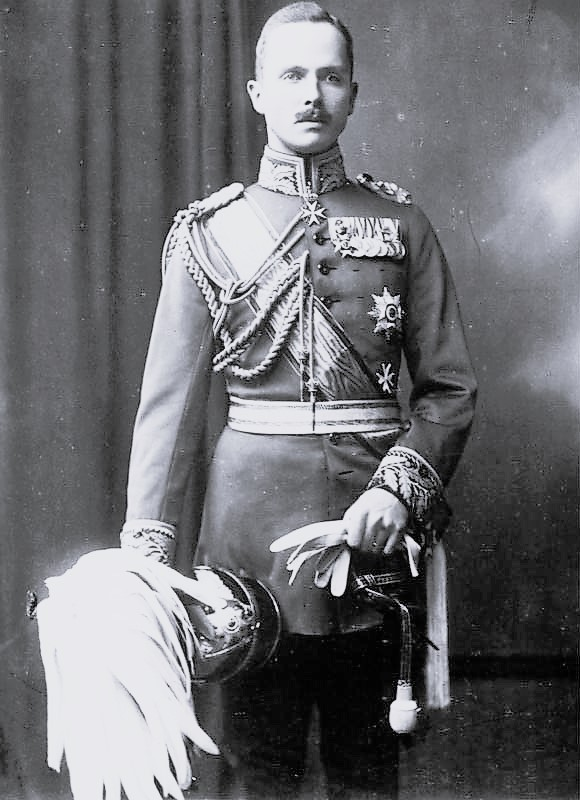
Charles-Édouard de Saxe-Cobourg-Gotha (1884-1954)

Alice d'Albany (1883-1981) épouse Alexandre de Teck (Alexander Cambridge) (1874-1957), comte d'Athlone, frère de Mary de Teck (1867-1953) (épouse du roi George V du Royaume-Uni (1865-1936)), d'où les familles Liddell-Grainger, Abel-Smith, Beaumont et Wise.
Charles-Édouard de Saxe-Cobourg-Gotha (1884-1954), né après la mort de son père, devient duc de Saxe-Cobourg-Gotha à la mort de son oncle Alfred Ier de Saxe-Cobourg-Gotha (1844-1900). Lors de la Première Guerre mondiale, il choisit de rester fidèle à l'Allemagne et se retrouve exclu de sa famille. Lui et son épouse Victoria-Adélaïde de Schleswig-Holstein-Sonderbourg-Glücksbourg (1885-1970) ont cinq enfants, dont l'aîné, Jean-Léopold de Saxe-Cobourg-Gotha (1906-1972), renonce à la succession des Saxe-Cobourg-Gotha pour contracter un mariage morganatique avec Feodora von der Horst (1905-1991). Après sa renonciation, son frère cadet Friedrich-Josias de Saxe-Cobourg-Gotha (1918-1998) devient le chef de famille. Une de leurs sœurs, Sybille de Saxe-Cobourg-Gotha (1908-1972), épouse le prince héritier Gustave-Adolphe de Suède (1906-1947) : elle est la mère de l'actuel roi Charles XVI Gustave de Suède (1946).

### Béatrice du Royaume-Uni (1857-1944)

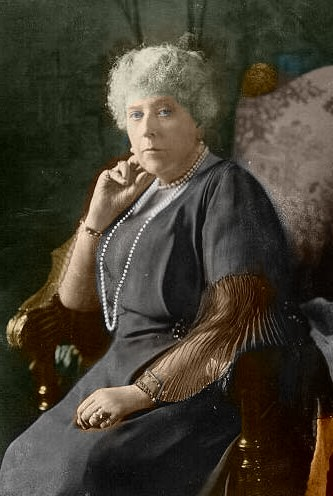
Béatrice du Royaume-Uni (1857-1944).

Béatrice Mary Victoria Feodore du Royaume-Uni (1857-1944), la dernière enfant de la reine Victoria, naît presque 17 ans après sa sœur aînée Victoria du Royaume-Uni (1840-1901). À sa naissance, la reine Victoria et Albert de Saxe-Cobourg-Gotha, mariés depuis 17 ans, ont 37 ans (ils en avaient 21 à la naissance de Victoria du Royaume-Uni).
Bien que la reine Victoria s'oppose catégoriquement au mariage de Béatrice, afin de pouvoir la garder toujours auprès d'elle pour ses vieux jours, différents prétendants sont avancés pour la princesse. L'un des plus sérieux est le prince impérial Louis-Napoléon Bonaparte (1856-1879), fils et héritier de l'empereur des Français Napoléon III (1808-1873). Mais ce projet s'effondre lorsque le prince impérial est tué le 1er juin 1879 en pays zoulou, en Afrique du Sud, où il avait intégré les troupes britanniques d'Afrique australe. Le journal intime de Victoria décrit sa douleur et celle de Béatrice : « Cette chère Béatrice, en pleurant à chaudes larmes comme je le fis moi aussi, me donna le télégramme ... Il allait faire jour et j'avais peu dormi... Béatrice était si affligée, tout le monde si abattu ».

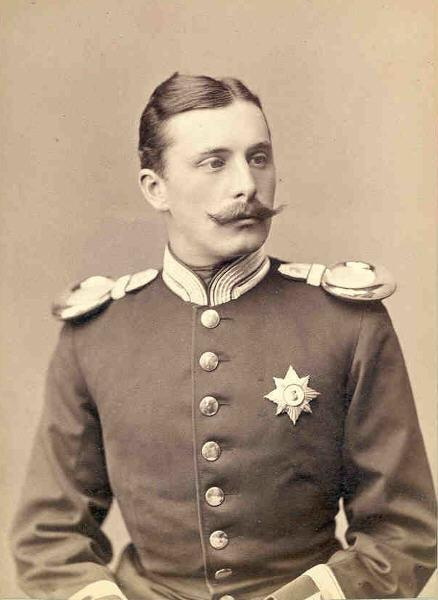
Henri de Battenberg (1858-1896), époux de Béatrice du Royaume-Uni.

Après divers autres projets de mariage avec d'autres prétendants, Béatrice se marie le 23 juillet 1885 avec Henri de Battenberg (1858-1896), fils d'Alexandre de Hesse (1823-1888) et de Julia Hauke (1825-1895), et frère de Louis de Battenberg (1854-1921), époux de Victoria de Hesse-Darmstadt (1863-1950), fille d'Alice du Royaume-Uni (1843-1878) et donc nièce de Béatrice.
Henri de Battenberg et Béatrice du Royaume-Uni ont quatre enfants :
- Alexandre de Battenberg (Alexandre Mountbatten) (1886-1960),
- Victoire-Eugénie de Battenberg (1887-1969),

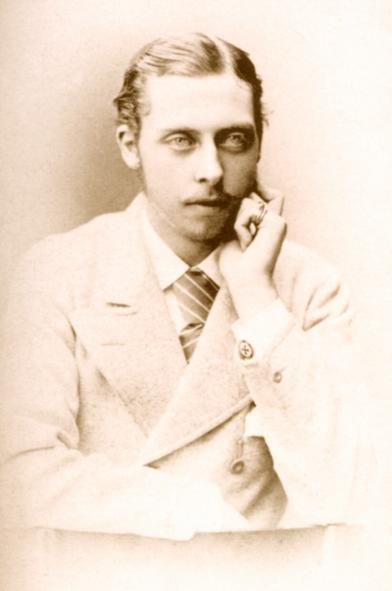
Leopold d'Albany (1853-1884).
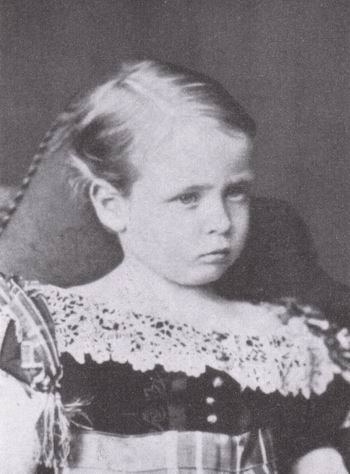
Frédéric de Hesse-Darmstadt (1870-1873).
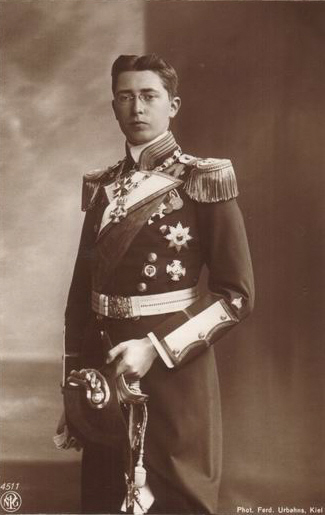
Waldemar de Prusse (1889-1945).
Léopold de Battenberg (Léopold Mountbatten) (1889-1922),
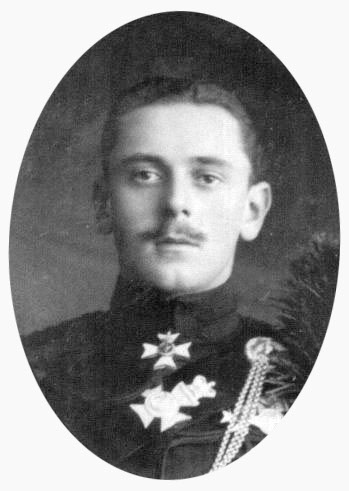
Maurice de Battenberg (1891-1914).
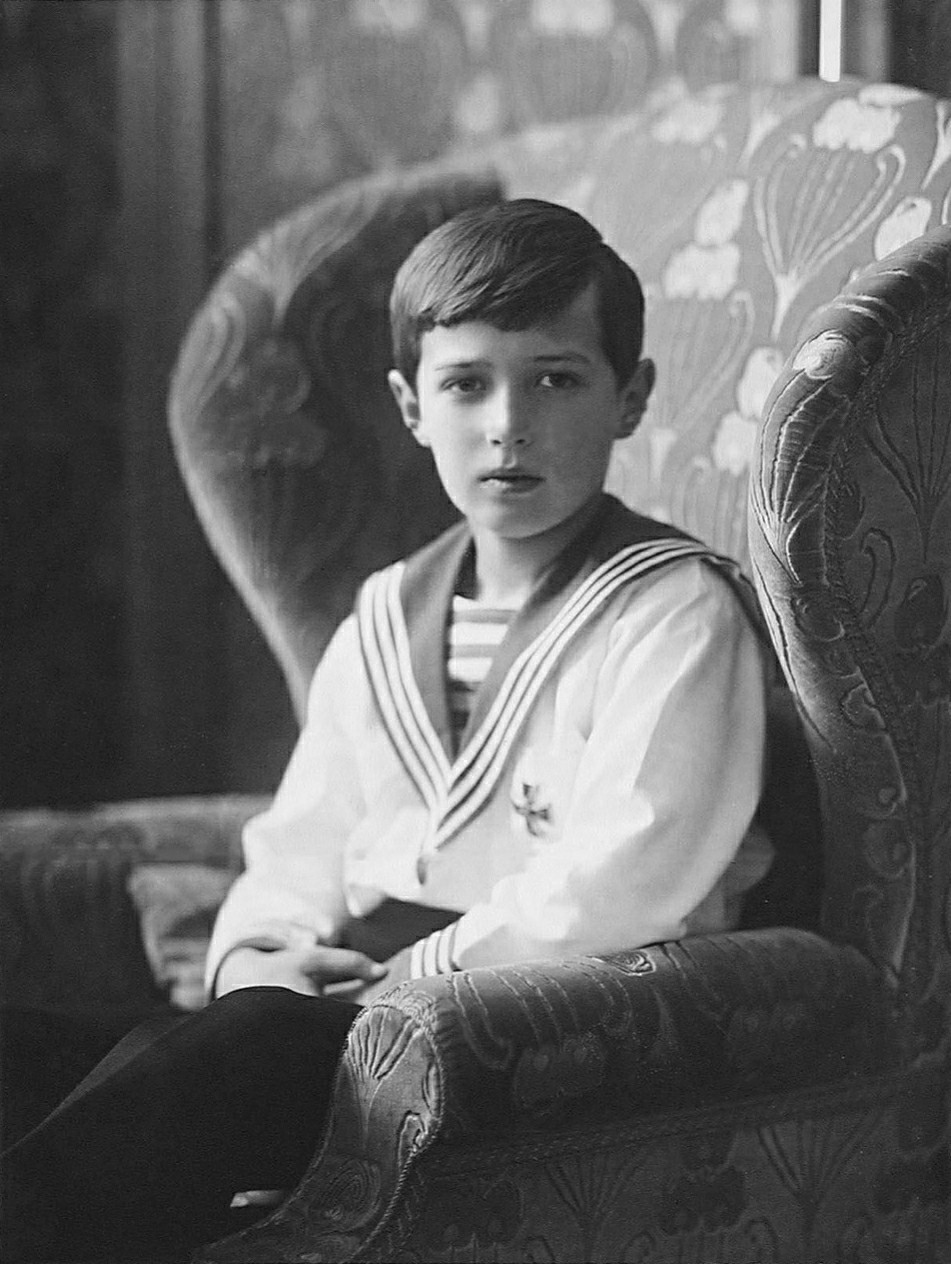
Alexis Nikolaïevitch de Russie (1904-1918).
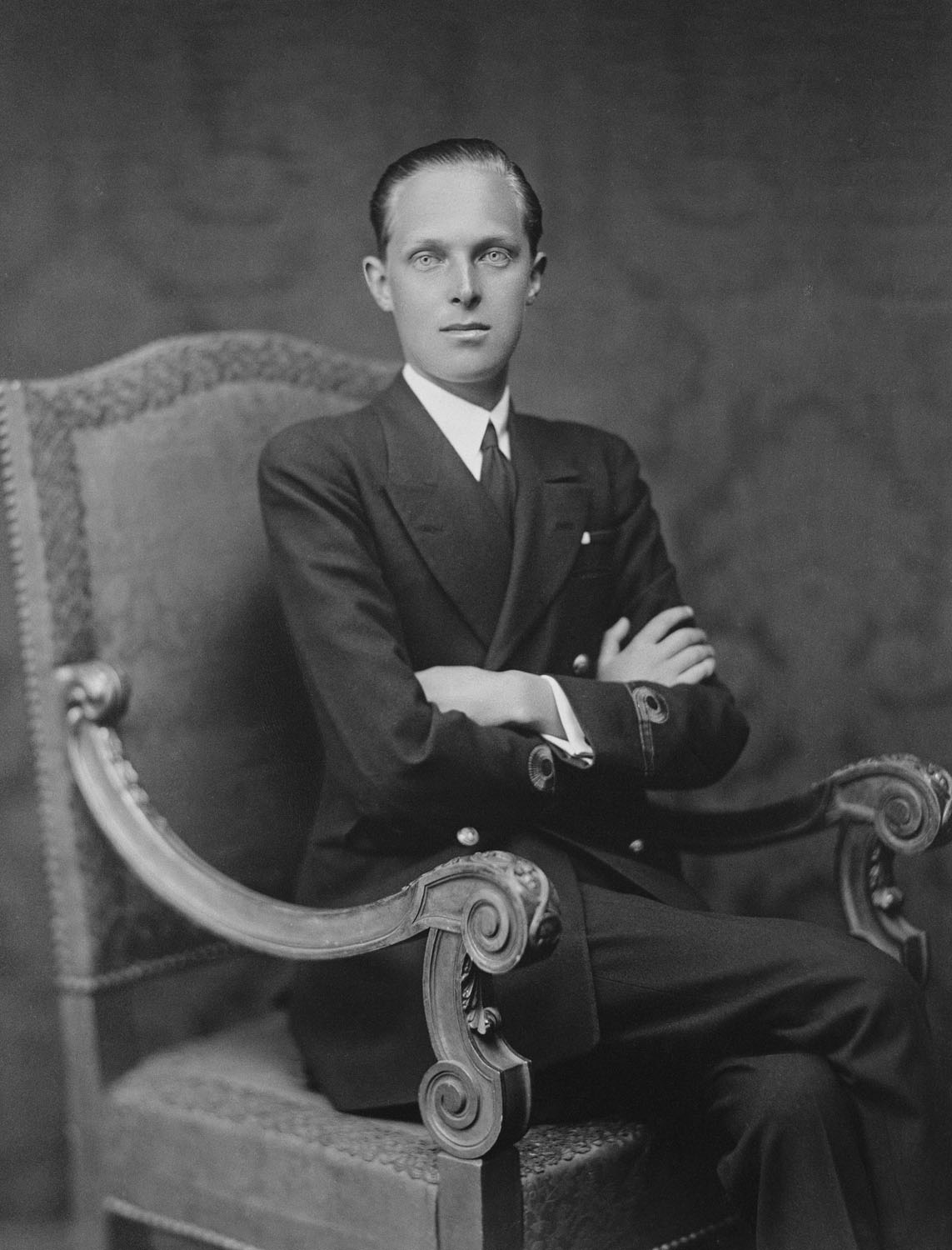
Alphonse de Bourbon (1907-1938).
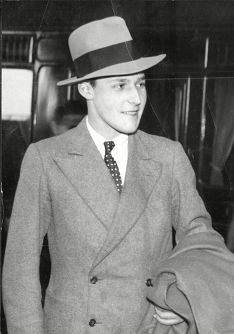
Gonzalve de Bourbon (1914-1934).

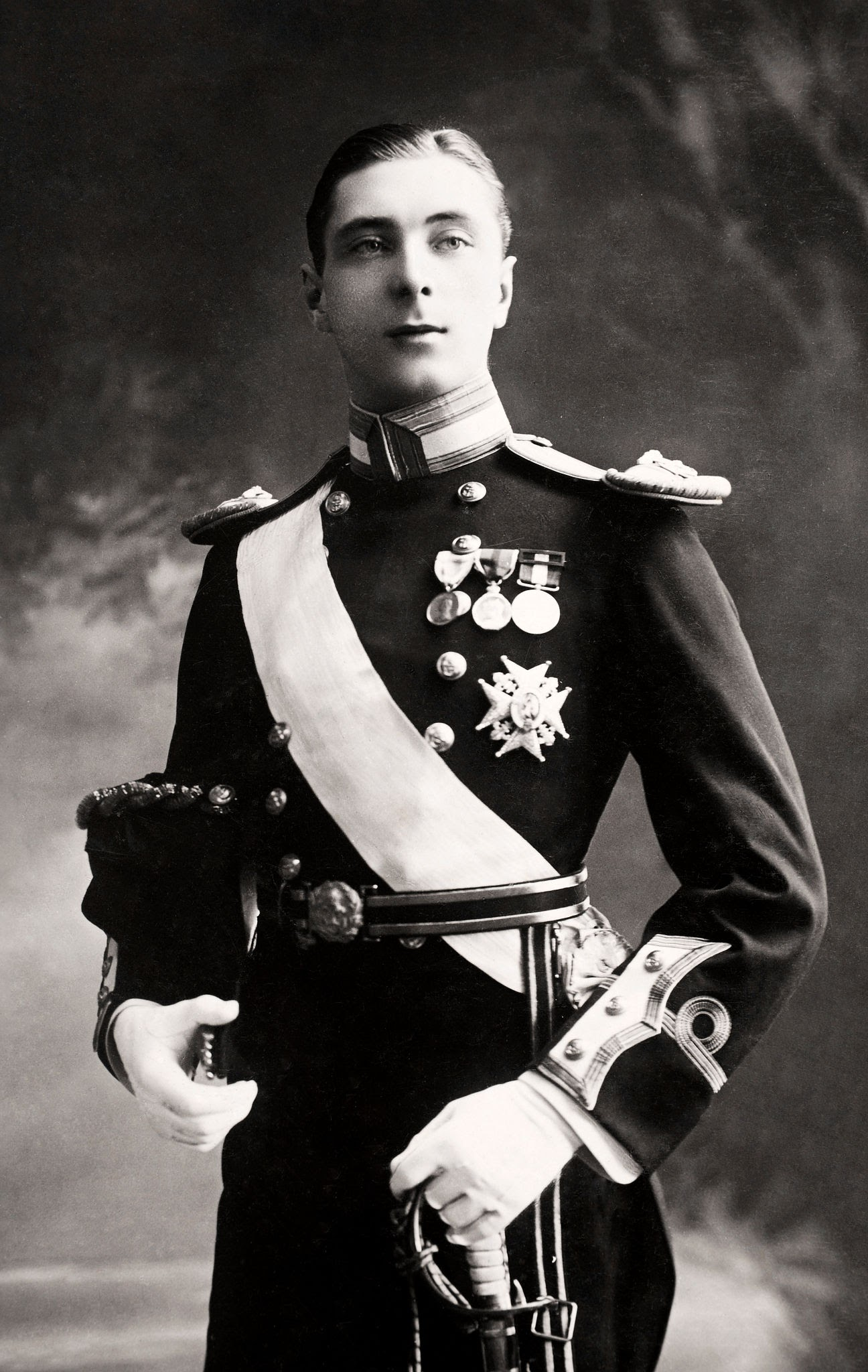
Alexandre de Battenberg (Alexandre Mountbatten) (1886-1960)
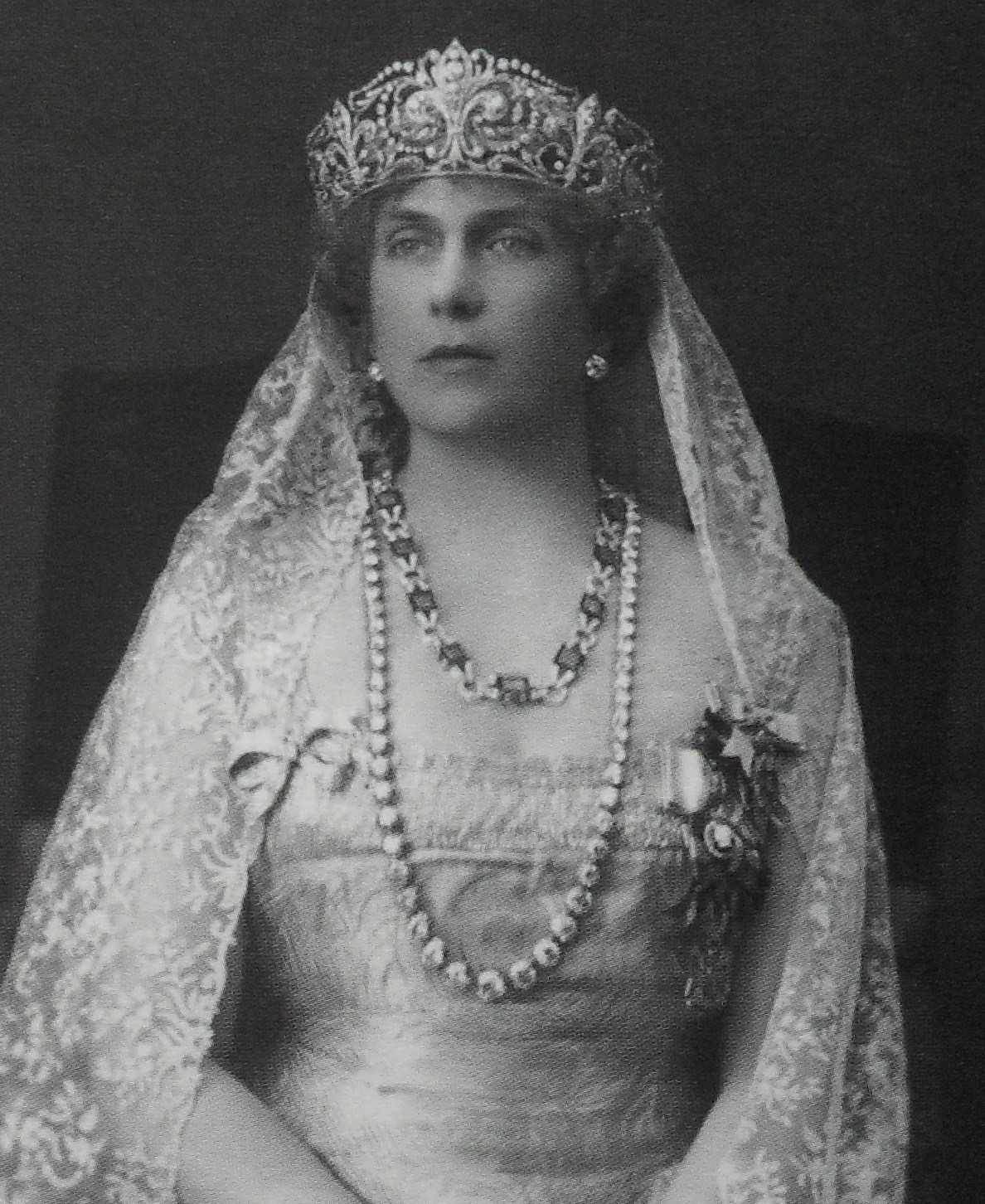
Victoire-Eugénie de Battenberg (1887-1969)
Léopold de Battenberg (Léopold Mountbatten) (1889-1922)
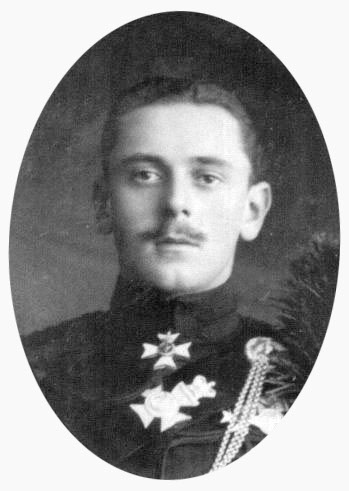
Maurice de Battenberg (1891-1914)

Leur fils aîné, Alexandre de Battenberg (Alexandre Mountbatten) (1886-1960), créé 1er marquis de Carisbrooke, épouse Irene Denison (1890-1956, fille de William Francis Henry Denison, 2e comte de Londesborough), dont il n'a qu'une fille, Iris Mountbatten (1920-1982), mariée trois fois et qui a elle-même un seul fils Robin Alexander Bryan (1957), de son second mari, le guitariste de jazz américain Michael Neely Bryan (1916-1972). Robin Alexander Bryan est lui-même père de trois enfants.
Leur seule fille, Victoire-Eugénie de Battenberg (1887-1969), devient reine d'Espagne en épousant le roi Alphonse XIII d'Espagne (1886-1941) le 31 mai 1906. Ils ont sept enfants, cinq fils et deux filles. Alphonse XIII d'Espagne contraint ses deux fils aînés, Alphonse de Bourbon (1907-1938) et Jacques-Henri de Bourbon (1908-1975), à renoncer à leurs droits au trône espagnol en 1933 pour eux-mêmes et leurs enfants en raison de l'hémophilie (et du mariage) de l'aîné Alphonse et de la surdité du cadet Jacques-Henri. Ce sont des renonciations sous seing privé, sans aucun caractère officiel. La lignée de succession passe donc à leur petit frère Jean de Bourbon (Juan de Borbón y Battenberg) (1913-1993), autoproclamé « comte de Barcelone » en 1941, puis à son fils, le roi Juan Carlos Ier d'Espagne (1938), puis à l'actuel roi Felipe VI d'Espagne (1968). Dès 1949, Jacques-Henri conteste cette succession, mais son seul descendant, Louis de Bourbon (1974), duc d'Anjou, ne prétend plus qu'au trône de France.
Léopold de Battenberg (Léopold Mountbatten) (1889-1922), hémophile, meurt lors d'une opération de la hanche.
Maurice de Battenberg (1891-1914) est tué au début de la Première Guerre mondiale durant la première bataille d'Ypres.

## Descendance de Victoria

### Mariages entre descendants de Victoria
À ce jour, il y a eu 21 mariages entre descendants de la reine Victoria. Ces mariages sont classés ci-après par date. Pour faciliter la lecture, les titres ont été simplifiés et les mariés portent le nom le plus usité. Entre parenthèses, après chaque descendant, figurent leurs ascendants en remontant jusqu'à Victoria ; quand le père et la mère sont concernés, les deux ascendances sont indiquées.
- 1888 : Henri de Prusse (1 Victoria du Royaume-Uni – 2 Victoria du Royaume-Uni) épouse Irène de Hesse-Darmstadt (1 Alice du Royaume-Uni – 2 Victoria du Royaume-Uni)
- 1894 : Ernest-Louis de Hesse (1 Alice du Royaume-Uni – 2 Victoria du Royaume-Uni) épouse Victoria Mélita de Saxe-Cobourg-Gotha (1 Alfred Ier de Saxe-Cobourg-Gotha – 2 Victoria du Royaume-Uni)
- 1913 : Arthur de Connaught (1 Arthur de Connaught et Strathearn – 2 Victoria du Royaume-Uni) épouse Alexandra Duff (1 Louise du Royaume-Uni – 2 Édouard VII du Royaume-Uni – 3 Victoria du Royaume-Uni)
- 1921 : Georges II de Grèce (1 Sophie de Prusse – 2 Victoria du Royaume-Uni – 3 Victoria du Royaume-Uni) épouse Élisabeth de Roumanie (1 Marie de Saxe-Cobourg-Gotha – 2 Alfred Ier de Saxe-Cobourg-Gotha – 3 Victoria du Royaume-Uni)
- 1921 : Carol II de Roumanie (1 Marie de Saxe-Cobourg-Gotha – 2 Alfred Ier de Saxe-Cobourg-Gotha – 3 Victoria du Royaume-Uni) épouse Hélène de Grèce (1 Sophie de Prusse – 2 Victoria du Royaume-Uni – 3 Victoria du Royaume-Uni)
- 1930 : Christophe de Hesse-Cassel (1 Marguerite de Prusse – 2 Victoria du Royaume-Uni – 3 Victoria du Royaume-Uni) épouse Sophie de Grèce (1 Alice de Battenberg – 2 Victoria de Hesse-Darmstadt – 3 Alice du Royaume-Uni – 4 Victoria du Royaume-Uni)
- 1931 : Gottfried de Hohenlohe-Langenbourg (1 Alexandra de Saxe-Cobourg-Gotha – 2 Alfred Ier de Saxe-Cobourg-Gotha – 3 Victoria du Royaume-Uni) épouse Marguerite de Grèce (1 Alice de Battenberg – 2 Victoria de Hesse-Darmstadt – 3 Alice du Royaume-Uni – 4 Victoria du Royaume-Uni)
- 1931 : Georges de Hesse-Darmstadt (1 Ernest-Louis de Hesse – 2 Alice du Royaume-Uni – 3 Victoria du Royaume-Uni) épouse Cécile de Grèce (1 Alice de Battenberg – 2 Victoria de Hesse-Darmstadt – 3 Alice du Royaume-Uni – 4 Victoria du Royaume-Uni)
- 1932 : Gustave-Adolphe de Suède (1 Margaret de Connaught – 2 Arthur de Connaught et Strathearn – 3 Victoria du Royaume-Uni) épouse Sybille de Saxe-Cobourg-Gotha (1 Charles-Édouard de Saxe-Cobourg-Gotha – 2 Leopold d'Albany – 3 Victoria du Royaume-Uni)
- 1938 : Louis-Ferdinand de Prusse (1 Guillaume de Prusse – 2 Guillaume II d'Allemagne – 3 Victoria du Royaume-Uni – 4 Victoria du Royaume-Uni) épouse Kira Kirillovna de Russie (1 Victoria Mélita de Saxe-Cobourg-Gotha – 2 Alfred Ier de Saxe-Cobourg-Gotha – 3 Victoria du Royaume-Uni)
- 1938 : Paul Ier de Grèce (1 Sophie de Prusse – 2 Victoria du Royaume-Uni – 3 Victoria du Royaume-Uni) épouse Frederika de Hanovre (1 Victoria-Louise de Prusse – 2 Guillaume II d'Allemagne – 3 Victoria du Royaume-Uni – 4 Victoria du Royaume-Uni)
- 1944 : Pierre II de Yougoslavie (1 Marie de Roumanie – 2 Marie de Saxe-Cobourg-Gotha – 3 Alfred Ier de Saxe-Cobourg-Gotha – 4 Victoria du Royaume-Uni) épouse Alexandra de Grèce (1 Alexandre Ier de Grèce – 2 Sophie de Prusse – 3 Victoria du Royaume-Uni – 4 Victoria du Royaume-Uni)
- 1946 : Georges-Guillaume de Hanovre (1 Victoria-Louise de Prusse – 2 Guillaume II d'Allemagne – 3 Victoria du Royaume-Uni – 4 Victoria du Royaume-Uni) épouse Sophie de Grèce (1 Alice de Battenberg – 2 Victoria de Hesse-Darmstadt – 3 Alice du Royaume-Uni – 4 Victoria du Royaume-Uni)
- 1947 : Philippe de Grèce (Philip Mountbatten, duc d'Édimbourg) (1 Alice de Battenberg – 2 Victoria de Hesse-Darmstadt – 3 Alice du Royaume-Uni – 4 Victoria du Royaume-Uni) épouse Élisabeth II du Royaume-Uni (1 George VI du Royaume-Uni – 2 George V du Royaume-Uni – 3 Édouard VII du Royaume-Uni – 4 Victoria du Royaume-Uni)
- 1956 : Andrej de Yougoslavie (1 Marie de Roumanie – 2 Marie de Saxe-Cobourg-Gotha – 3 Alfred Ier de Saxe-Cobourg-Gotha – 4 Victoria du Royaume-Uni) épouse Christina de Hesse (1 Christophe de Hesse-Cassel – 2 Marguerite de Prusse – 3 Victoria du Royaume-Uni – 4 Victoria du Royaume-Uni)
- 1957 : Tomislav de Yougoslavie (1 Marie de Roumanie – 2 Marie de Saxe-Cobourg-Gotha – 3 Alfred Ier de Saxe-Cobourg-Gotha – 4 Victoria du Royaume-Uni) épouse Marguerite de Bade (1 Théodora de Grèce – 2 Alice de Battenberg – 3 Victoria de Hesse-Darmstadt – 4 Alice du Royaume-Uni– 5 Victoria du Royaume-Uni)
- 1962 : Juan Carlos Ier d'Espagne (1 Juan de Borbón y Battenberg – 2 Victoire-Eugénie de Battenberg – 3 Béatrice du Royaume-Uni – 4 Victoria du Royaume-Uni) épouse Sophie de Grèce (par son père : 1 Paul Ier de Grèce – 2 Sophie de Prusse – 3 Victoria du Royaume-Uni – 4 Victoria du Royaume-Uni ; par sa mère : 1 Frederika de Hanovre – 2 Victoria-Louise de Prusse – 3 Guillaume II d'Allemagne – 4 Victoria du Royaume-Uni – 5 Victoria du Royaume-Uni)
- 1963 : Andrej de Yougoslavie (1 Marie de Roumanie – 2 Marie de Saxe-Cobourg-Gotha – 3 Alfred Ier de Saxe-Cobourg-Gotha – 4 Victoria du Royaume-Uni) épouse Kira-Melita de Leiningen (1 Maria Kirillovna de Russie – 2 Victoria Mélita de Saxe-Cobourg-Gotha – 3 Alfred Ier de Saxe-Cobourg-Gotha – 4 Victoria du Royaume-Uni)
- 1964 : Constantin II de Grèce (par son père : 1 Paul Ier de Grèce – 2 Sophie de Prusse – 3 Victoria du Royaume-Uni – 4 Victoria du Royaume-Uni ; par sa mère : 1 Frederika de Hanovre – 2 Victoria-Louise de Prusse – 3 Guillaume II d'Allemagne – 4 Victoria du Royaume-Uni – 5 Victoria du Royaume-Uni) épouse Anne-Marie de Danemark (1 Ingrid de Suède – 2 Margaret de Connaught – 3 Arthur de Connaught et Strathearn – 4 Victoria du Royaume-Uni)
- 1976 : François-Guillaume de Prusse (1 Charles-François de Prusse – 2 Joachim de Prusse – 3 Guillaume II d'Allemagne – 4 Victoria du Royaume-Uni – 5 Victoria du Royaume-Uni) épouse Maria Vladimirovna de Russie (1 Vladimir Kirillovitch de Russie – 2 Victoria Mélita de Saxe-Cobourg-Gotha – 3 Alfred Ier de Saxe-Cobourg-Gotha – 4 Victoria du Royaume-Uni)
- 1981 : Andréas de Leiningen (1 Karl Emich de Leiningen – 2 Emich de Leiningen – 3 Maria Kirillovna de Russie – 4 Victoria Mélita de Saxe-Cobourg-Gotha – 4 Alfred Ier de Saxe-Cobourg-Gotha – 5 Victoria du Royaume-Uni) épouse Alexandra de Hanovre (1 Ernest-Auguste IV de Hanovre – 2 Victoria-Louise de Prusse – Guillaume II d'Allemagne – 3 Victoria du Royaume-Uni – 4 Victoria du Royaume-Uni)

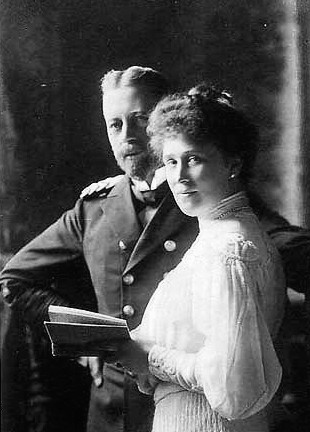
Henri de Prusse et Irène de Hesse-Darmstadt
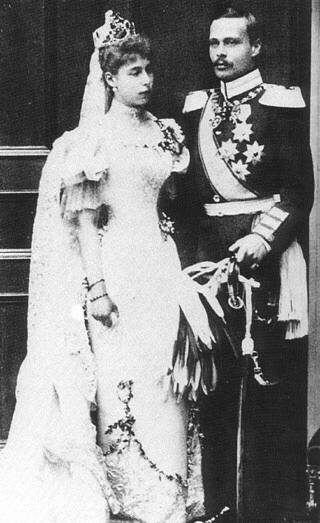
Ernest-Louis de Hesse et Victoria Mélita de Saxe-Cobourg-Gotha
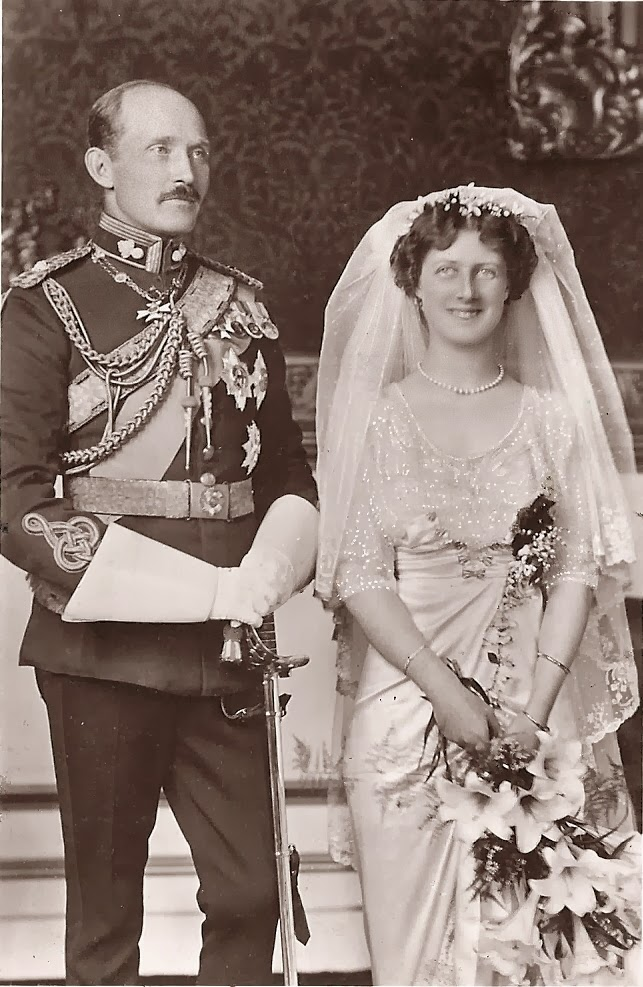
Arthur de Connaught et Alexandra Duff
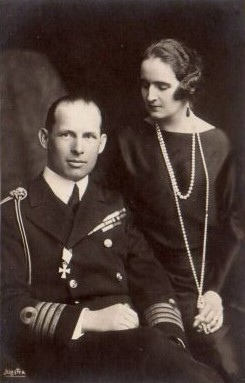
Georges II de Grèce et Élisabeth de Roumanie
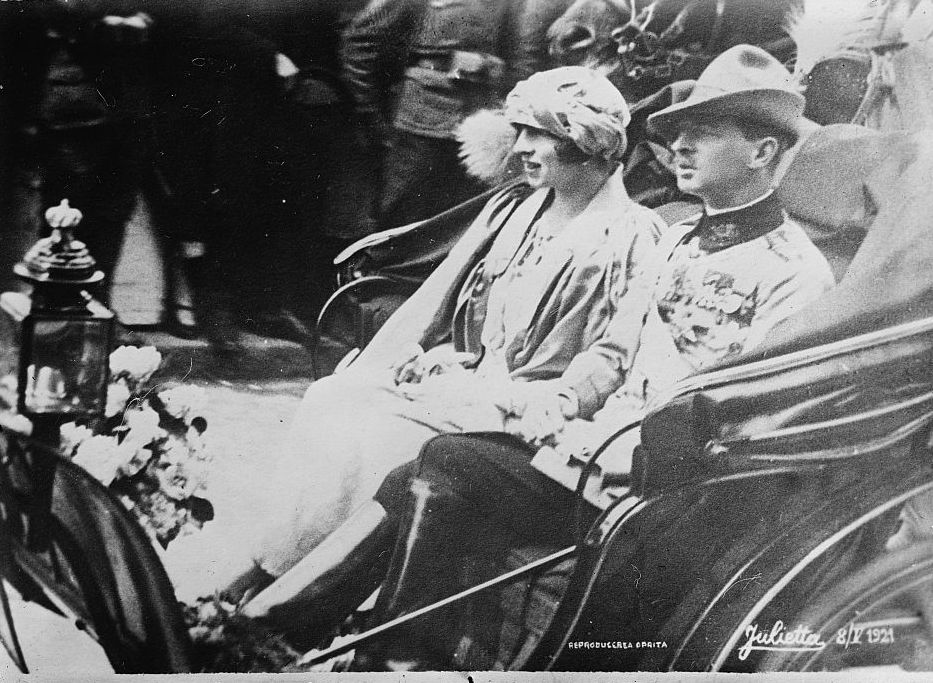
Carol II de Roumanie et Hélène de Grèce
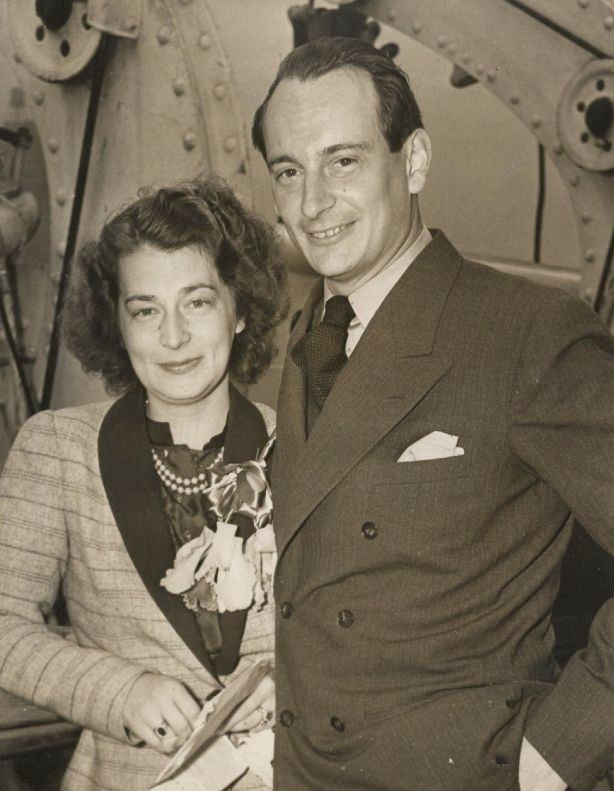
Louis-Ferdinand de Prusse et Kira Kirillovna de Russie

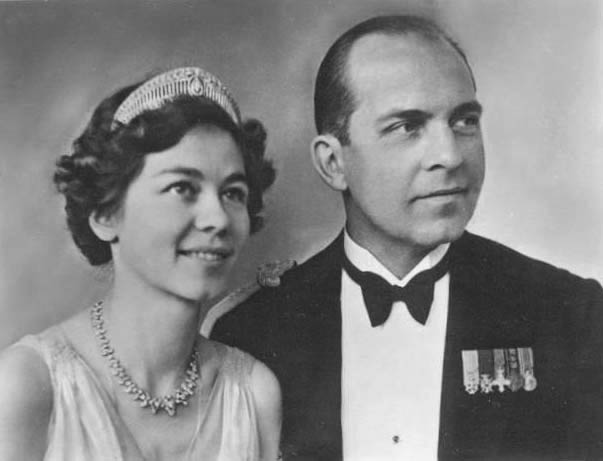
Paul Ier de Grèce et Frederika de Hanovre
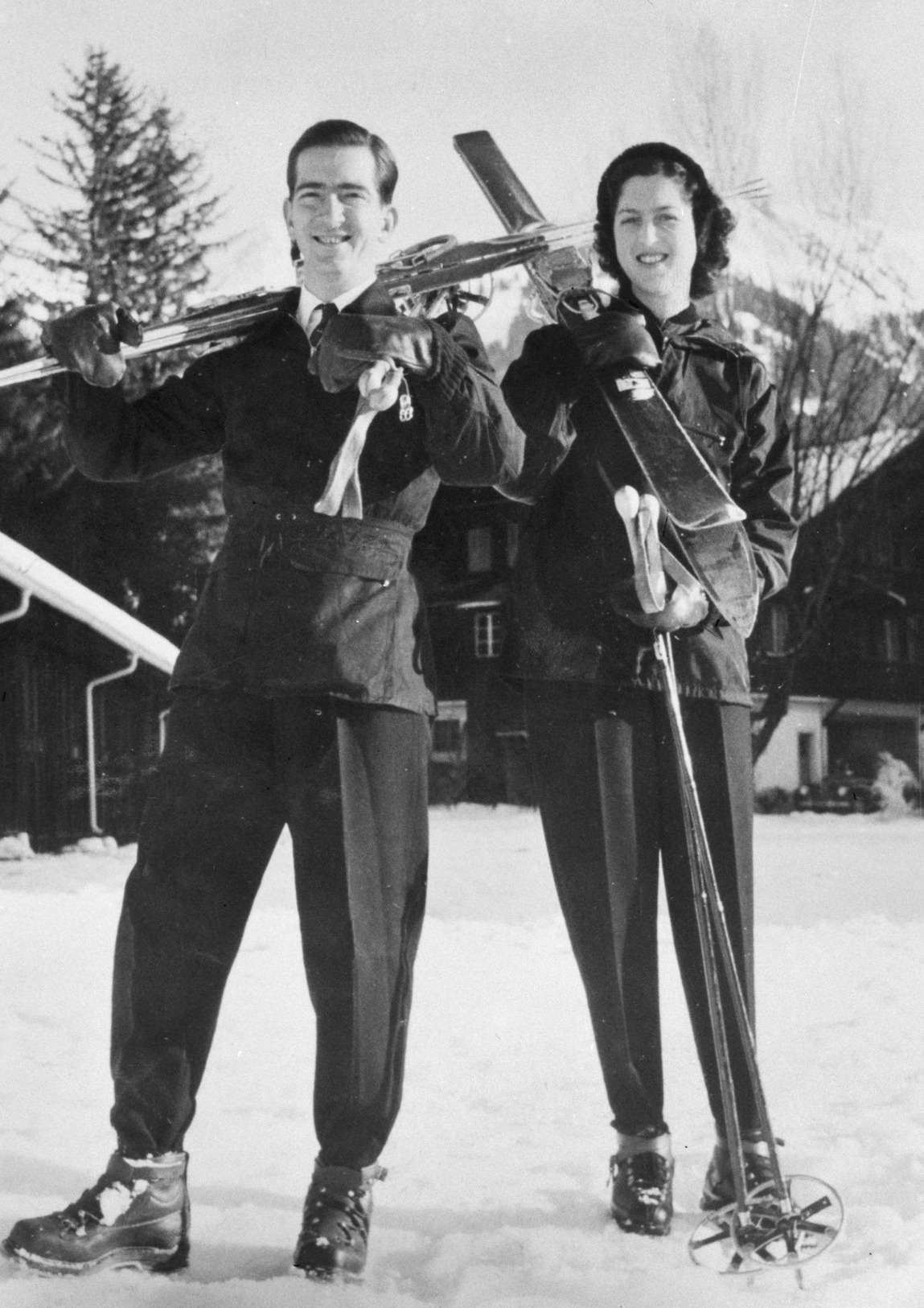
Pierre II de Yougoslavie et Alexandra de Grèce
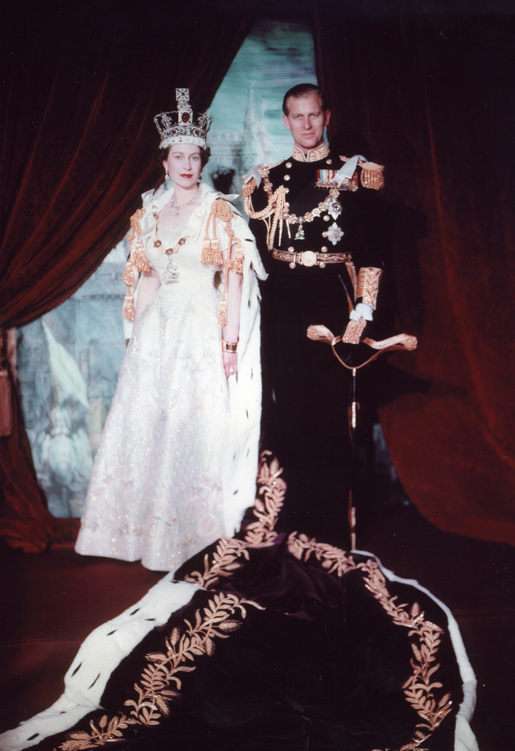
Philippe de Grèce et Élisabeth II du Royaume-Uni
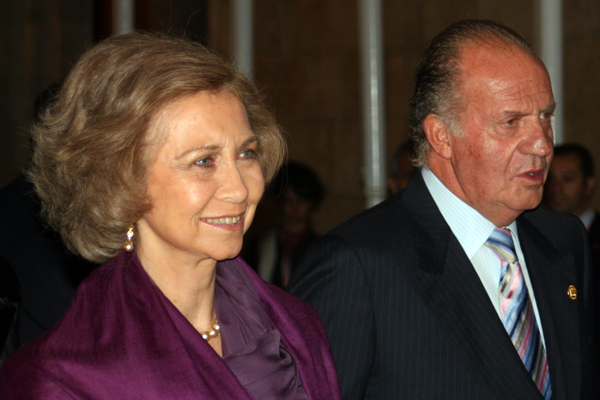
Juan Carlos Ier d'Espagne et Sophie de Grèce
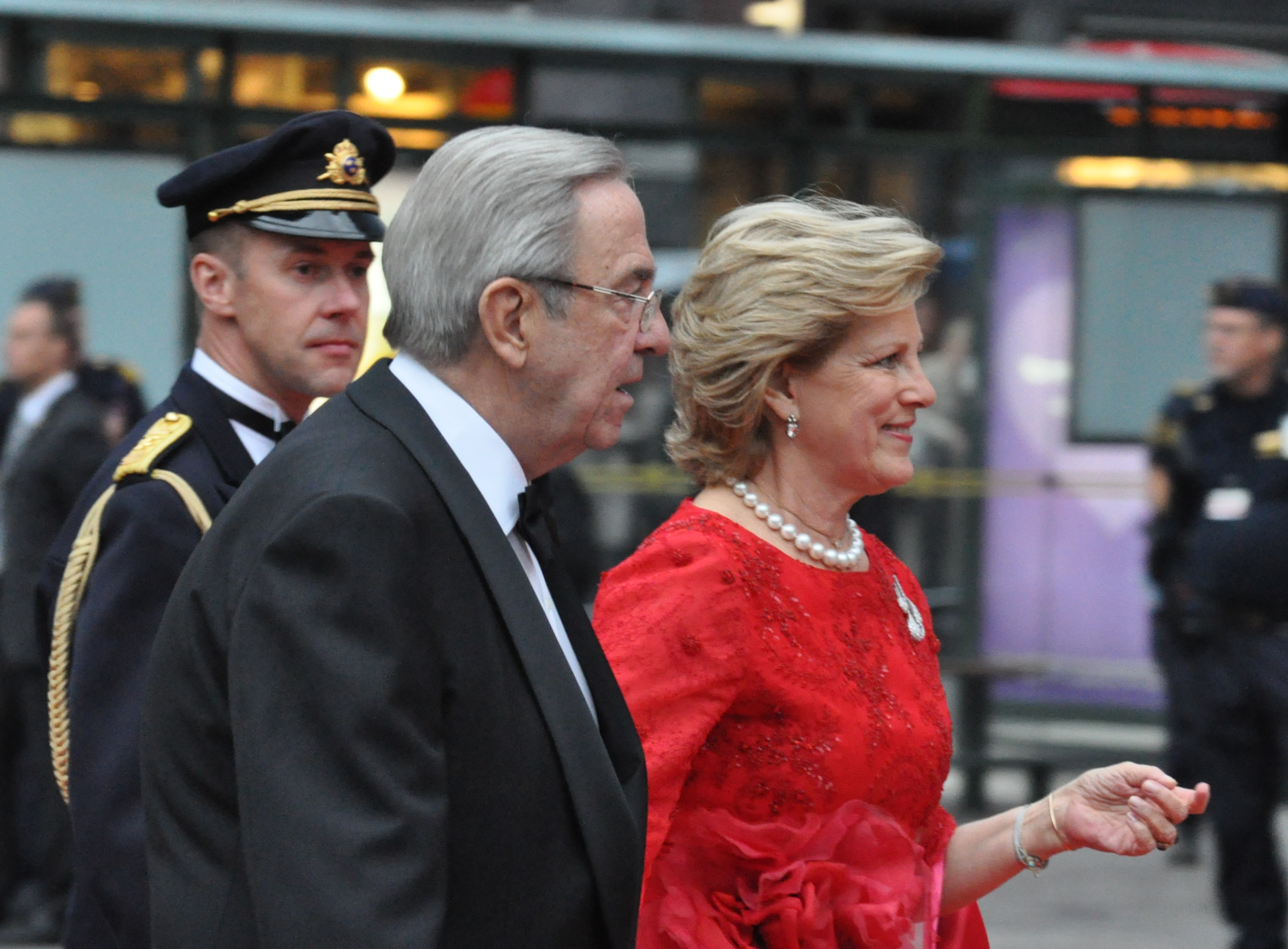
Constantin II de Grèce et Anne-Marie de Danemark

On remarque notamment que la lignée d'Alice du Royaume-Uni (1843-1878), mariée à Louis IV de Hesse (1837-1892), grand-duc de Hesse-Darmstadt, est particulièrement présente : d'abord par son fils Ernest-Louis de Hesse (1868-1937), mariée à sa cousine germaine Victoria Mélita de Saxe-Cobourg-Gotha (1876-1936), puis à travers les cinq enfants de sa petite-fille, Alice de Battenberg (1885-1969), mariée au prince André de Grèce (1882-1944) : quatre ont épousé des cousins plus ou moins lointains, tel Philippe de Grèce (1921-2021) marié à la reine Élisabeth II du Royaume-Uni (1926-2022) ou bien sa sœur Sophie de Grèce (1914-2001), arrière-arrière-petite-fille de Victoria, qui a épousé successivement un arrière-petit-fils (Christophe de Hesse-Cassel (1901-1943)) puis un arrière-arrière-petit-fils (Georges-Guillaume de Hanovre (1915-2006)) de l'impératrice des Indes dans une autre branche de la famille. Une des petites-filles de la même Alice de Battenberg, Marguerite de Bade (1932-2013), est également concernée du fait de son mariage avec un prince yougoslave, Tomislav de Yougoslavie (1928-2000).

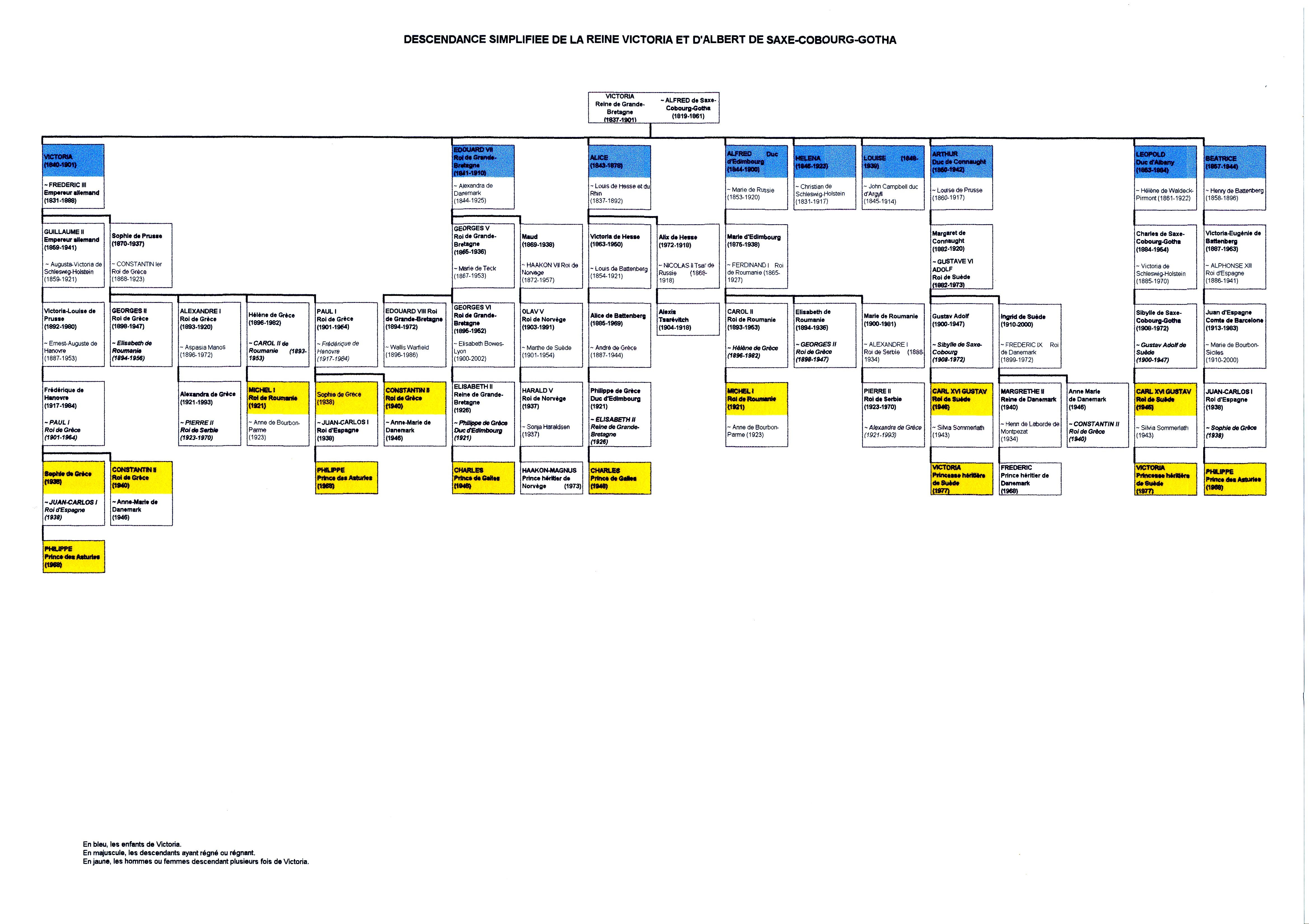
Descendance simplifiée de Victoria.

## L'hémophilie dans la descendance de Victoria
L'hémophilie, qui se caractérise par la difficulté du sang à coaguler, est portée par le chromosome X. Les hommes reçoivent de leur mère leur seul chromosome X. Donc si leur mère est porteuse, les fils ont une chance sur deux d'être hémophiles. En revanche les femmes possèdent deux chromosomes X, le premier venu de leur père et le second de leur mère. En conséquence, si elles reçoivent le gène déficient de leur mère, l'autre chromosome X reçu de leur père les protège contre la maladie. Les cas d'hémophilie féminine sont extrêmement rares.
Cette définition est illustrée clairement par le cas de Léopold d'Albany (1853-1884), fils de la reine Victoria. Il n'a pu recevoir son chromosome X que de sa mère. Dans la mesure où l'hémophilie est présente dans la descendance de certaines de ses sœurs (Alice et Béatrice), il est certain que cette hémophilie provient de Victoria. Aucune trace d'hémophilie n'a été trouvée chez les Saxe-Cobourg-Gotha jusque-là. Leopold d'Albany ayant épousé Hélène de Waldeck-Pyrmont (1861-1922), dont la famille ne présente pas non plus de cas d'hémophilie, c'est bien lui qui a transmis le gène déficient de l'hémophilie à sa descendance. Son fils Charles-Édouard de Saxe-Cobourg-Gotha (1884-1954), ayant reçu son chromosome X d'Hélène de Waldeck-Pyrmont, ne souffre pas d'hémophilie. Sa sœur aînée Alice d'Albany (1883-1981) porte fatalement le gène déficient puisqu'elle a hérité du chromosome X de son père Léopold d'Albany. L'autre chromosome X venant de sa mère saine, elle n'est pas malade mais seulement porteuse.
On trace donc le gène de l'hémophilie dans la descendance de trois des enfants de la reine Victoria.
Par ordre d'aînesse, la première, chez qui se manifeste la maladie, est Alice du Royaume-Uni (1843-1878), épouse de Louis IV de Hesse (1837-1892). Si leur fils aîné Ernest-Louis de Hesse (1868-1937) est sain, leur fils cadet Frédéric de Hesse-Darmstadt (1870-1873) est atteint et meurt des suites d'une chute en 1873, à trois ans. Chez leurs filles, Irène de Hesse-Darmstadt (1866-1953), épouse de son cousin Henri de Prusse (1862-1929), transmettra l'hémophilie à deux de ses trois fils, Waldemar de Prusse (1889-1945) et Henri de Prusse (1900-1904). La dernière fille, Alix de Hesse-Darmstadt (1872-1918) passera le gène de l'hémophilie à son fils le tsarévitch Alexis Nikolaïevitch de Russie (1904-1918). Ses filles Olga, Tatiana, Maria et Anastasia étaient peut-être porteuses du gène déficient.
Léopold d'Albany, mentionné ci-dessus, mourut à 31 ans après une vie de souffrances causées par la maladie. Il n'aura pas vu la naissance de son fils Charles-Édouard de Saxe-Cobourg-Gotha (1884-1954), qui ne peut porter le gène déficient. En revanche, sa sœur Alice d'Albany (1883-1981) est forcément porteuse du gène. Elle épouse Alexandre de Teck (1874-1957). Du mariage sont issus trois enfants, dont le dernier, Maurice de Teck (1910-1910), meurt bébé sans qu'on sache si la maladie est en cause. Le second, Rupert de Teck (1907-1928), est décédé à 21 ans après un accident automobile survenu en 1928 qui entraîna une agonie de quinze jours due à l'hémorragie. Sa sœur Marie de Teck (1906-1994) peut avoir hérité du gène par sa mère mais son fils Richard Abel Smith n'est pas hémophile (1933-2004). Ses filles en revanche peuvent être porteuses.
Le dernier enfant de Victoria chez qui on a la preuve de la présence du gène déficient est Béatrice du Royaume-Uni (1857-1944). Des quatre enfants issus de son mariage avec Henri de Battenberg (1858-1896), seul l'aîné Alexandre Mountbatten (1886-1960) est sain. Les deux autres fils Léopold Mountbatten (1889-1922) et Maurice de Battenberg (1891-1914) étaient hémophiles. La seule fille Victoire-Eugénie de Battenberg (1887-1969), était porteuse et transmit la maladie à trois des enfants qu'elle eut du roi Alphonse XIII d'Espagne (1886-1941) : l'aîné Alphonse de Bourbon (1907-1938), le quatrième mort bébé et le septième et dernier enfant Gonzalve de Bourbon (1914-1934) mort également des suites d'un accident de voiture qui aurait été sans gravité pour tout autre personne. Jacques-Henri de Bourbon (1908-1975) et Jean de Bourbon (1913-1993), les deux autres garçons, n'étant pas malades, ont forcément reçu de leur mère un chromosome X sain et n'ont donc pu transmettre la maladie. Les deux filles d'Alphonse XIII d'Espagne et de Victoire-Eugénie de Battenberg ont pu recevoir et transmettre le gène quoiqu'on ne trouve aucun descendant de Marie-Christine d'Espagne (1911-1996), la seconde, touché par la maladie. S'agissant de Béatrice de Bourbon (1909-2002), il se peut qu'un de ses petits-fils, issu de sa fille Olimpia Torlonia (1943), soit décédé à la suite d'« un problème sanguin », mais ce n'est pas avéré. Compte tenu des cas constatés et de l'histoire familiale de chacune des branches, si le gène devait subsister, ce serait probablement dans la descendance espagnole de Victoria qu'on pourrait peut-être encore le trouver.
En gras, les sujets hémophiles :
- Victoria du Royaume-Uni (1819-1901) + Albert de Saxe-Cobourg-Gotha (1819-1861) 
  - Alice du Royaume-Uni (1843-1878) + Louis IV de Hesse (1837-1892) 
    - Irène de Hesse-Darmstadt (1866-1953) + Henri de Prusse (1862-1929) 
      - Waldemar de Prusse (1889-1945) + Calixta von Lippe (1895-1982) 
      - Henri de Prusse (1900-1904)

    - Frédéric de Hesse-Darmstadt (1870-1873)
    - Alix de Hesse-Darmstadt (1872-1918) + Nicolas II de Russie (1868-1918) 
      - Alexis Nikolaïevitch de Russie (1904-1918)

  - Leopold d'Albany (1853-1884) + Hélène de Waldeck-Pyrmont (1861-1922) 
    - Alice d'Albany (1883-1981) + Alexandre de Teck (1874-1957) 
      - Rupert de Teck (1907-1928)

  - Béatrice du Royaume-Uni (1857-1944) + Henri de Battenberg (1858-1896) 
    - Victoire-Eugénie de Battenberg (1887-1969) + Alphonse XIII d'Espagne (1886-1941) 
      - Alphonse de Bourbon (1907-1938) + Edelmira Sampedro y Robato (1906-1994) ; + Marta Rocafort y Altuzarra (1913-1993) 
      - Gonzalve de Bourbon (1914-1934)

    - Léopold Mountbatten (1889-1922)
    - Maurice de Battenberg (1891-1914)

- Leopold d'Albany
(1853-1884).
- Frédéric de Hesse-Darmstadt
(1870-1873).
- Waldemar de Prusse
(1889-1945).
- Léopold Mountbatten
(1889-1922).
- Maurice de Battenberg
(1891-1914).
- Alexis Nikolaïevitch de Russie
(1904-1918).
- Alphonse de Bourbon
(1907-1938).
- Gonzalve de Bourbon
(1914-1934).

## Pour approfondir